# Napoleon I
Napoleon Bonaparte (în franceză Napoléon Bonaparte; n. 15 august 1769, Ajaccio, Franța – d. 5 mai 1821, Longwood⁠(d), Saint Helena⁠(d), Saint Helena, Ascension and Tristan da Cunha), cunoscut mai târziu ca Napoleon I și inițial ca Napoleone di Buonaparte, a fost un lider politic și militar al Franței, ale cărui acțiuni au influențat puternic politica europeană de la începutul secolului al XIX-lea.
Născut în Corsica și specializat pe profilul de ofițer de artilerie în Franța continentală, Bonaparte a devenit cunoscut în timpul Primei Republici Franceze și a condus campanii reușite împotriva Primei și celei de-a Doua Coaliții, care luptau împotriva Franței. În 1799 a organizat o lovitură de stat și s-a proclamat Prim Consul; cinci ani mai târziu s-a încoronat ca Împărat al francezilor. În primul deceniu al secolului al XIX-lea a opus armatele Imperiului Francez împotriva fiecărei puteri majore europene și a dominat Europa continentală printr-o serie de victorii militare. A menținut sfera de influență a Franței prin constituirea unor alianțe extensive și prin numirea prietenilor și membrilor familiei în calitate de conducători ai altor țări europene sub forma unor state clientelare franceze.
Invazia franceză a Rusiei din 1812 a marcat un punct de cotitură în destinul lui Napoleon. Marea sa Armată a suferit pierderi covârșitoare în timpul campaniei și nu s-a recuperat niciodată pe deplin. În 1813, a Șasea Coaliție l-a înfrânt la Leipzig; în anul următor Coaliția a invadat Franța, l-a forțat pe Napoleon să abdice și l-a exilat pe insula Elba. În mai puțin de un an, a scăpat de pe Elba și s-a întors la putere, însă a fost învins în bătălia de la Waterloo din iunie 1815. Napoleon și-a petrecut ultimii șase ani ai vieții sub supraveghere britanică pe insula Sfânta Elena. O autopsie a concluzionat că a murit de cancer la stomac, deși Sten Forshufvud și alți oameni de știință au continuat să susțină că a fost otrăvit cu arsenic.
Conflictul cu restul Europei a condus la o perioadă de război total de-a lungul continentului, iar campaniile sale sunt studiate la academii militare din întreaga lume. Deși considerat un tiran de către oponenții săi, el a rămas în istorie și datorită creării Codului Napoleonian, care a pus fundațiile legislației administrative și judiciare în majoritatea țărilor Europei de Vest.
Napoleon este considerat unul dintre cei mai mari comandanți militari din istorie, iar tacticile sale napoleoniene sunt încă studiate în școlile militare din întreaga lume. Moștenirea sa persistă prin reformele legale și administrative modernizatoare pe care le-a implementat în Franța și Europa de Vest, întruchipate în Codul civil napoleonian. El a stabilit un sistem de educație publică, a abolit vestigiile feudalismului, a emancipat evreii și alte minorități religioase, a desființat Inchiziția spaniolă, a instaurat principiul egalității în fața legii pentru o clasă de mijloc emergentă și a centralizat puterea statului în detrimentul autorităților religioase. Cuceririle sale au acționat ca un catalizator pentru schimbarea politică și dezvoltarea statelor naționale. Cu toate acestea, el este controversat din cauza rolului său în războaiele care au devastat Europa, jafurilor din teritoriile cucerite și a bilanțului său mixt în ceea ce privește drepturile civile: a abolit presa liberă, a pus capăt guvernării reprezentative alese direct, a exilat și încarcerat criticii regimului său, a reinstaurat sclavia în coloniile Franței, cu excepția Haiti-ului, a interzis intrarea negrilor și mulatrilor în Franța, a redus drepturile civile ale femeilor și copiilor din Franța, a reintrodus o monarhie și nobilime ereditară și a reprimat violent revoltele populare împotriva domniei sale.

## Origini și educație

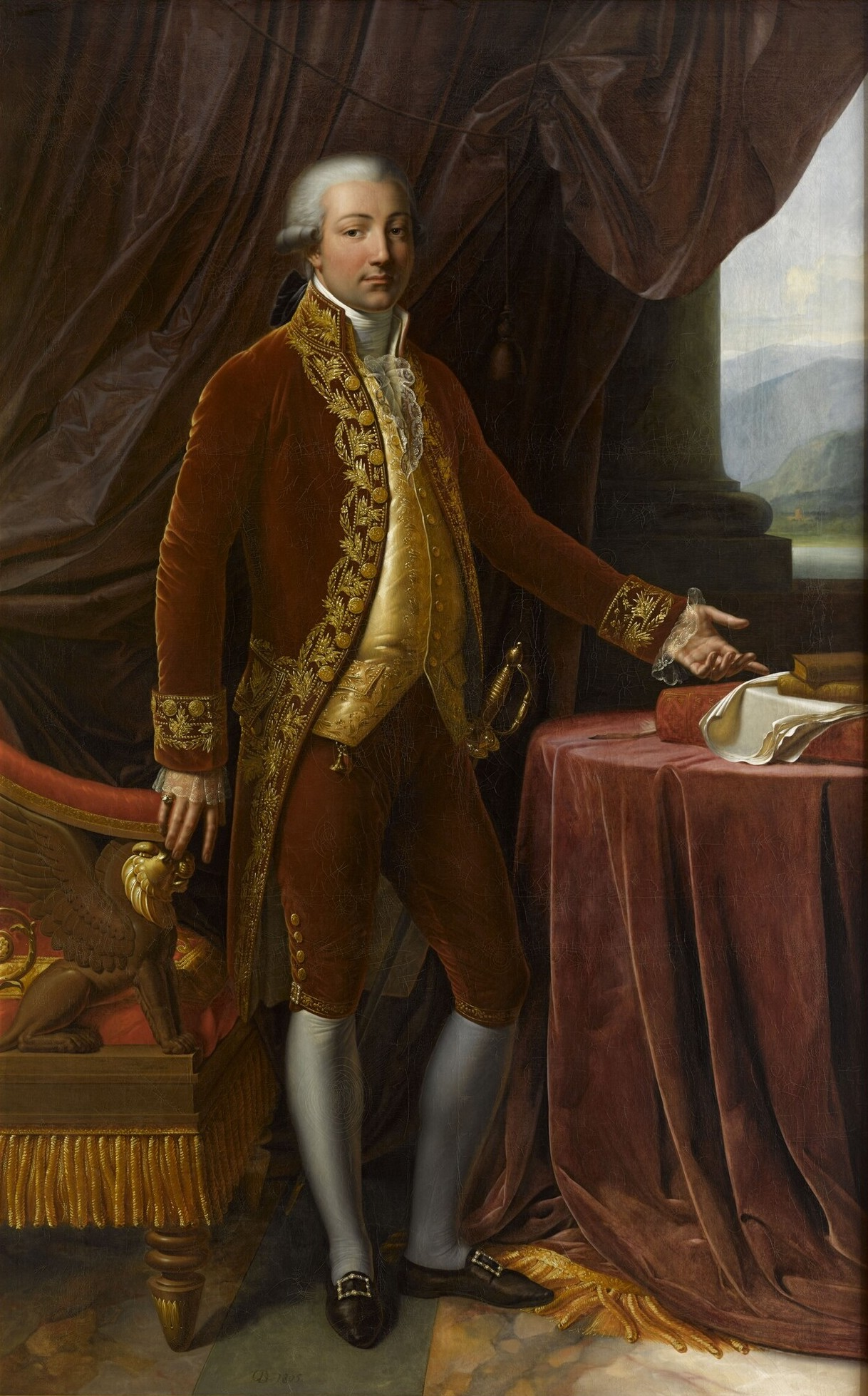
Tatăl lui Napoleon, Carlo Buonaparte, reprezentatul Corsicii la curtea lui Ludovic al XVI-lea al Franței

Napoleon Bonaparte s-a născut ca al doilea din cei șapte copii, în Casa Buonaparte din orașul Ajaccio, Corsica, la 15 august 1769, un an mai târziu după ce insula fusese transferată Franței de către Republica Genova. El s-a numit inițial Napoleone di Buonaparte, prenumele provenind de la un unchi care fusese omorât în timp ce lupta împotriva francezilor, însă mai târziu a adoptat numele de Napoléon Bonaparte, cu o rezonanță mai accentuată în limba franceză.
Familia corsicană Buonaparte își avea originile în mica nobilime italiană care emigrase în Corsica în secolul al XVI-lea. Tatăl său, Nobile Carlo Buonaparte, un avocat, a fost numit reprezentantul Corsicii la curtea lui Ludovic al XVI-lea în 1777. Influența dominantă în copilăria lui Napoleon a avut-o mama sa, Maria Letizia Ramolino, a cărei disciplină fermă a temperat un copil turbulent. El avea un frate mai mare, Joseph, și șase mai mici: Lucien, Elisa, Ludovic, Pauline, Caroline și Jérôme. Napoleon a fost botezat catolic cu puțin timp înainte de a împlini doi ani, la 21 iulie 1771 la Catedrala Ajaccio.
Originea nobilă a lui Napoleon, veniturile și cunoștințele familiei i-au oferit oportunități mai importante de studiu decât cele disponibile unui corsican tipic din acea vreme. În ianuarie 1779, Napoleon a fost înscris la o școală teologică din Autun, în Franța continentală, pentru a învăța franceza, iar în mai a fost admis la academia militară de la Brienne-le-Château. Vorbea cu un accent corsican pronunțat și nu a învățat niciodată să scrie corect. Napoleon era tachinat de către ceilalți studenți din cauza accentului său, prin urmare s-a concentrat și mai mult pe studiu. Un examinator a observat că Napoleon „s-a distins întotdeauna prin talentul său la matematică. Are cunoștințe destul de bune despre istorie și geografie... Acest băiat ar deveni un marinar excelent.” După ce și-a terminat studiile la Brienne în 1784, Napoleon a fost admis la École Militaire, o școală militară de elită din Paris; acest lucru a pus capăt ambiției sale navale, care îl făcuse să ia în considerare înrolarea în Marina Regală britanică. În loc de aceasta s-a specializat pe profilul de ofițer de artilerie și a trebuit să termine cursurile de doi ani într-unul singur, deoarece moartea tatălui său îi redusese veniturile. A fost examinat de faimosul om de știință Pierre Simon Laplace, pe care mai târziu Napoleon l-a numit senator

## Începuturile carierei

Liderul naționalist corsican Pasquale Paoli, portret de Richard Cosway

### Întoarcere în Corsica

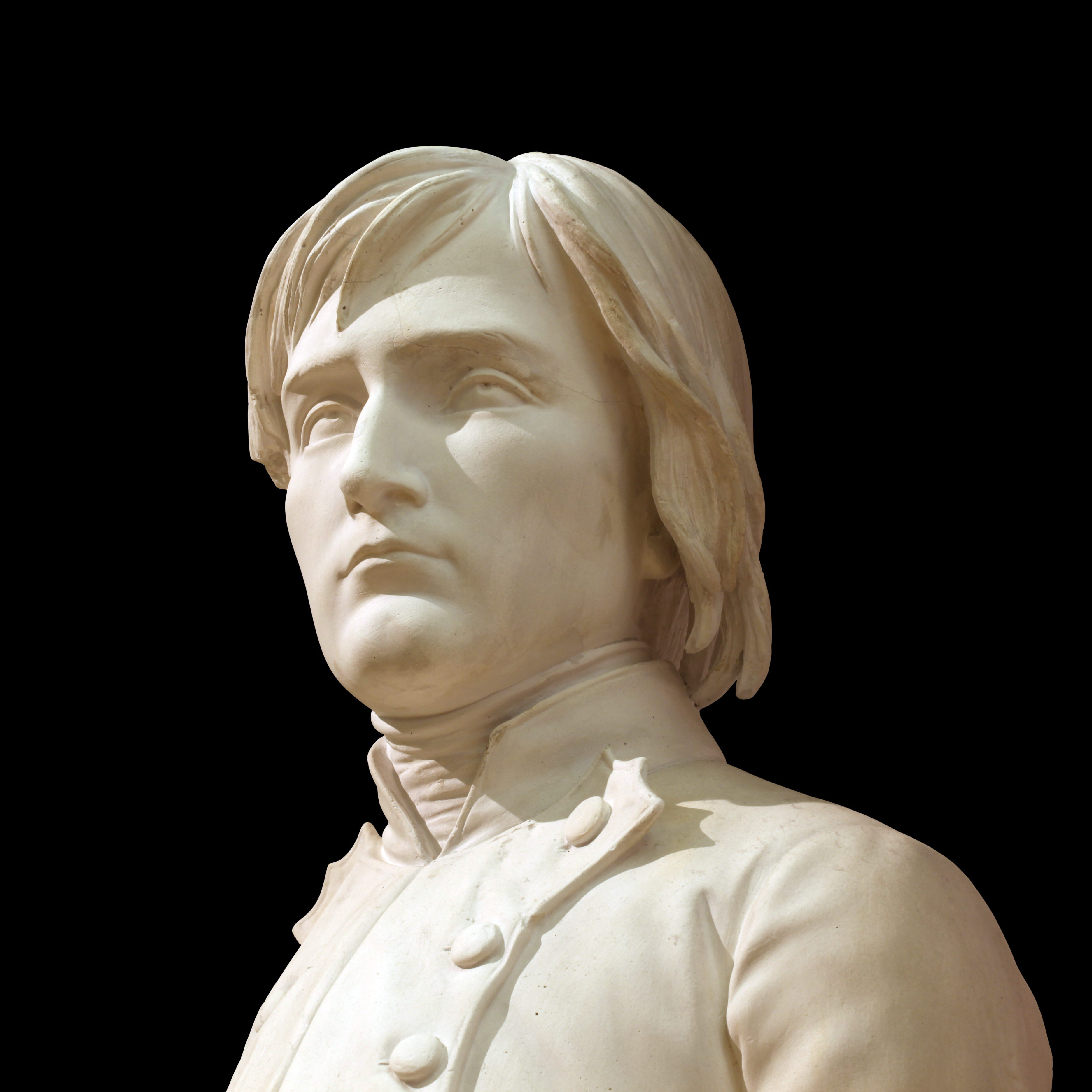
Statuia lui Bonaparte ca școlar în Brienne, în vârstă de 15 ani.

Devenit absolvent în septembrie 1785, Bonaparte este numit ofițer cu gradul de sublocotenent în regimentul de artilerie La Fère. A servit în garnizoanele de la Valence și Auxonne până după izbucnirea Revoluției Franceze în 1789, deși în această perioadă a fost în permisie timp de aproape două luni în Corsica și Paris. Un naționalist corsican fervent, Bonaparte i-a scris liderului corsican Pasquale Paoli în mai 1789: „Pe când națiunea pierea, m-am născut eu. Treizeci de mii de francezi au fost vomitați pe malurile noastre, înecând tronul libertății în valuri de sânge. Astfel arăta priveliștea odioasă care a fost prima ce m-a impresionat.”
A petrecut primii ani ai Revoluției în Corsica, luptând într-o bătălie complexă între regaliști, revoluționari și naționaliștii corsicani. El a sprijinit facțiunea revoluționară iacobină, a câștigat gradul de locotenent-colonel și comanda unui batalion de voluntari. După ce depășise termenul permisiei și a condus o revoltă împotriva unei armate franceze din Corsica, a reușit totuși să convingă autoritățile militare din Paris să-l promoveze în gradul de căpitan în iulie 1792. S-a întors în Corsica din nou și a intrat în conflict cu Paoli, care hotărâse să se despartă de Franța și să saboteze un asalt francez asupra insulei sardiniene La Maddalena, unul dintre liderii expediției fiind chiar Bonaparte. Acesta și familia sa au trebuit să fugă în Franța continentală în iunie 1793 din cauza înrăutățirii relațiilor cu Paoli.

### Asediul Toulonului

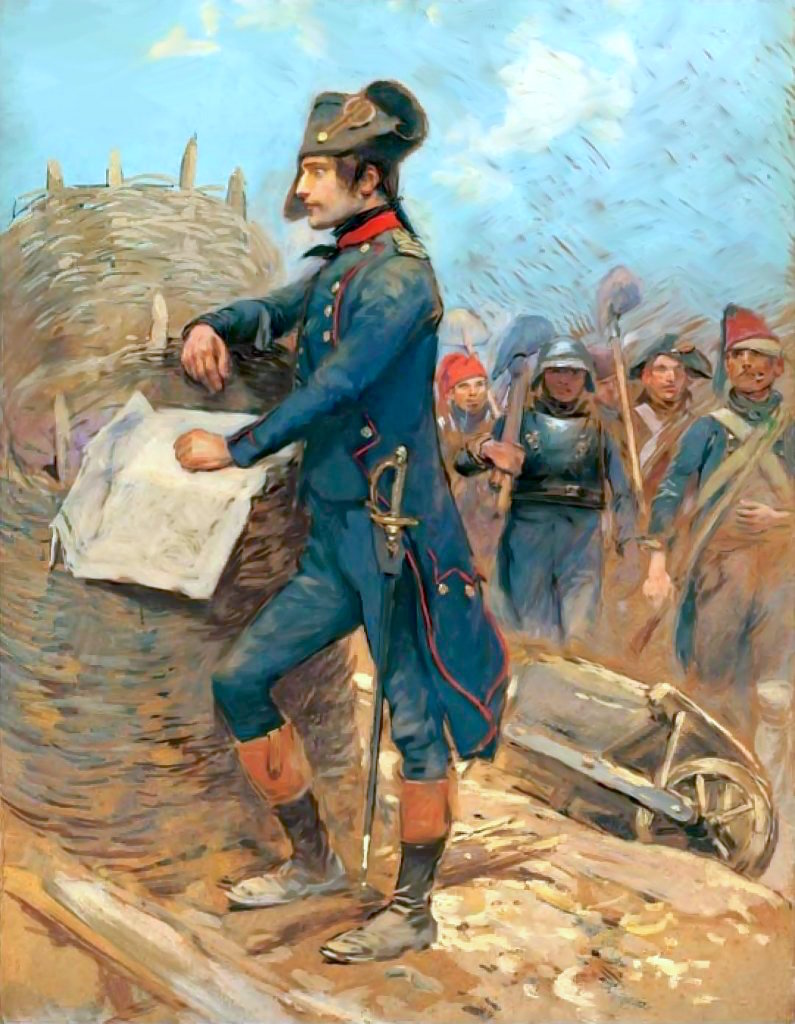
Bonaparte la asediul Toulonului, 1793, de Edouard Detaille.

În iulie 1793, Napoleon a publicat un pamflet pro-republican, Le Souper de Beaucaire (Cină la Beaucaire), care i-a câștigat admirația și sprijinul lui Augustin Robespierre, fratele mai mic al liderului revoluționar Maximilien de Robespierre. Cu ajutorul tovarășului său corsican Antoine Christophe Saliceti, Bonaparte a fost numit comandantul artileriei forțelor republicane de la asediul Toulonului. Orașul se răsculase împotriva guvernului republican și a fost ocupat de trupe britanice. El a adoptat un plan pentru a captura poziția de pe un deal care va permite tunurilor republicane să domine portul orașului și să forțeze navele britanice să se retragă. Asaltul poziției, în timpul căruia Bonaparte a fost rănit la coapsă, a dus la capturarea orașului și la promovarea sa în gradul de general de brigadă. Acțiunile sale l-au adus în atenția Comitetului de Salvare Publică și a primit comanda artileriei Armatei franceze a Italiei. S-a logodit cu Désirée Clary, a cărei soră, Julie Clary, s-a măritat cu fratele mai mare al lui Bonaparte, Joseph, în 1794. Clary era o familie bogată de negustori din Marsilia.
Energia sa clocotitoare, activitatea neobosită, vastele sale cunoștințe, acumulate în lecturile nesfârșite, l-au impus tuturor, începând cu comisarii politici atașați armatei, dintre care unul era Augustin Robespierre,  fratele temutului iacobin Maximilien Robespierre.
Zi și noapte în mijlocul soldaților, era iubit și apreciat de aceștia, care în ziua atacului l-au urmat cu elan și, aplicând cu vigoare planul întocmit de el, au înfrânt trupele engleze, au eliberat orașul și au izgonit flota dușmană din zonă. Bătălia de la Toulon, acest succes a creat o breșă în frontul coaliției dușmane și a adus micului căpitan gradul provizoriu de general; avea atunci vârsta de 24 de ani. Gradul său provizoriu de general de brigadă este confirmat și, la 26 decembrie 1793, el este însărcinat să inspecteze litoralul mediteranean de la Marsilia până la Nisa.
La 4 ianuarie 1794 îi scrie o scrisoare ministrului de război în care îi recomandă acestuia să readucă la stare de funcționare fortul Saint-Nicolas pentru a fi folosit pentru a domina orașul Marsilia. La citirea scrisorii Comitetul Salvării Publice ordonă îndată arestarea acestui general, prea agitat, care vorbea de bombardarea Marsiliei și aducerea acestuia la închisoarea de la Conciergerie din Paris. Totuși, protejat de Augustin Robespierre și de Salicetti va fi doar arestat la domiciliu, sub paza unui jandarm, iar Maximilien Robespierre dispune a fi eliberat.
La 7 februarie Napoleon este numit comandatul artileriei din armata din Italia, iar la 16 februarie primește diploma sa de ofițer general. Solda lui se ridica la 15.000 de livre și șase rații de hrană. Păstrându-și funcțiile de inspector al litoralului, trebuie să își ocupe însă postul la armata de Italia, astfel Bonaparte se instalează la Nisa.
De la numirea sa la armata din Italia, Napoleon a lucrat la un plan de operații care "ar deschide Piemontul armatelor republicii". Planul îl entuziasmează pe Augustin Robespierre și pe colegul său Ricord, și cei doi îl impun generalului comandant al armatei din Italia. La 6 aprilie, divizia Massena ocupă Ventimilie. A treia zi, părăsind provizoriu bateriile sale, Bonaparte trece în fruntea a trei brigăzi de infanterie și atacă fortul Onegalia. Soldații piemontezi și englezi sunt decimați. La 9 aprilie, în fruntea oamenilor săi, el pătrunde în Onegalia și câteva zile mai târziu ia parte la cucerirea orașului Ormea.
În timp ce Masséna îi bate pe austrieci la Muriato și începe marșul victorios spre pasul Tende, Bonaparte se întoarce la 25 aprilie spre Nisa. El face presiuni pe lângă bolnăviciosul Dumerbion pentru a obține întăriri. Pentru a cunoaște și a aprecia forțele de care dispune Genova și fortificațiile ei, Augustin Robespierre și Ricord îl trimit la 11 iulie pe Bonaparte la Genova. Misiunea este îndeplinită, căci vorbind perfect italienește reușește să studieze amănunțit poziția civică și politică a ministrului Republicii Franceze la Genova, Tilly. La 27 iulie, 9 thermidor după calendarul revoluționar, pe când Napoleon sosește la Nisa, Maximilien Robespierre este declarat în afara legii, Augustin i se alătură de bunăvoie, iar a doua zi cei doi frați sunt ghilotinați.
Comitetul Salvării Publice crezându-l pe Napoleon compromis, din cauza relației acestuia cu Robespierre, trimite la Nisa trei comisari, în frunte cu Salicetti, care îl suspendă provizoriu din funcțiile sale și este pus în stare de arest la domiciliu. Ancheta care urmează îl dezvinovățește și îl eliberează pe Bonaparte. Generalul Dumberbion, comandantul armatei de Italia, îi cere sa întocmească un plan de campanie, pe care îl va pune însuși în acțiune cam peste un an și jumătate și care va da Franței Italia. Dar Lazare Carnot la Paris și Salicetti în sud nu se gândesc decât la recucerirea Corsicii, predată de Paoli englezilor. În consecință, la sfârșitul anului 1794]] și la începutul anului 1795]], Bonaparte este obligat împotriva voinței sale, să pregătească expediția împotriva Corsicii. La 2 martie flota franceză părăsește Toulounul cu direcția Corsica. În dreptul capului Noli, escadra întâlnește flota anglo-napolitană, iar după o scurtă luptă, francezii pierd 2 vase și se grăbesc să se întoarcă la Toulon. Expediția a eșuat.
Bonaparte și camarazii săi sosesc în capitală la 25 mai 1795, Parisul este cuprins de foamete, la 1 prerial mulțimea îl masacrează pe deputatul Feraud, este o perioada de neliniște socială. Adresându-se ministrului de război Aubry, Napoleon primește o vagă funcție la statul-major, până la plecarea sa în vest, în calitate de general de infanterie al armatei din Vendée. El refuză în repetate rânduri sa le prezinte la armata din vest, socotind ca putea acționa mai bine în armata de Italia. Se prezintă, la 18 august 1795, la Comitetul Salvării Publice, își expune din nou planul de campanie pentru Italia dar este atașat la biroul topografic al Comitetului. Acest lucru nu-i face deloc plăcere și chiar se gândește să se expatrieze la Constantinopol, lucru care nu se va întâmpla. El începe să poarte o viață mondenă, saloane de modă, spectacole, plimbări, biblioteci. Un decret de serviciul cadrelor armatei, îl radiază de pe lista ofițerilor generali utilizați, dat fiind refuzul său de a se prezenta la postul care îi fusese desemnat. Decretul este semnat de Cambaceres, care va fi cândva al doilea consul și apoi arhicancelarul imperiului.
Franța nu este numai în haos, dezordine și confuzie, ci este și guvernată de o mână de oameni „înecați în datorii și crime”. La sfârșitul lui septembrie 1795, frământarea se face simțită, Convenția agonizează, iar unsprezece din membrii săi s-au pus pe lucru și la 5 fructidor – 27 august 1795 a fost votată o nouă Constituție, cea a anului III. Puterea este preluată de un directorat, se constituie Consiliul celor Cinci sute și Consiliul Bătrânilor, deputați care vor fi luați din rândurile Convenției. Secțiile regalistă se revoltă și oamenii sunt chemați la arme împotriva Convenției. Paul Barras este numit comandant suprem al Armatei de interior, care la 9 thermidor a atacat Primăria orașului, unde se afla Robespierre. Barras știe prea bine că nu este decât un general de ocazie, fără nici un fel de experiență, vrea să aibă alături de el un general adevărat, de preferință un artilerist, dă ordin să-l caute pe Buonaparte. Este numit aghiotantul lui Barras, dispune să fie adusă artileria de la Sablons, organizează opt sute de complete de armament, așază personal tunurile din strada Neuve-Saint-Roch și Saint-Honore. În data de 13 vendemiar – 5 octombrie 1795 are loc o ciocnire violentă între secționari și soldații comandați de Barras. După spusele lui Thiebault, ofițer de stat-major și viitor general, "bătălia este condusă de generalul Bonaparte personal". Bonaparte reușește să-i învingă pe inamici care-i atacaseră la Tuilerii. Cinci zile mai târziu, Convenția, la propunerea lui Barras, îl numește pe generalul Bonaparte, comandant secund, iar la 16 octombrie Napoleon este avansat în gradul de general de divizie. La 26 octombrie, Barras, devenind unul din cei cinci directori, demisionează din funcția sa și Bonaparte îi urmează la comanda Armatei de interior.
El nu e deloc îmbătat de glorie și pare chiar perfect conștient de lipsa sa de competență în ce privește sarcinile de comandant al garnizoanei și de general comandant al Armatei de interior. Thiébault chiar spune că era o persoană care "nu se jena de fel să arate față de subordonații săi cât de multe lucruri în materie nu știa, lucruri pe care era de presupus că și ultimul dintre ei le știa la perfecție".
Bonaparte o cunoaște pe Joséphine de Beauharnais, viitoarea lui soție. La 2 martie, Bonaparte este numit comandantul armatei de Italia, susținut de Barras și de Carnot în Directorat. La 8 martie 1796 are loc semnarea actului de căsătorie între Napoleon și Joséphine, în cancelaria avocatului Raguideau, notarul doamnei de Beauharnais.

### 13 Vendémiaire

Ziua 13 Vendémiaire, foc de artilerie în fața Bisericii Saint-Roch, Paris, Rue Saint-Honoré.

După căderea lui Maximilien Robespierre în iulie 1794, asocierea lui Bonaparte cu liderii iacobini l-a făcut suspect politic în fața noului regim. A fost arestat pe 9 august, dar eliberat două săptămâni mai târziu. I s-a cerut să întocmească planuri pentru a ataca pozițiile italiene în cadrul războiului Franței cu Austria și, în martie 1795, a participat la o expediție pentru a recuceri Corsica de la britanici, dar francezii au fost respinși de Marina Regală.
Din 1794, Bonaparte avea o relație romantică cu Désirée Clary, a cărei soră, Julie Clary, era căsătorită cu fratele lui Bonaparte, Joseph. În aprilie 1795, Bonaparte a fost repartizat la Armata Vestului, care era implicată în Războiul din Vendée — un război civil și o contra-revoluție regalistă în regiunea Vendée. Calitatea de comandant de infanterie, era o retrogradare de la general de artilerie și Napoleon a invocat probleme de sănătate pentru a evita acest post. În această perioadă, a scris nuvela romantică Clisson et Eugénie, despre un soldat și iubita lui, o paralelă clară cu propria relație a lui Bonaparte cu Désirée Clary.
În august, a obținut un post la Biroul de Topografie unde a lucrat la planificarea militară. Pe 15 septembrie, Bonaparte a fost eliminat de pe lista generalilor în serviciul regulat pentru refuzul de a servi în campania din Vendée. A cerut un transfer la Constantinopol pentru a-și oferi serviciile sultanului Selim al III-lea. Cererea a fost în cele din urmă aprobată, dar nu a preluat niciodată postul.
Pe 3 octombrie, regaliștii din Paris au declarat o rebeliune împotriva Convenției Naționale. Paul Barras, un lider al Reacțiunii Thermidoriene, știa despre realizările militare ale lui Bonaparte la Toulon și l-a numit adjunct al forțelor care apărau Convenția Națională în Palatul Tuileries. Bonaparte văzuse masacrul gărzii elvețiene a regelui în timpul Insurecției din 10 august 1792 și a realizat că artileria va fi cheia apărării. A ordonat unui tânăr ofițer de cavalerie, Joachim Murat, să captureze tunuri și Bonaparte le-a desfășurat în poziții cheie. Pe 5 octombrie 1795 – 13 Vendémiaire Anul IV în calendarul republican francez – a tras asupra rebelilor cu salve de mitralii. Aproximativ 300 până la 1.400 de rebeli au murit în timpul revoltei.
Rolul lui Bonaparte în înfrângerea rebeliunii i-a adus lui și familiei sale patronajul noului guvern, Directoratul Francez. Pe 26 octombrie, a fost promovat comandant al Armatei Interne, iar în ianuarie 1796 a fost numit șef al Armatei Italiei.
La câteva săptămâni după revolta din Vendémiaire, Bonaparte a început o relație romantică cu Joséphine de Beauharnais, fosta amantă a lui Barras. Cuplul s-a căsătorit pe 9 martie 1796 într-o ceremonie civilă. Bonaparte a început să se prezinte sub numele de „Napoleon Bonaparte” în loc să folosească forma italiană „Napoleone di Buonaparte”.

### Prima campanie din Italia

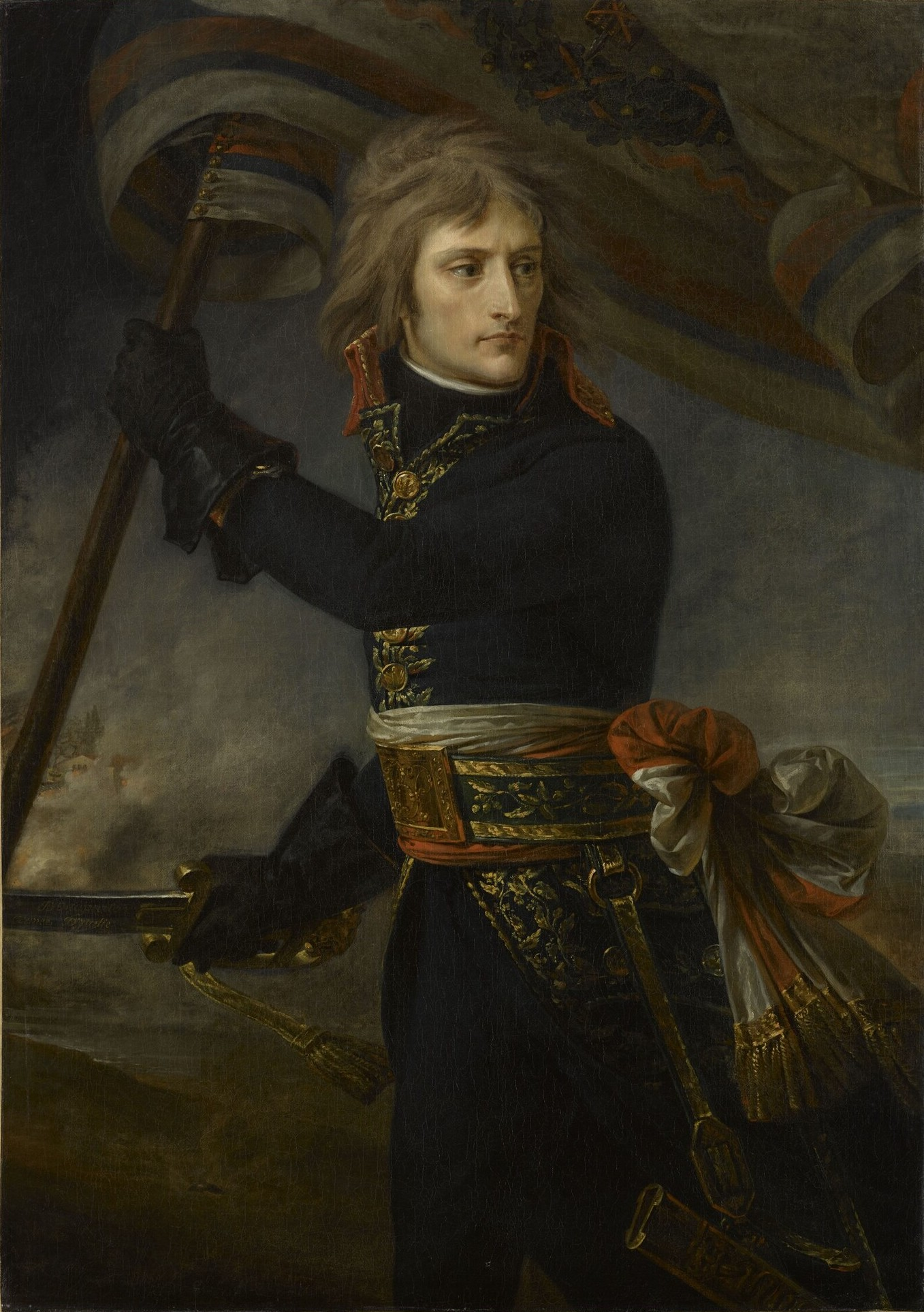
Bonaparte la Pont d'Arcole, de baronul Antoine-Jean Gros, (c. 1801), Muzeul Luvru, Paris.

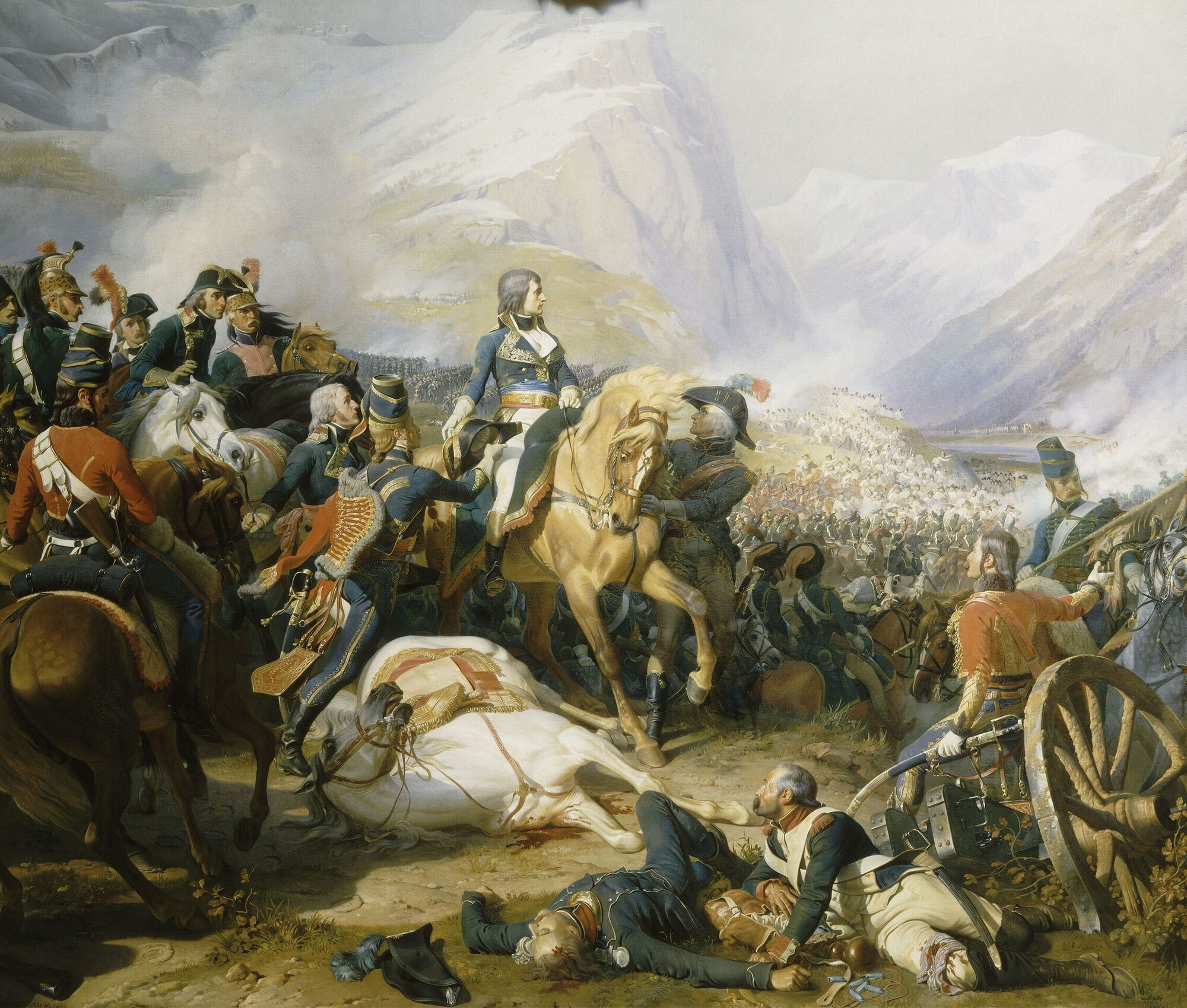
Napoleon în bătălia de la Rivoli, de Henri Félix Emmanuel Philippoteaux.

La două zile după căsătorie, Bonaparte a părăsit Parisul pentru a prelua comanda Armatei Italiei. A trecut la ofensivă, sperând să înfrângă Regatul Sardiniei în Piemont înainte ca aliații lor austrieci să poată interveni. Într-o serie de victorii în timpul campaniei de la Montenotte, i-a scos pe piemontezi din război în două săptămâni. Francezii s-au concentrat apoi pe austrieci, asediind Mantua. Austriecii au lansat ofensive împotriva francezilor pentru a rupe asediul, dar Bonaparte a înfrânt fiecare încercare de ajutorare, câștigând bătăliile de la Castiglione, Bassano, Arcole și Rivoli. Triumful francez de la Rivoli din ianuarie 1797 a dus la prăbușirea poziției austriece în Italia. La Rivoli,Austria a pierdut 43% dintre soldați, morți, răniți sau capturați.
Francezii au invadat apoi teritoriile centrale ale Casei de Habsburg. Forțele franceze din sudul Germaniei fuseseră învinse de arhiducele Carol, duce de Teschen, în 1796, dar Carol și-a retras forțele pentru a proteja Viena după ce a aflat de asaltul lui Bonaparte. În prima lor întâlnire, Bonaparte l-a împins pe Carol înapoi și a avansat adânc în teritoriul austriac după ce a câștigat bătălia de la Tarvis în martie 1797. Alarmate de înaintarea franceză care a ajuns la Leoben, la aproximativ 100 km de Viena, austriecii au cerut pace.
Preliminariile păcii de la Leoben, semnate pe 18 aprilie, au dat Franței controlul asupra celei mai mari părți din nordul Italiei și Țările de Jos și au promis împărțirea Republicii Veneția cu Austria. Bonaparte a mărșăluit asupra Veneției și a forțat capitularea acesteia, punând capăt celor 1.100 de ani de independență venețiană. El a autorizat jefuirea de către francezi a unor comori, cum ar fi Caii Sfântului Marcu.
În această campanie italiană, armata lui Bonaparte a capturat 150.000 de prizonieri, 540 de tunuri și 170 de stindarde. Armata franceză a luptat în 67 de acțiuni și a câștigat 18 bătălii importante, datorită tehnologiei superioare a artileriei și tacticilor lui Bonaparte. Bonaparte a extras o sumă estimată la 45 de milioane de lire franceze din Italia în timpul campaniei, alte 12 milioane de lire în metale prețioase și bijuterii și mai mult de 300 de picturi și sculpturi.
În timpul campaniei, Bonaparte a devenit din ce în ce mai influent în politica franceză. A fondat două ziare: unul pentru trupele din armata sa și unul pentru circulație în Franța. Regaliștii l-au atacat pentru jefuirea Italiei și au avertizat că ar putea deveni un dictator.
Bonaparte l-a trimis pe generalul Pierre Augereau la Paris pentru a sprijini o lovitură de stat care a epurat regaliștii din consiliile legislative pe 4 septembrie — Lovitura de stat de la 18 Fructidor. Aceasta i-a lăsat pe Barras și aliații săi republicani din nou la control, dar mai dependenți de Bonaparte, care a finalizat termenii păcii cu Austria prin Tratatul de la Campo Formio. Bonaparte s-a întors la Paris pe 5 decembrie 1797 ca un erou. El l-a întâlnit pe Charles-Maurice de Talleyrand-Périgord, ministrul de externe al Franței, și a preluat comanda Armatei Angliei pentru invazia planificată a Marii Britanii.

### Expediția egipteană

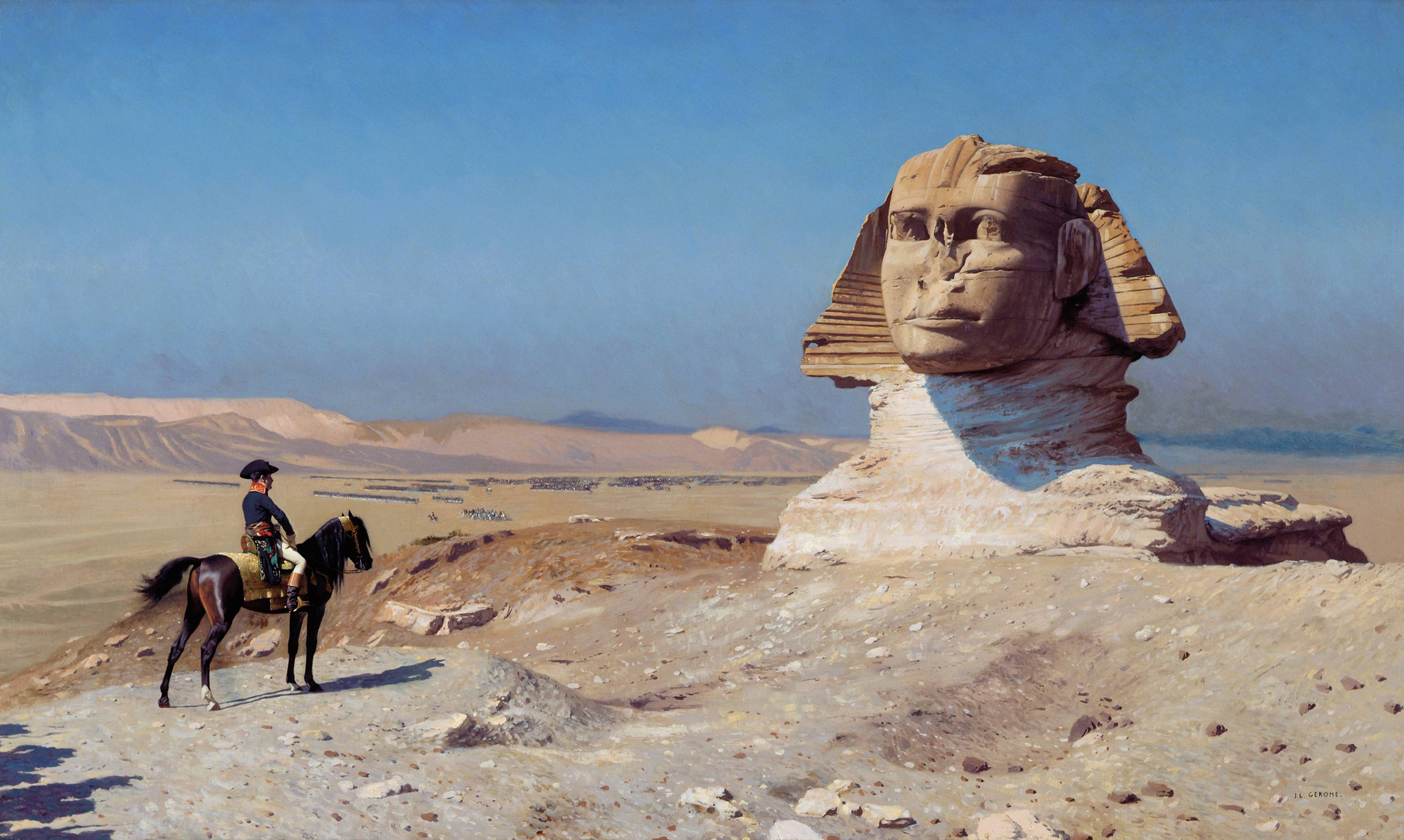
Bonaparte în fața sfinxului (c. 1886) de Jean-Léon Gérôme, Castelul Hearst

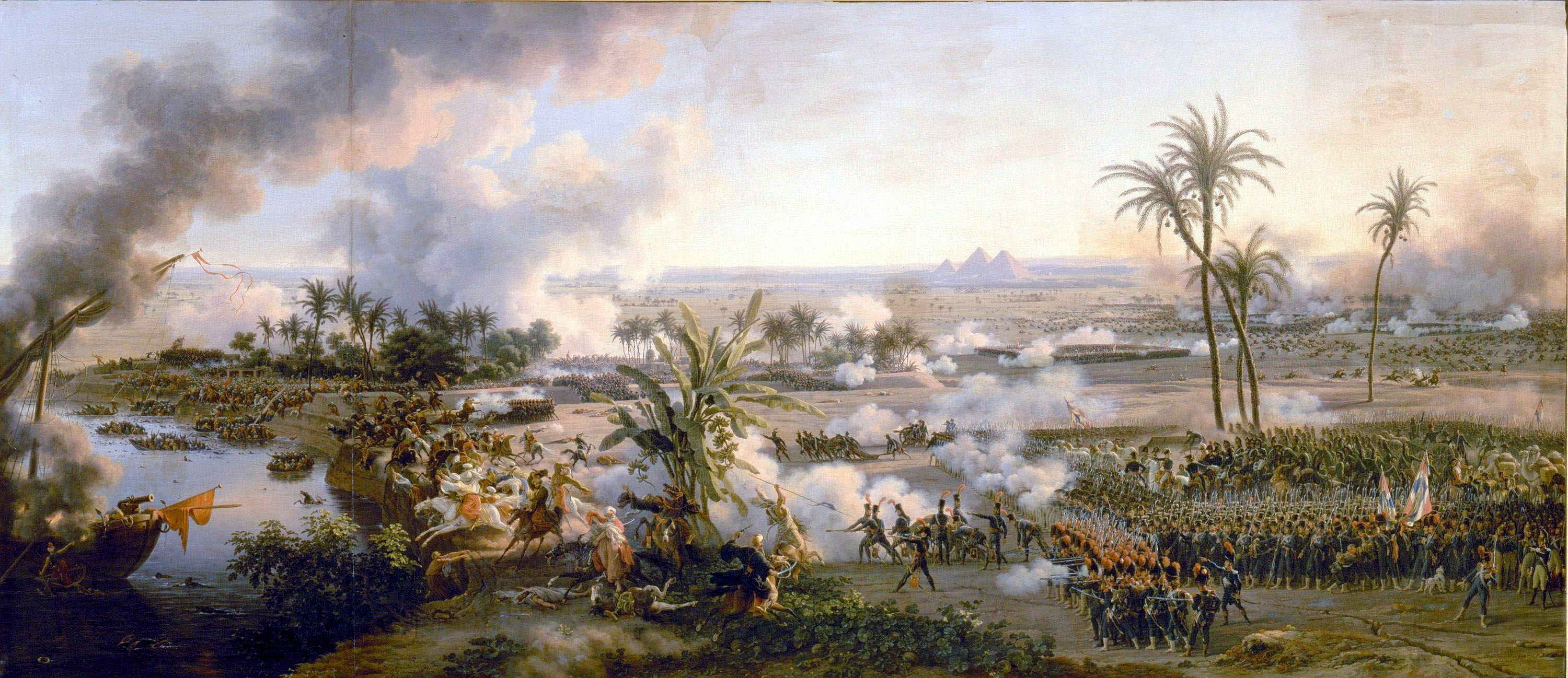
Bătălia de la Piramide la 21 iulie 1798 de Louis-François, baronul Lejeune, 1808.

După două luni de planificare, Bonaparte a decis că forța navală a Franței nu era încă suficientă pentru a înfrunta Marina Regală Britanică. A hotărât să întreprindă o expediție militară pentru a cuceri Egiptul și a submina astfel accesul Marii Britanii la interesele sale comerciale din India. Bonaparte dorea să stabilească o prezență franceză în Orientul Mijlociu și să se alieze cu Tipu Sultan, sultanul din Mysore, un dușman al britanicilor. Bonaparte a asigurat Directoratul că „imediat ce va cuceri Egiptul, va stabili relații cu prinții indieni și, împreună cu aceștia, va ataca englezii în posesiunile lor”. Directoratul a fost de acord pentru a asigura o rută comercială spre subcontinentul indian.
În mai 1798, Bonaparte a fost ales membru al Academiei Franceze de Științe. Expediția sa în Egipt a inclus un grup de 167 de oameni de știință, printre care matematicieni, naturaliști, chimiști și geodezi. Descoperirile lor au inclus Piatra din Rosetta, iar munca lor a fost publicată în Description de l'Égypte în 1809. În drum spre Egipt, Bonaparte a ajuns la Malta, controlată de Cavalerii Ospitalieri, pe 9 iunie 1798. Marele Maestru Ferdinand von Hompesch zu Bolheim a capitulat după o rezistență simbolică, iar Bonaparte a capturat o bază navală importantă cu pierderea a doar trei oameni.
Bonaparte și expediția sa au evitat urmărirea de către Marina Regală și au debarcat la Alexandria pe 1 iulie. A luptat în Bătălia de la Shubra Khit împotriva mamelucilor, casta militară conducătoare a Egiptului. Aceasta i-a ajutat pe francezi să exerseze tactica defensivă pentru Bătălia de la Piramidele pe 21 iulie, la aproximativ 24 km de piramide. Forțele lui Bonaparte, de 25.000 de oameni, erau aproximativ egale cu cavaleria egipteană a mamelucilor. Douăzeci și nouă de francezi și aproximativ 2.000 de egipteni au fost uciși. Victoria a ridicat moralul armatei franceze.
Pe 1 august 1798, flota britanică sub comanda lui Sir Horatio Nelson a capturat sau distrus toate navele franceze cu excepția a două, în Bătălia de pe Nil, împiedicându-l pe Bonaparte să consolideze poziția franceză în Mediterana. Armata sa a reușit să crească temporar puterea franceză în Egipt, deși s-a confruntat cu răscoale repetate. La începutul lui 1799, a mutat o armată în provincia otomană Damasc (Siria și Galileea). Bonaparte a condus cei 13.000 de soldați francezi în cucerirea orașelor de coastă Arish, Gaza, Jaffa și Haifa. Atacul asupra Jaffei a fost deosebit de brutal. Bonaparte a descoperit că mulți dintre apărători erau foști prizonieri de război, ostensibil pe cuvânt de onoare, așa că a ordonat executarea garnizoanei și a aproximativ 1.500–5.000 de prizonieri prin baionetă sau înecare. Bărbați, femei și copii au fost jefuiți și uciși timp de trei zile.
Bonaparte a început cu o armată de 13.000 de oameni. 1.500 au fost raportați dispăruți, 1.200 au murit în luptă și mii au pierit din cauza bolilor, în special ciuma bubonică. Nu a reușit să reducă fortăreața Acre, așa că și-a mărșăluit armata înapoi în Egipt în mai. S-a presupus că Bonaparte a ordonat otrăvirea cu opiu a oamenilor bolnavi de ciumă pentru a grăbi retragerea. Întors în Egipt pe 25 iulie, Bonaparte a învins o invazie amfibie otomană la Abukir.
Bonaparte a rămas informat despre afacerile europene. A aflat că Franța suferise o serie de înfrângeri în Războiul celei de-a Doua Coaliții. Pe 24 august 1799, temându-se că viitorul Republicii era incert, a profitat de plecarea temporară a navelor britanice din porturile de coastă franceze și a navigat spre Franța, deși nu primise ordine explicite de la Paris. Armata a fost lăsată în grija lui Jean Baptiste Kléber.

## Conducător al Franței

### 18 Brumaire

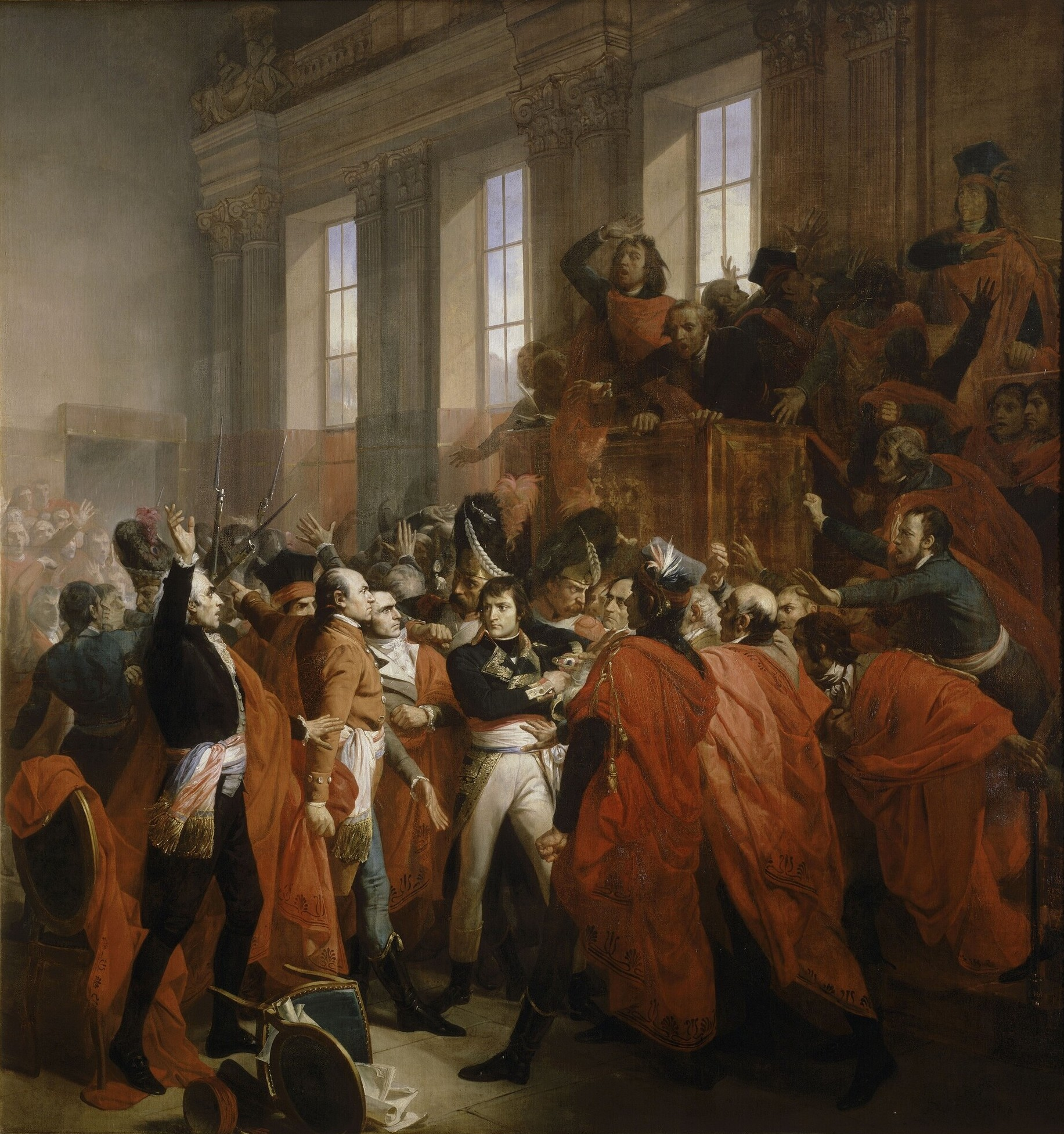
Generalul Bonaparte înconjurat de membrii Consiliului celor cinci sute în timpul loviturii de stat din 18 Brumaire, de François Bouchot.

Necunoscut lui Bonaparte, Directoratul îi trimisese ordine să se întoarcă din Egipt cu armata sa pentru a preveni o posibilă invazie a Franței, dar aceste mesaje nu au ajuns niciodată. Până când a ajuns la Paris în octombrie, situația Franței se îmbunătățise datorită unei serii de victorii. Totuși, Republica era în faliment, iar Directoratul ineficient era nepopular. În ciuda eșecurilor din Egipt, Bonaparte s-a întors la o primire de erou. Directoratul a discutat despre abandonarea lui Bonaparte, dar era prea slab pentru a-l pedepsi.
Bonaparte a format o alianță cu Talleyrand și membri de frunte ai Consiliului celor Cinci Sute și ai Directoratului: Lucien Bonaparte, Emmanuel Joseph Sieyès, Roger Ducos și Joseph Fouché, pentru a răsturna guvernul. Pe 9 noiembrie 1799 (18 Brumar, conform calendarului revoluționar), conspiratorii au lansat o lovitură de stat, iar a doua zi, susținuți de grenadieri cu baionete fixate, au forțat Consiliul celor Cinci Sute să dizolve Directoratul și să-i numească pe Bonaparte, Sieyès și Ducos consuli.

### Consulatul francez

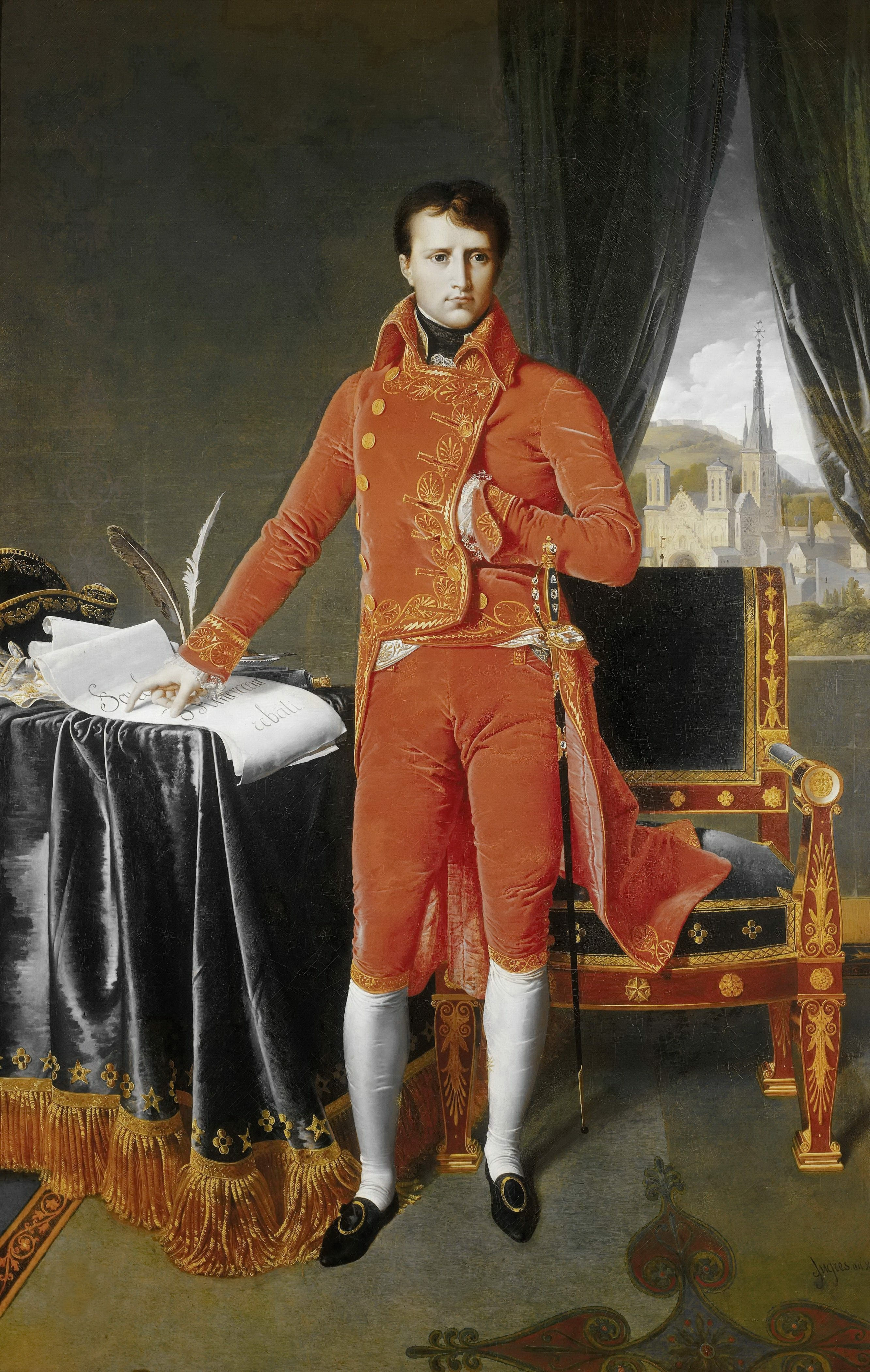
Bonaparte, prim consul. Punerea mâinii în interiorul vestei a fost adesea folosită în portretele conducătorilor pentru a indica o conducere calmă și stabilă.

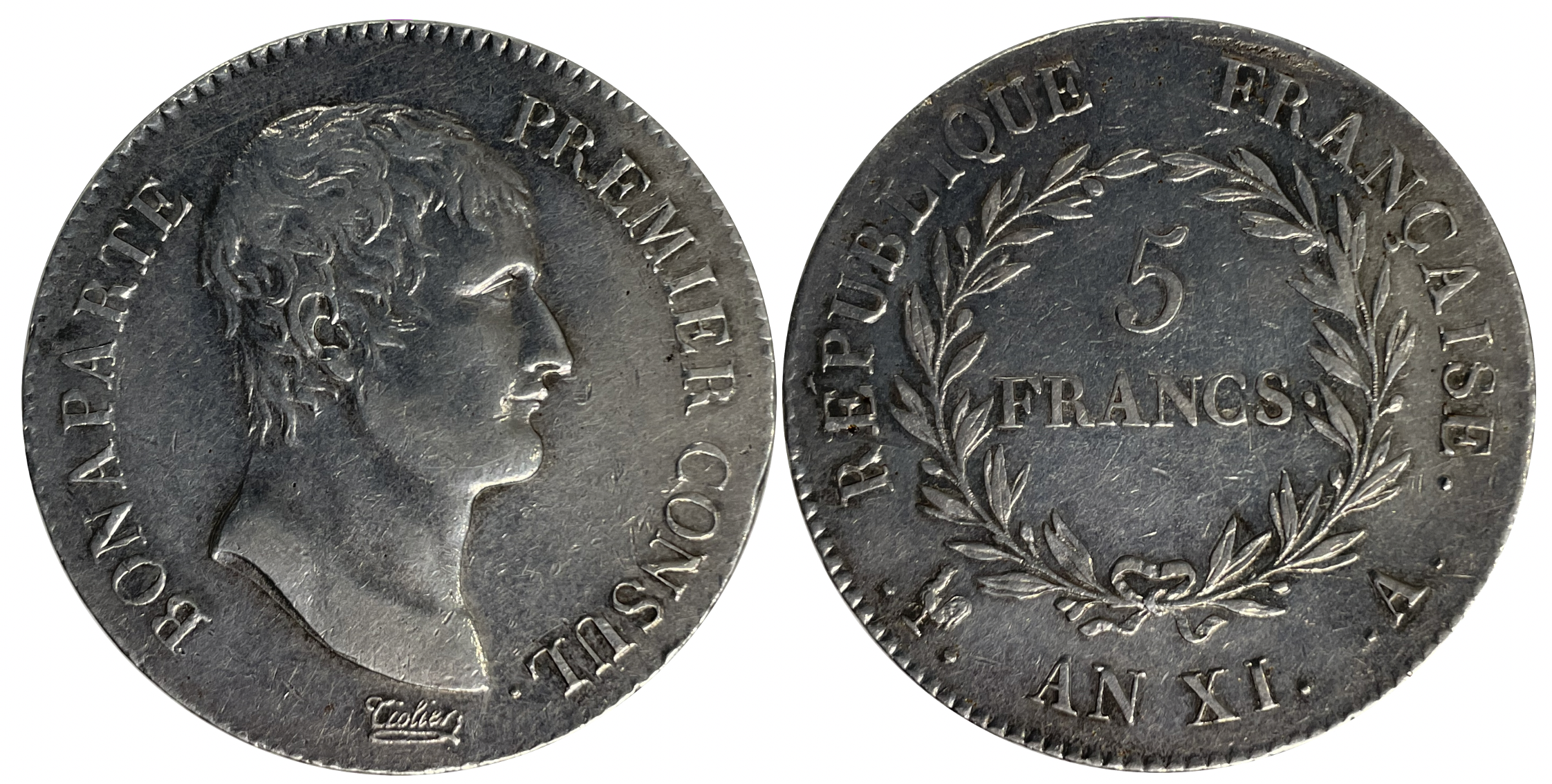
Moneda de argint: 5 franci, anul 1802.

Pe 15 decembrie, Bonaparte a introdus Constituția Anului VIII, conform căreia trei consuli erau numiți pentru 10 ani. Puterea reală se afla la Bonaparte ca Prim Consul, iar candidații săi preferați Cambacérès și Charles-François Lebrun au fost numiți al doilea și al treilea consuli, având doar un rol consultativ. Constituția a înființat, de asemenea, un Corp Legislativ și un Tribunat, selectate din candidați aleși indirect, și un Senat și un Consiliu de Stat, care erau efectiv nominalizați de executiv.
Noua constituție a fost aprobată prin plebiscit pe 7 februarie 1800. Numărul oficial a fost de peste trei milioane în favoare și 1.562 împotrivă. Lucien, însă, a dublat numărul de voturi "da" pentru a crea impresia falsă că majoritatea celor eligibili să voteze au aprobat constituția.
Istoricii au descris în diverse moduri noul regim al lui Bonaparte ca „dictatură prin plebiscit”, „guvernare absolutistă împodobită în spiritul epocii” și „despotism blând”. Administrația locală și regională a fost reformată pentru a concentra puterea în guvernul central, a fost introdusă cenzura și majoritatea ziarelor de opoziție au fost închise pentru a reduce disidența. Revoltele regaliste și regionale au fost gestionate printr-o combinație de amnistii pentru cei care depuneau armele și represiune brutală pentru cei care continuau să reziste. Bonaparte a îmbunătățit și finanțele statului prin obținerea de împrumuturi sub promisiunea apărării proprietății private, creșterea taxelor pe tutun, alcool și sare, și impunerea de taxe asupra republicilor satelit ale Franței.
Bonaparte credea că cea mai bună modalitate de a-și asigura regimul era printr-o pace victorioasă. În mai 1800, a condus o armată peste Alpii Elvețieni în Italia, cu scopul de a surprinde armatele austriece care reocupaseră peninsula când Bonaparte se afla încă în Egipt. După o traversare dificilă a Alpilor, francezii au capturat Milano pe 2 iunie.
Francezii s-au confruntat cu o armată austriacă sub comanda lui Michael von Melas la Marengo pe 14 iunie. Austriecii aveau aproximativ 30.000 de soldați, în timp ce Bonaparte comanda 24.000 de trupe. Atacul inițial al austriecilor i-a surprins pe francezi, care au fost treptat împinși înapoi. Însă, târziu după-amiaza, o divizie completă sub comanda lui Desaix a ajuns pe câmpul de luptă și a schimbat soarta bătăliei. Armata austriacă a fugit, lăsând în urmă 14.000 de victime. În ziua următoare, austriecii au semnat un armistițiu și au fost de acord să abandoneze Italia de Nord.
Când negocierile de pace cu Austria au stagnat, Bonaparte a redeschis ostilitățile în noiembrie. O armată franceză sub comanda generalului Moreau a traversat Bavaria și a obținut o victorie zdrobitoare asupra austriecilor la Hohenlinden în decembrie. Austriecii au capitulat și au semnat Tratatul de la Lunéville în februarie 1801. Tratatul a reafirmat și extins câștigurile anterioare ale Franței de la Campo Formio.
Triumful lui Bonaparte la Marengo i-a sporit popularitatea și autoritatea politică. Cu toate acestea, încă se confrunta cu comploturi regaliste și se temea de influența iacobină, în special în armată. Mai multe comploturi de asasinat, inclusiv Conspirația pumnalelor în octombrie 1800 și Complotul de pe Rue Saint-Nicaise două luni mai târziu, i-au oferit un pretext pentru a aresta aproximativ 100 de iacobini și regalisti suspectați, dintre care unii au fost împușcați și mulți alții deportați în colonii penale.

#### Pacea temporară în Europa

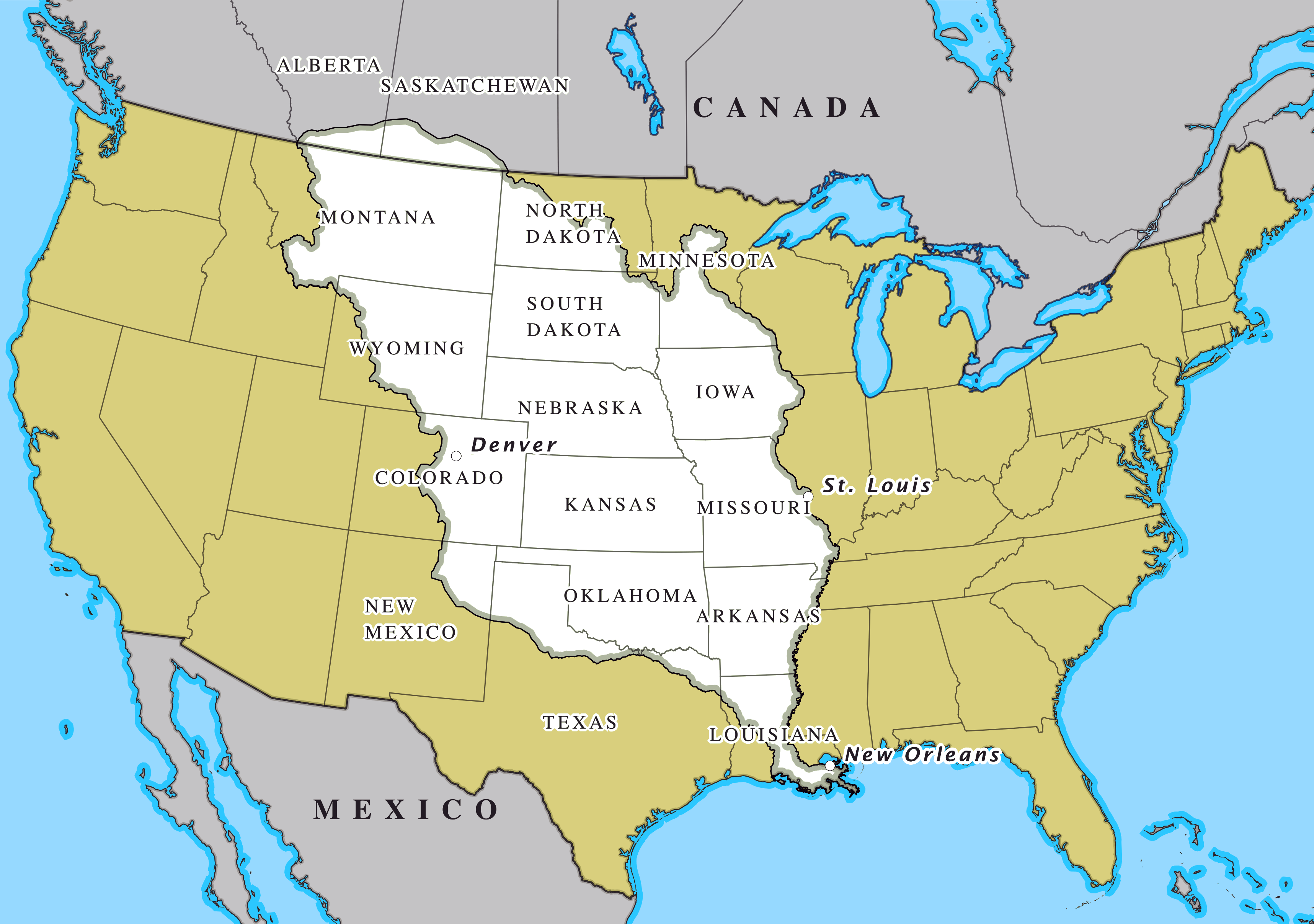
Achiziția regiunii Louisiana din 1803 a totalizat 2.144.480 de kilometri pătrați (827.987 mile pătrate), dublând dimensiunea Statelor Unite.

După un deceniu de război, Franța și Marea Britanie au semnat Tratatul de la Amiens în martie 1802, punând capăt Războaielor Revoluționare. Conform tratatului, Marea Britanie a fost de acord să se retragă din majoritatea coloniilor pe care le capturase recent de la Franța și aliații săi, iar Franța a fost de acord să evacueze Napoli. În aprilie, Bonaparte a sărbătorit public pacea și controversatul său Concordat din 1801 cu Papa Pius al VII-lea, prin care Papa a recunoscut regimul lui Bonaparte, iar regimul a recunoscut catolicismul ca religie majoritară în Franța. Într-un alt pas spre reconcilierea națională (cunoscut sub numele de „fuziune”), Bonaparte a oferit o amnistie majorității emigranților care doreau să se întoarcă în Franța.
Cu Europa în pace și economia în recuperare, Bonaparte a devenit din ce în ce mai popular, atât pe plan intern, cât și în străinătate. În mai 1802, Consiliul de Stat a recomandat un nou plebiscit, întrebând poporul francez dacă doresc ca „Napoleon Bonaparte” să devină Consul pe viață. (A fost pentru prima dată când prenumele său a fost folosit oficial de regim.) Aproximativ 3,6 milioane de persoane au votat „da” și 8.374 „nu.” Aproximativ 40-60% dintre francezii eligibili au votat, cea mai mare participare la un plebiscit de la Revoluție.
Franța și-a recâștigat coloniile de peste mări prin Tratatul de la Amiens, dar nu le controla pe toate. Convenția Națională Franceză votase pentru abolirea sclaviei în februarie 1794, dar, în mai 1802, Bonaparte a reintrodus-o în toate coloniile recuperate, cu excepția Saint-Domingue și Guadelupa, care erau sub controlul generalilor rebeli. O expediție militară franceză sub comanda lui Antoine Richepanse a recâștigat controlul asupra Guadelupei și sclavia a fost reintrodusă acolo pe 16 iulie.
Saint-Domingue era cea mai profitabilă dintre colonii – o sursă majoră de zahăr, cafea și indigo – dar era sub controlul fostului sclav Toussaint Louverture. Bonaparte a trimis expediția Saint-Domingue sub comanda cumnatului său, generalul Leclerc, pentru a recuceri colonia, și au debarcat acolo în februarie 1802 cu 29.000 de oameni. Deși Toussaint a fost capturat și trimis în Franța în iulie, expediția a eșuat în cele din urmă din cauza ratei mari de boli și a seriei de înfrângeri împotriva comandantului rebel Jean-Jacques Dessalines. În mai 1803, Bonaparte a recunoscut înfrângerea, iar ultimii 8.000 de soldați francezi au părăsit insula. Fostele sclavi au proclamat republica independentă Haiti în 1804.
Pe măsură ce războiul cu Marea Britanie se apropia din nou în 1803, Bonaparte și-a dat seama că colonia sa americană Louisiana ar fi greu de apărat. Având nevoie de fonduri, a fost de acord cu Vânzarea Louisianei către Statele Unite, dublând dimensiunea acestora. Prețul a fost de 15 milioane de dolari.
Pacea cu Marea Britanie a fost tensionată. Marea Britanie nu a evacuat Malta așa cum promisese și a protestat împotriva anexării Piemontului de către Bonaparte și a Actului de Mediere, care a stabilit o nouă Confederație Elvețiană. Niciunul dintre aceste teritorii nu era acoperit de Amiens, dar au inflamat semnificativ tensiunile, la fel cum a făcut și ocupația Olandei de către Bonaparte și aparenta sa ambiție în India. Disputa a culminat cu o declarație de război a Marii Britanii în mai 1803. Bonaparte a răspuns prin reînființarea taberei de invazie de la Boulogne și a ordonat arestarea tuturor bărbaților britanici cu vârste între 18 și 60 de ani aflați în Franța și în dependențele sale ca prizonieri de război.

### Imperiul Francez

#### Bonaparte devine Napoleon I

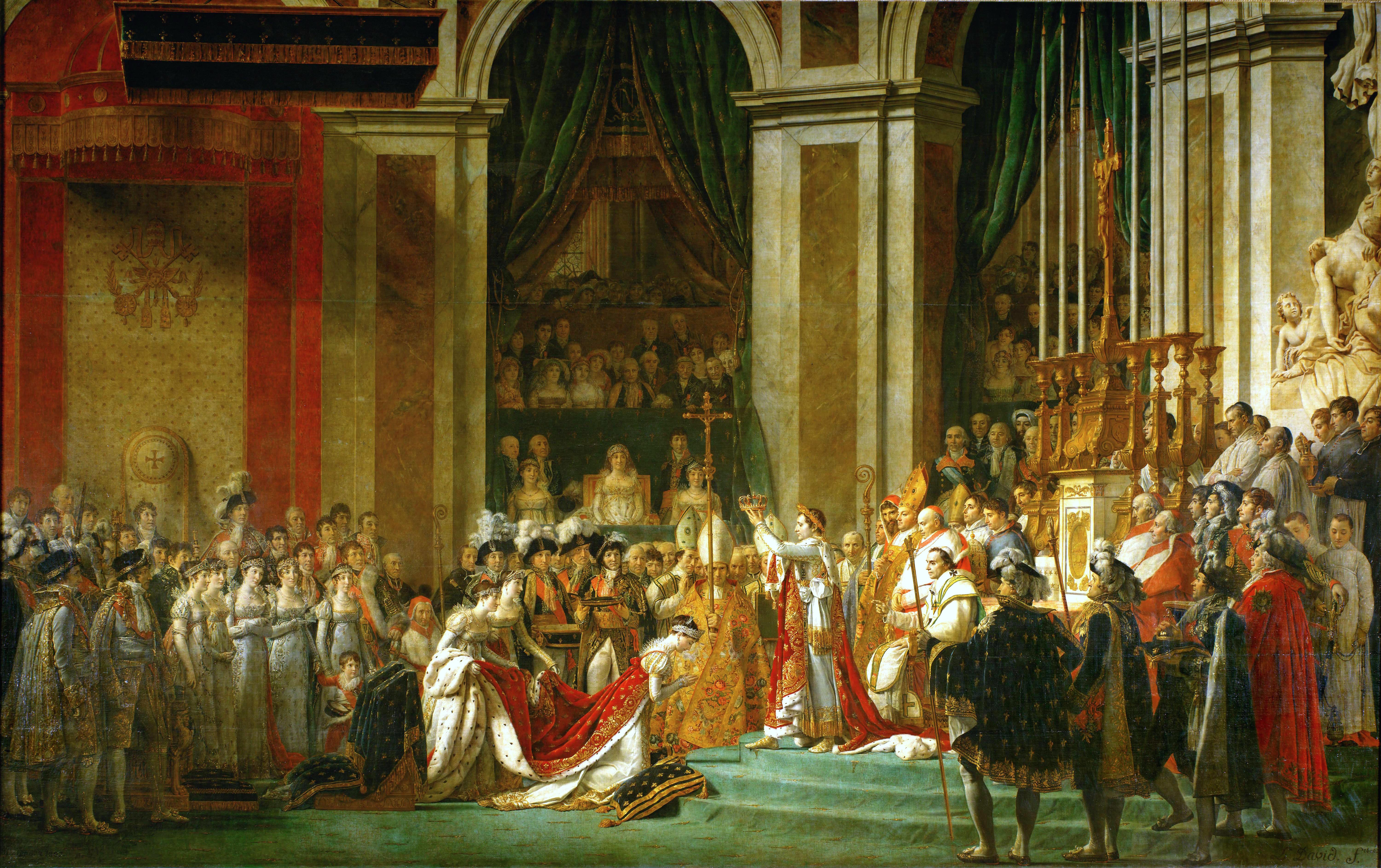
Încoronarea lui Napoleon de Jacques-Louis David (1804).

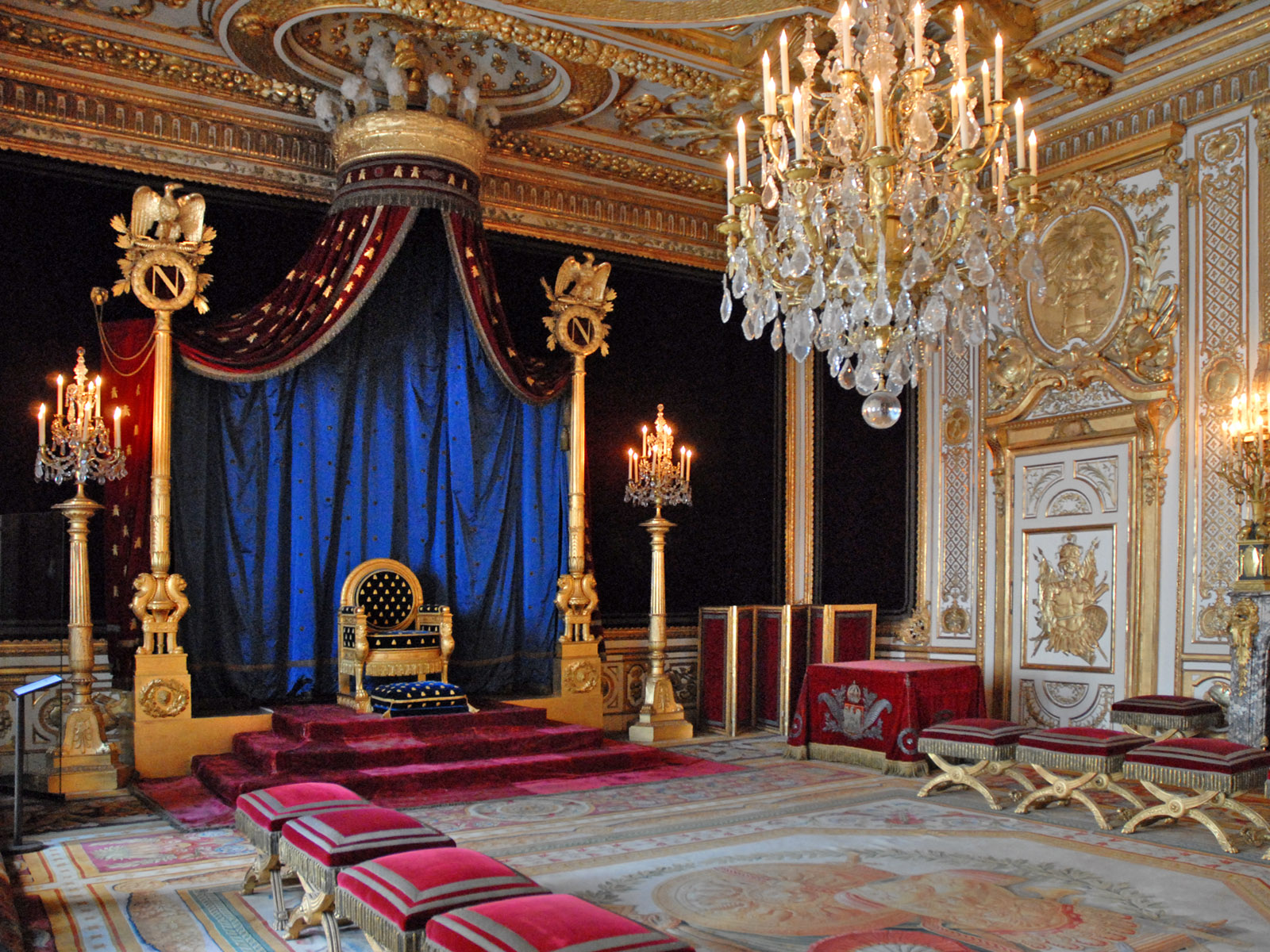
Sala tronului lui Napoleon la Fontainebleau.

În februarie 1804, poliția lui Bonaparte a făcut o serie de arestări legate de un complot roialist care urmărea răpirea sau asasinarea sa și care implica guvernul britanic, Moreau și un prinț Bourbon neidentificat. La sfatul ministrului său de externe, Talleyrand, Napoleon a ordonat răpirea ducelui de Enghien, încălcând suveranitatea Badenului. Ducele a fost executat rapid după un proces militar secret, deși nu existau dovezi că ar fi fost implicat în complot. Răpirea și executarea lui Enghien au înfuriat roialiștii și monarhii din întreaga Europă și au atras un protest oficial din partea Rusiei.
În urma complotului roialist, susținătorii lui Bonaparte l-au convins că crearea unui regim ereditar ar ajuta la asigurarea acestuia în cazul morții sale, ar face-l mai acceptabil pentru monarhiștii constituționali și l-ar pune pe aceeași treaptă cu celelalte monarhii europene. La 18 mai, senatul l-a proclamat pe Napoleon Împărat al Francezilor și a aprobat o nouă constituție. În ziua următoare, Napoleon a numit 18 dintre generalii săi de frunte Mareșali ai Imperiului.
Imperiul ereditar a fost confirmat printr-un plebiscit în iunie. Rezultatul oficial a arătat că 3,5 milioane de oameni au votat „da” și 2.569 au votat „nu”. Totuși, numărul de voturi „da” a fost fals umflat cu 300.000 până la 500.000 de voturi. Prezența la vot, de 35%, a fost sub cifra de la plebiscitul anterior. Marea Britanie, Rusia, Suedia și Imperiul Otoman au refuzat să recunoască noul titlu al lui Napoleon. Austria, însă, l-a recunoscut pe Napoleon ca Împărat al Francezilor în schimbul recunoașterii sale ca Francisc I al Austriei, Împărat al Austriei.
Încoronarea lui Napoleon, cu participarea Papei Pius al VII-lea, a avut loc la Notre Dame de Paris, pe 2 decembrie 1804. După ce a fost uns de papă, Napoleon s-a încoronat singur cu o replică a coroanei lui Carol cel Mare. Apoi a încoronat-o pe Joséphine, care a devenit doar a doua femeie din istoria Franței, după Maria de' Medici, care a fost încoronată și unsă. A jurat apoi să apere teritoriul Republicii; să respecte Concordatul, libertatea de cult, libertatea politică și civilă și vânzarea terenurilor naționalizate; să nu impună taxe decât prin lege; să mențină Legiunea de Onoare; și să guverneze în interesul, bunăstarea și gloria poporului francez.
Pe 26 mai, Napoleon s-a încoronat Rege al Italiei, cu Coroana de Fier a Lombardiei, la Catedrala din Milano. Austria a văzut acest lucru ca pe o provocare din cauza propriilor interese teritoriale în Italia. Când Napoleon a încorporat Genova și Liguria în imperiul său, Austria a protestat oficial împotriva acestei încălcări a Tratatului de la Lunéville.

#### Războiul celei de-a treia coaliții

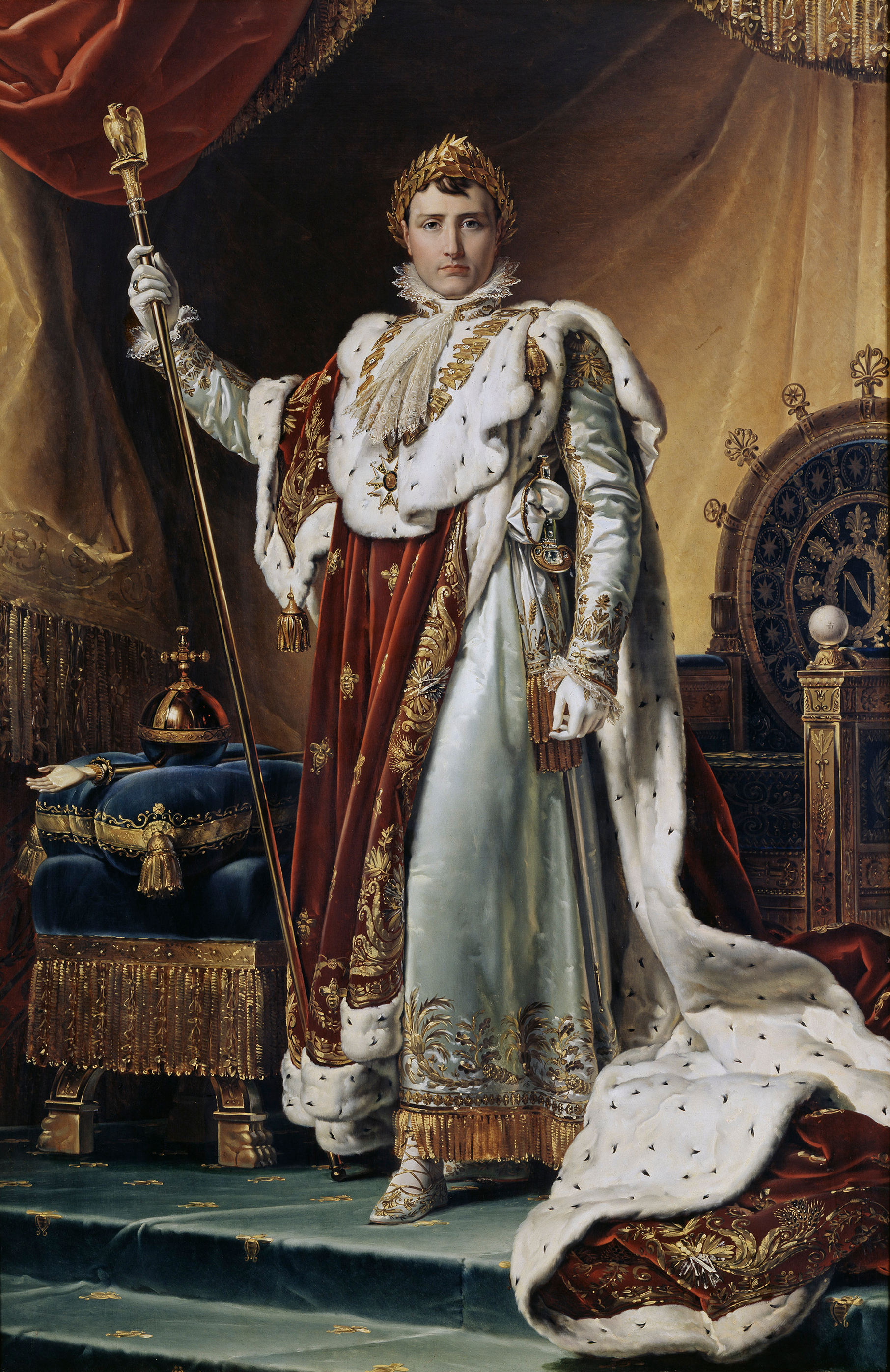
Napoleon în hainele sale de încoronare de François Gérard, c. 1805.

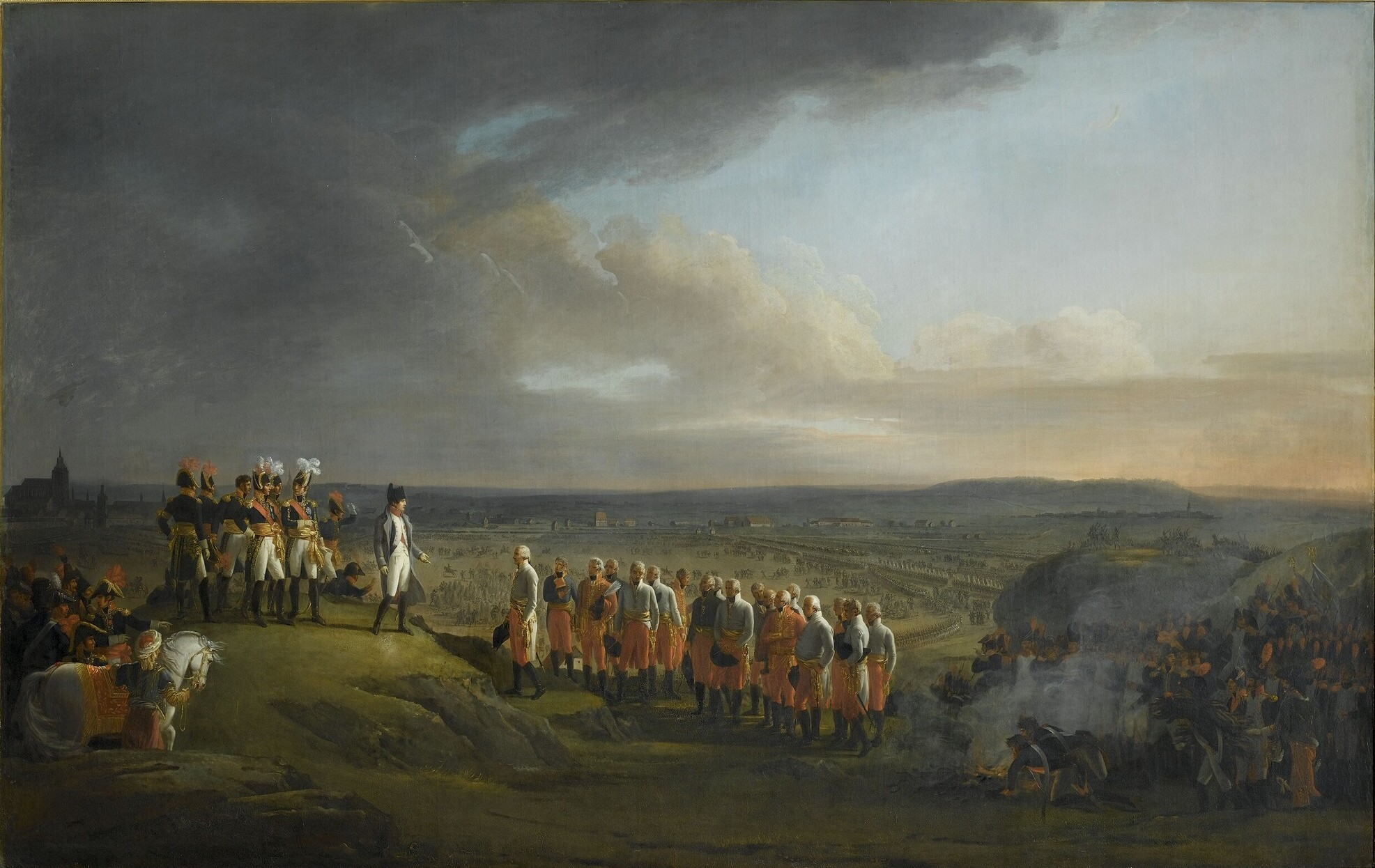
Napoleon și Grande Armée primesc capitularea generalului austriac Mack după bătălia de la Ulm din octombrie 1805.

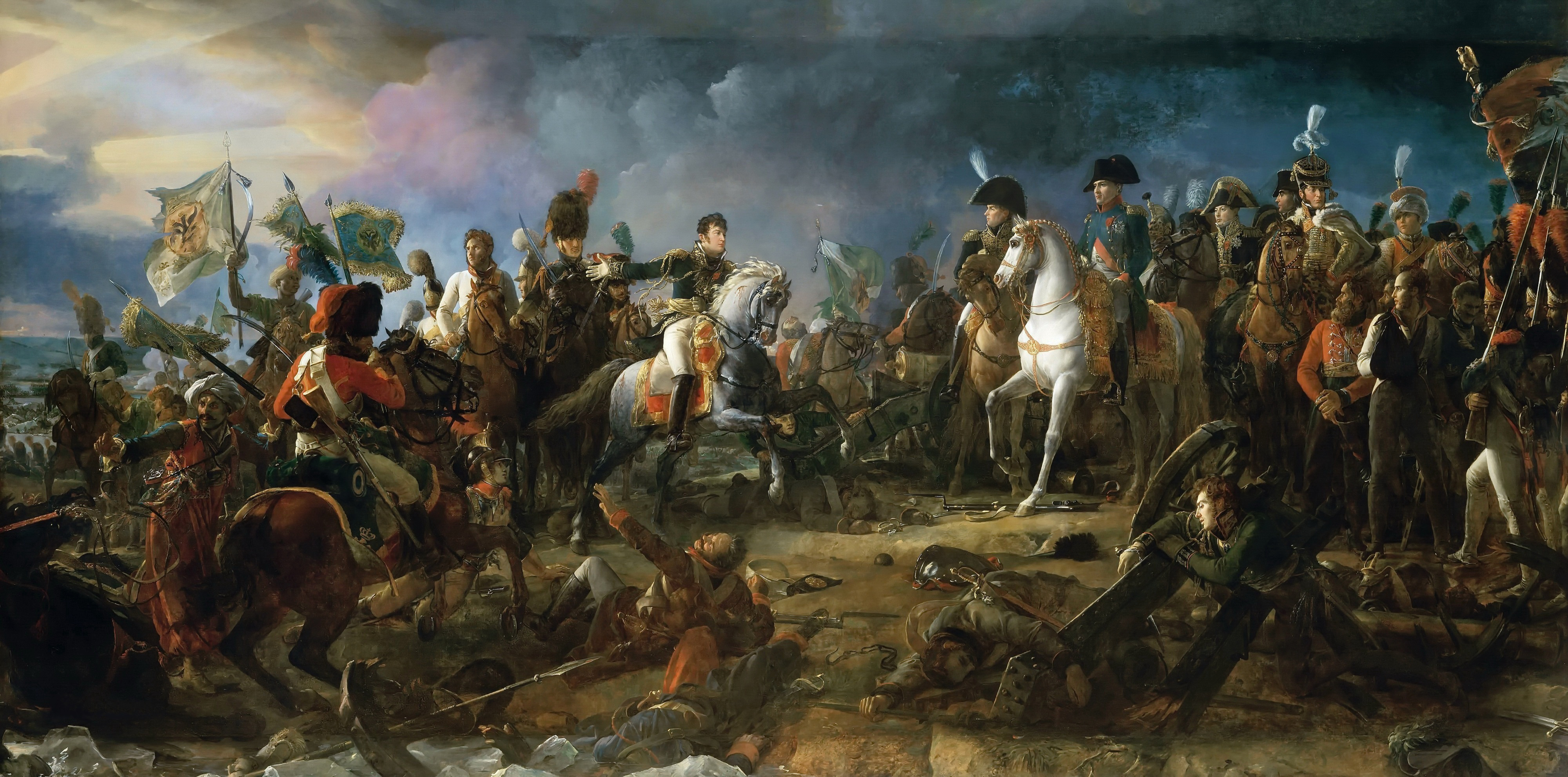
Napoleon în bătălia de la Austerlitz, de François Gérard, 1805.

Până în septembrie 1805, Suedia, Rusia, Austria, Napoli și Imperiul Otoman se alăturaseră Marii Britanii într-o coaliție împotriva Franței.
În 1803 și 1804, Napoleon a adunat o forță în jurul Boulogne pentru o invazie a Marii Britanii. Nu au invadat niciodată, dar această forță a constituit nucleul Grande Armée a lui Napoleon, creată în august 1805. La început, această armată franceză avea aproximativ 200.000 de oameni organizați în șapte corpuri, rezerve de artilerie și cavalerie și Garda Imperială de elită. Până în august 1805, Grande Armée crescuse la o forță de 350.000 de oameni, care erau bine echipați, bine antrenați și conduși de ofițeri competenți.
Pentru a facilita invazia, Napoleon a planificat să atragă Marina Regală din Canalul Mânecii printr-un atac diversionist asupra Indiilor de Vest britanice. Totuși, planul s-a destrămat după victoria britanică în Bătălia de la Capul Finisterre din iulie 1805. Amiralul francez Villeneuve s-a retras apoi la Cádiz în loc să se alăture forțelor navale franceze de la Brest pentru un atac asupra Canalului Mânecii.
În fața unei posibile invazii din partea dușmanilor săi continentali, Napoleon a abandonat invazia Angliei și a căutat să distrugă armatele austriece izolate din sudul Germaniei înainte ca aliatul lor rus să poată sosi în forță. Pe 25 septembrie, 200.000 de trupe franceze au început să traverseze Rinul pe un front de 260 km.
Comandantul austriac Karl-Marku adunase cea mai mare parte a armatei austriece la fortăreața Ulm din Suabia. Armata lui Napoleon, însă, s-a mișcat rapid și a învăluit pozițiile austriece. După câteva angajamente minore care au culminat cu Bătălia de la Ulm, Mack s-a predat. Pentru doar 2.000 de pierderi franceze, Napoleon capturase 60.000 de soldați austrieci datorită marșului rapid al armatei sale.
Pentru francezi, această victorie spectaculoasă pe uscat a fost umbrită de victoria decisivă pe care Marina Regală a obținut-o în Bătălia de la Trafalgar pe 21 octombrie. După Trafalgar, Marina Regală nu a mai fost provocată serios de flota lui Napoleon.
Forțele franceze au ocupat Viena în noiembrie, capturând 100.000 de muschete, 500 de tunuri și podurile intacte peste Dunăre. Napoleon și-a trimis apoi armata spre nord în urmărirea Aliaților. Țarul Alexandru I al Rusiei și Francisc I au decis să-l angajeze pe Napoleon în luptă, în ciuda rezervelor unora dintre subordonații lor.
În Bătălia de la Austerlitz, pe 2 decembrie, Napoleon și-a desfășurat armata sub Înălțimile Pratzen. El a ordonat aripii drepte să simuleze o retragere, atrăgând Aliații să coboare de pe înălțimi în urmărire. Centrul și aripa stângă franceză au capturat apoi înălțimile și i-au prins pe aliați într-o mișcare de clește. Mii de trupe ruse au fugit peste un lac înghețat pentru a scăpa de capcană și între 100 și 2.000 dintre ei s-au înecat. Aproximativ o treime din forțele aliate au fost ucise, capturate sau rănite.
Dezastrul de la Austerlitz a determinat Austria să ceară un armistițiu. Prin Tratatul de la Pressburg, semnat pe 26 decembrie, Austria a părăsit coaliția, a pierdut teritorii substanțiale în favoarea Regatului Italiei și Bavariei și a fost forțată să plătească o indemnizație de 40 de milioane de franci. Armata lui Alexandru a primit permisiunea de a se întoarce în siguranță în Rusia.
Napoleon a declarat ulterior: „Bătălia de la Austerlitz este cea mai frumoasă dintre toate pe care le-am purtat”. Frank McLynn sugerează că Napoleon a fost atât de succes la Austerlitz încât a pierdut contactul cu realitatea, iar ceea ce a fost politica externă franceză a devenit una „personală napoleoniană”. Vincent Cronin nu este de acord, afirmând că Napoleon nu era excesiv de ambițios pentru el însuși, „el întruchipa ambițiile a treizeci de milioane de francezi”.

#### Alianțe din Orientul Mijlociu

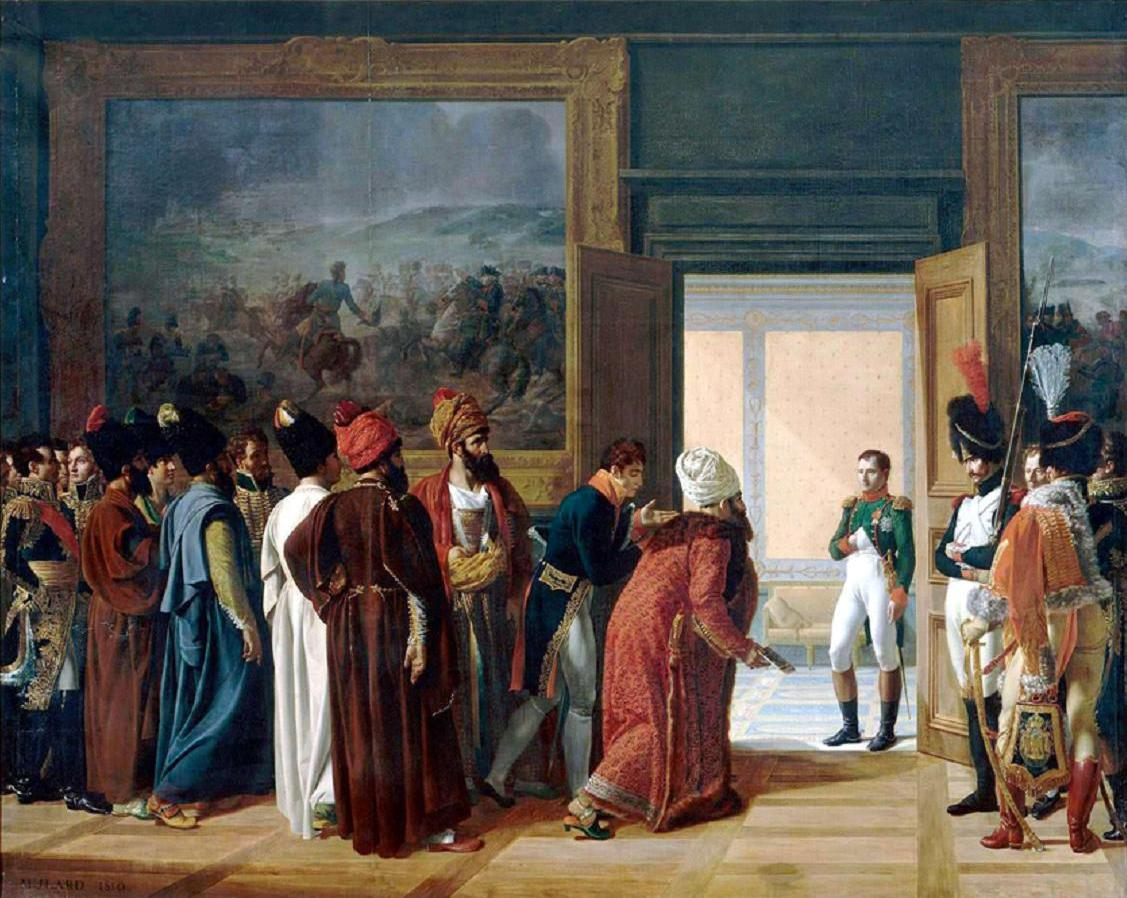
Trimisul iranian Mirza Mohammad-Reza Qazvini s-a întâlnit cu Napoleon la Palatul Finckenstein din Prusia de Vest, 27 aprilie 1807, pentru a semna Tratatul de la Finckenstein.

Napoleon a continuat să susțină un plan grandios de a stabili o prezență franceză în Orientul Mijlociu pentru a pune presiune pe Marea Britanie și Rusia, posibil prin formarea unei alianțe cu Imperiul Otoman. În februarie 1806, sultanul otoman Selim al III-lea l-a recunoscut pe Napoleon ca împărat. El a optat, de asemenea, pentru o alianță cu Franța, numind Franța „aliatul nostru sincer și natural”. Această decizie a adus Imperiul Otoman într-un război pierzător împotriva Rusiei și Marii Britanii. O alianță franco-persană a fost formată între Napoleon și Imperiul Persan al lui Fat'h-Ali Shah Qajar. Aceasta s-a prăbușit în 1807 când Franța și Rusia au format o alianță neașteptată. În cele din urmă, Napoleon nu a reușit să facă alianțe eficiente în Orientul Mijlociu.

#### Războiul celei de-a patra coaliții și Tilsit

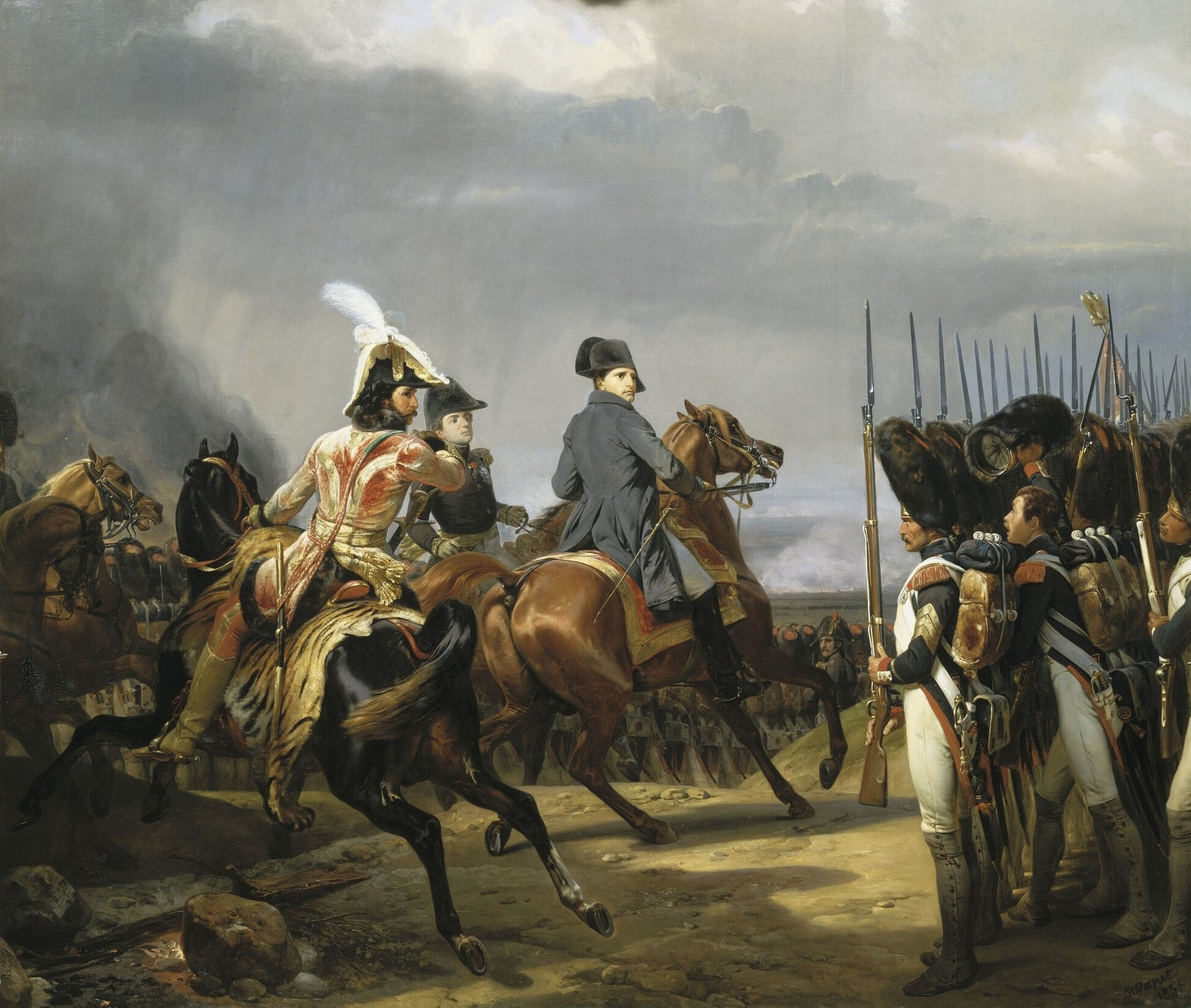
Napoleon revizuiește Garda Imperială înainte de bătălia de la Jena, 14 octombrie 1806.

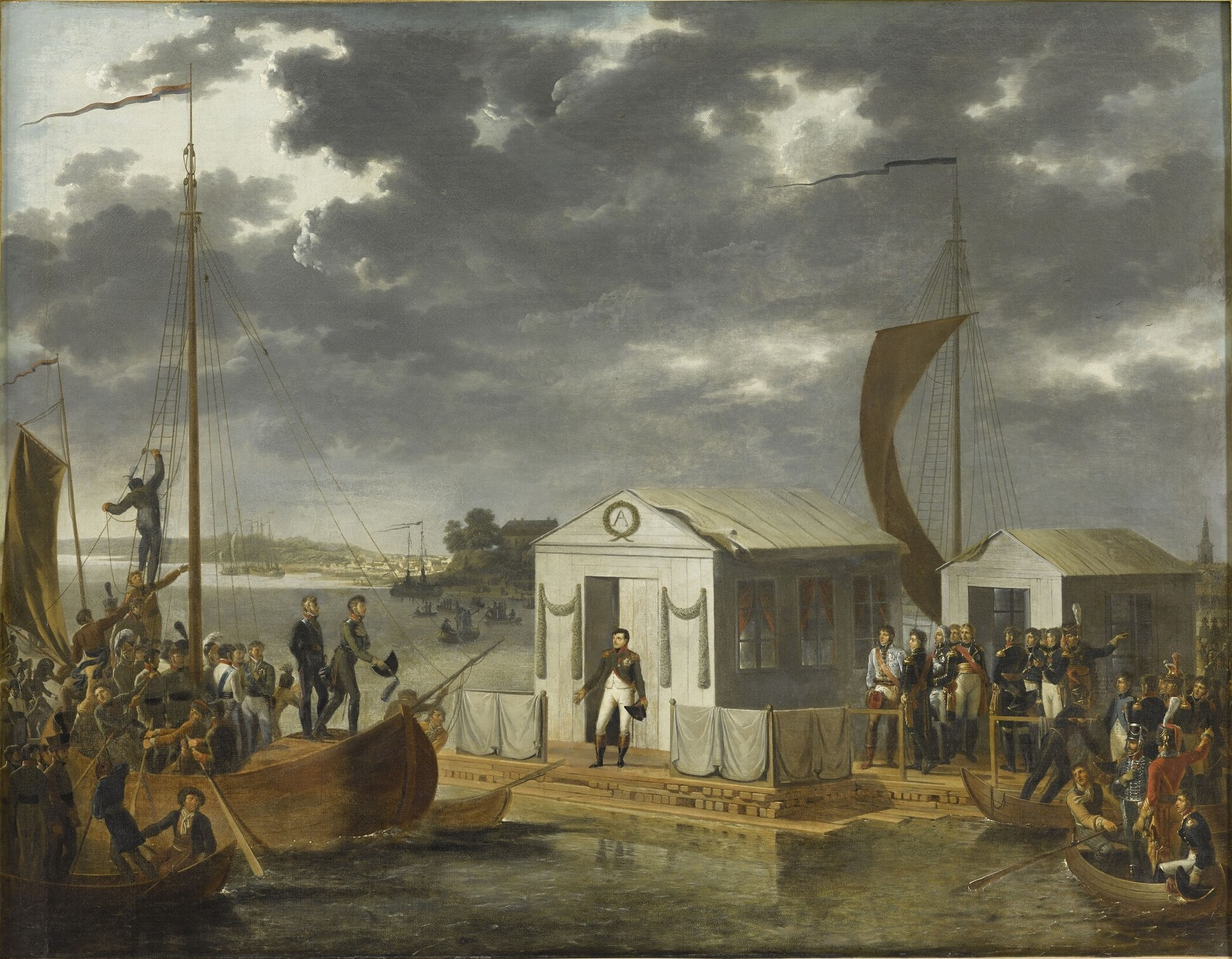
Tratatele de la Tilsit: întâlnirea lui Napoleon cu Alexandru I al Rusiei pe o plută în mijlocul râului Neman, 7 iulie 1807.

După Austerlitz, Napoleon și-a sporit puterea politică în Europa. În 1806, el l-a înlăturat pe regele Bourbon al Neapolelui și l-a pus pe tron pe fratele său mai mare, Joseph. Apoi l-a făcut pe fratele său mai mic, Louis, Rege al Olandei. De asemenea, a înființat Confederația Rinului, o colecție de state germane menite să servească drept zonă tampon între Franța și Europa Centrală. Crearea confederației a marcat sfârșitul Sfântului Imperiu Roman.
Influența crescândă a lui Napoleon în Germania a amenințat statutul Prusiei ca mare putere, iar în răspuns, Frederic Wilhelm al III-lea a decis să intre în război cu Franța. Prusia și Rusia au semnat o nouă alianță militară, creând a patra coaliție împotriva Franței. Prusia, însă, a făcut o eroare strategică declarând război când trupele franceze se aflau încă în sudul Germaniei și cu luni înainte ca trupele ruse suficiente să poată ajunge pe front.
Napoleon a invadat Prusia cu 180.000 de soldați, marșând rapid pe malul drept al râului Saale. Aflând locația armatei prusace, francezii s-au îndreptat spre vest, tăind astfel legătura prusacilor cu Berlinul și cu rușii care se apropiau încet. În bătăliile gemene de la Jena și Auerstedt, luptate pe 14 octombrie, francezii au învins convingător prusacii și le-au provocat pierderi grele. Cu mai mulți comandanți majori morți sau incapacitați, regele prusac s-a dovedit incapabil să comande eficient armata, care s-a dezintegrat rapid.
În luna următoare, francezii au capturat 140.000 de soldați și peste 2.000 de tunuri. În ciuda înfrângerii copleșitoare, prusacii au refuzat să negocieze cu francezii până când rușii au avut ocazia să intre în luptă.
După triumful său, Napoleon a impus primele elemente ale Sistemului Continental prin Decretul de la Berlin emis în noiembrie 1806. Sistemul Continental, care interzicea națiunilor europene să facă comerț cu Marea Britanie, a fost larg încălcat pe tot parcursul domniei sale.
În următoarele câteva luni, Napoleon a marșat împotriva armatelor ruse care avansau prin Polonia și a luptat într-un impas sângeros în Bătălia de la Eylau din februarie 1807. După o perioadă de odihnă și consolidare pe ambele părți, războiul a reînceput în iunie cu o luptă inițială la Heilsberg care s-a dovedit indecisă.
Pe 14 iunie, Napoleon a obținut o victorie copleșitoare asupra rușilor în Bătălia de la Friedland, distrugând aproximativ 30% din armata rusă. Scara înfrângerii i-a convins pe ruși să facă pace cu francezii. Cei doi împărați au început negocierile de pace pe 25 iunie în orașul Tilsit, în timpul unei întâlniri pe o plută plutind în mijlocul râului Niemen, care separa trupele franceze și ruse și sferele lor de influență respective.
Napoleon i-a oferit lui Alexandru termeni relativ lenienți—cerând ca Rusia să se alăture Sistemului Continental, să-și retragă forțele din Țara Românească și Moldova și să predea Insulele Ionice Franței. În contrast, Prusia a fost tratată aspru. A pierdut jumătate din teritoriu și populație și a suferit o ocupație de doi ani care a costat-o aproximativ 1,4 miliarde de franci. Din fostul teritoriu prusac, Napoleon a creat Regatul Westfaliei, condus de fratele său mai tânăr Jérôme, și Ducatul Varșoviei.
Tratamentul umilitor al Prusiei la Tilsit a cauzat o resentimentă de durată împotriva Franței în acea țară. Tratatul a fost, de asemenea, nepopular în Rusia, punând presiune asupra lui Alexandru să încheie alianța cu Franța. Cu toate acestea, Tratatele de la Tilsit i-au oferit lui Napoleon un răgaz de la război și i-au permis să se întoarcă în Franța, pe care nu o mai văzuse de peste 300 de zile.

#### Războiul peninsular și Erfurt

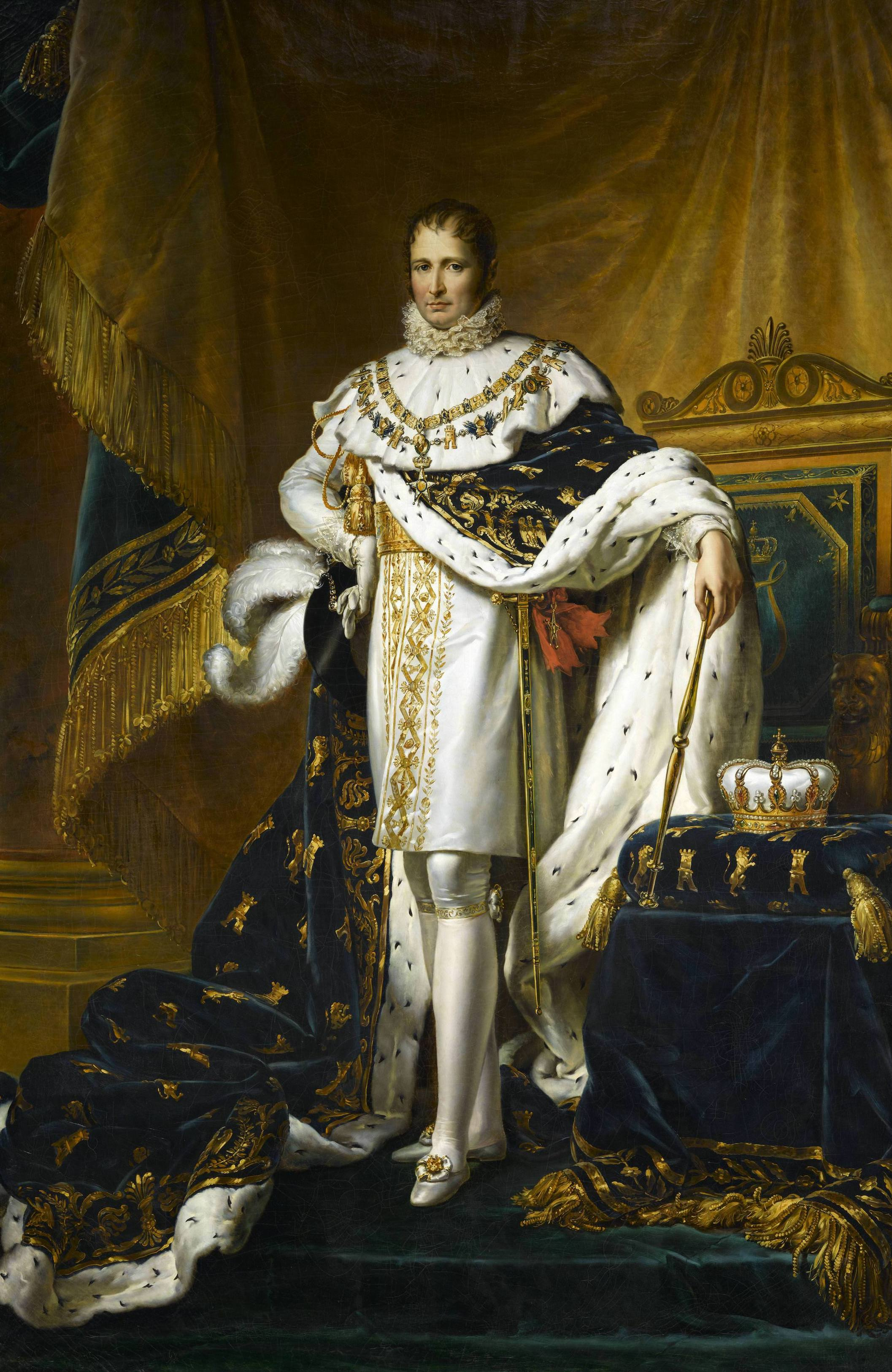
Joseph Bonaparte, fratele lui Napoleon, ca rege al Spaniei (1808–1813).

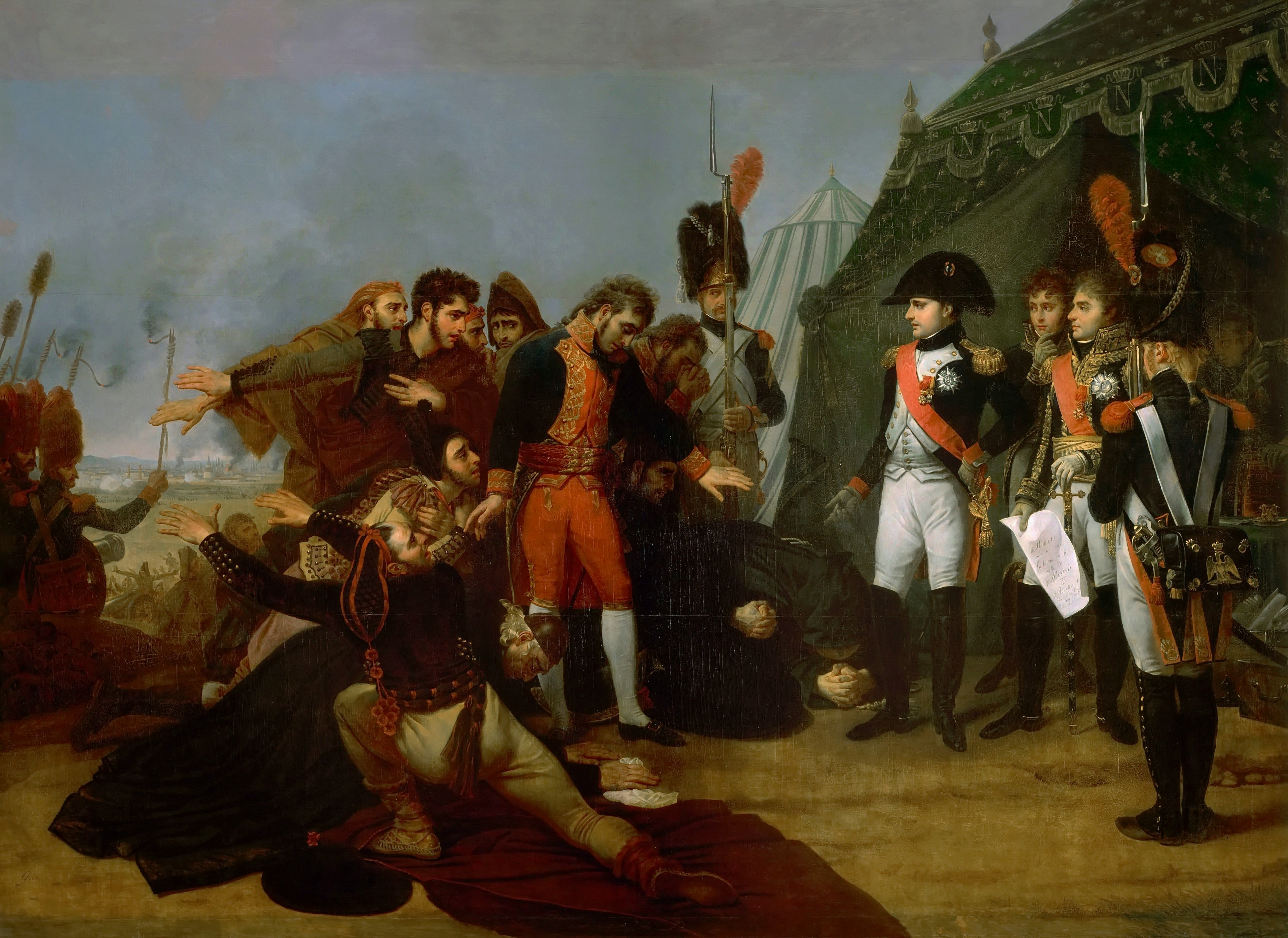
Napoleon acceptând capitularea Madridului, 4 decembrie 1808.

După Tilsit, Napoleon și-a îndreptat atenția spre Portugalia, care era reticentă să impună strict blocada împotriva aliatului său tradițional, Marea Britanie. La 17 octombrie 1807, 24.000 de trupe franceze sub comanda generalului Junot au traversat Pirineii cu consimțământul spaniol și s-au îndreptat spre Portugalia pentru a impune blocada. Junot a ocupat Lisabona în noiembrie, dar familia regală portugheză fugise deja în Brazilia cu flota portugheză.
În martie 1808, o lovitură de palat a dus la abdicarea regelui spaniol Carlos al IV-lea în favoarea fiului său, Fernando al VII-lea. Luna următoare, Napoleon i-a convocat pe Carlos și Fernando la Bayonne, unde, în mai, i-a forțat pe amândoi să renunțe la pretențiile lor asupra tronului spaniol. Napoleon l-a făcut apoi pe fratele său, Joseph, Rege al Spaniei.
Până atunci, existau 120.000 de trupe franceze garnizoane în peninsulă și o opoziție spaniolă larg răspândită față de ocupație și răsturnarea Bourbonilor spanioli. La 2 mai, a izbucnit o revoltă împotriva francezilor la Madrid și s-a răspândit în toată Spania în săptămânile următoare. În fața represiunii brutale franceze, revolta s-a transformat într-un conflict susținut.
În iulie, Joseph a călătorit la Madrid, unde a fost proclamat Rege al Spaniei pe 24. Cu toate acestea, în urma veștii despre o înfrângere franceză de către forțele regulate spaniole în Bătălia de la Bailén, Joseph a fugit din Madrid câteva zile mai târziu. Luna următoare, o forță britanică a debarcat în Portugalia și, pe 21 august, a învins trupele franceze la Vimiero. Conform Convenției de la Cintra, francezii au evacuat Portugalia.
Înfrângerile de la Bailén și Vimiero l-au convins pe Napoleon că trebuia să preia comanda campaniei din Peninsula Iberică. Înainte de a pleca în Spania, a încercat să întărească alianța cu Rusia și să obțină un angajament de la Alexandru ca Rusia să declare război Austriei dacă aceasta ar ataca Franța. La Congresul de la Erfurt din octombrie 1808, Napoleon și Alexandru au ajuns la un acord care recunoștea cucerirea rusă a Finlandei și cerea Marii Britanii să înceteze războiul împotriva Franței. Cu toate acestea, Alexandru nu a oferit un angajament ferm de a face război cu Austria.
La 6 noiembrie, Napoleon se afla în Vitoria și a preluat comanda a 240.000 de trupe franceze. După o serie de victorii asupra forțelor anglo-spaniole, Madridul a fost recucerit la 4 decembrie. Napoleon a urmărit apoi forțele britanice în retragere, care au fost în cele din urmă evacuate la Corunna în ianuarie 1809. Napoleon a plecat spre Franța pe 17 ianuarie, lăsându-l pe Joseph la comandă.
Napoleon nu s-a mai întors niciodată în Spania după campania din 1808. În aprilie, britanicii au trimis o altă armată în peninsulă sub comanda lui Arthur Wellesley, viitorul Duce de Wellington. Forțele regulate britanice, portugheze și spaniole s-au angajat într-o serie prelungită de conflicte cu francezii. Între timp, un război de gherilă brutal a cuprins mare parte din zona rurală spaniolă, un conflict în care au fost comise atrocități de ambele părți.
Napoleon a numit ulterior campania din Peninsula Iberică „războiul nefericit [care] m-a ruinat”. Ea a implicat aproximativ 300.000 de trupe franceze între 1808 și 1812. Până în 1814, francezii fuseseră alungați din peninsulă, cu peste 150.000 de victime în campanie.

#### Războiul celei de-a cincea coaliții

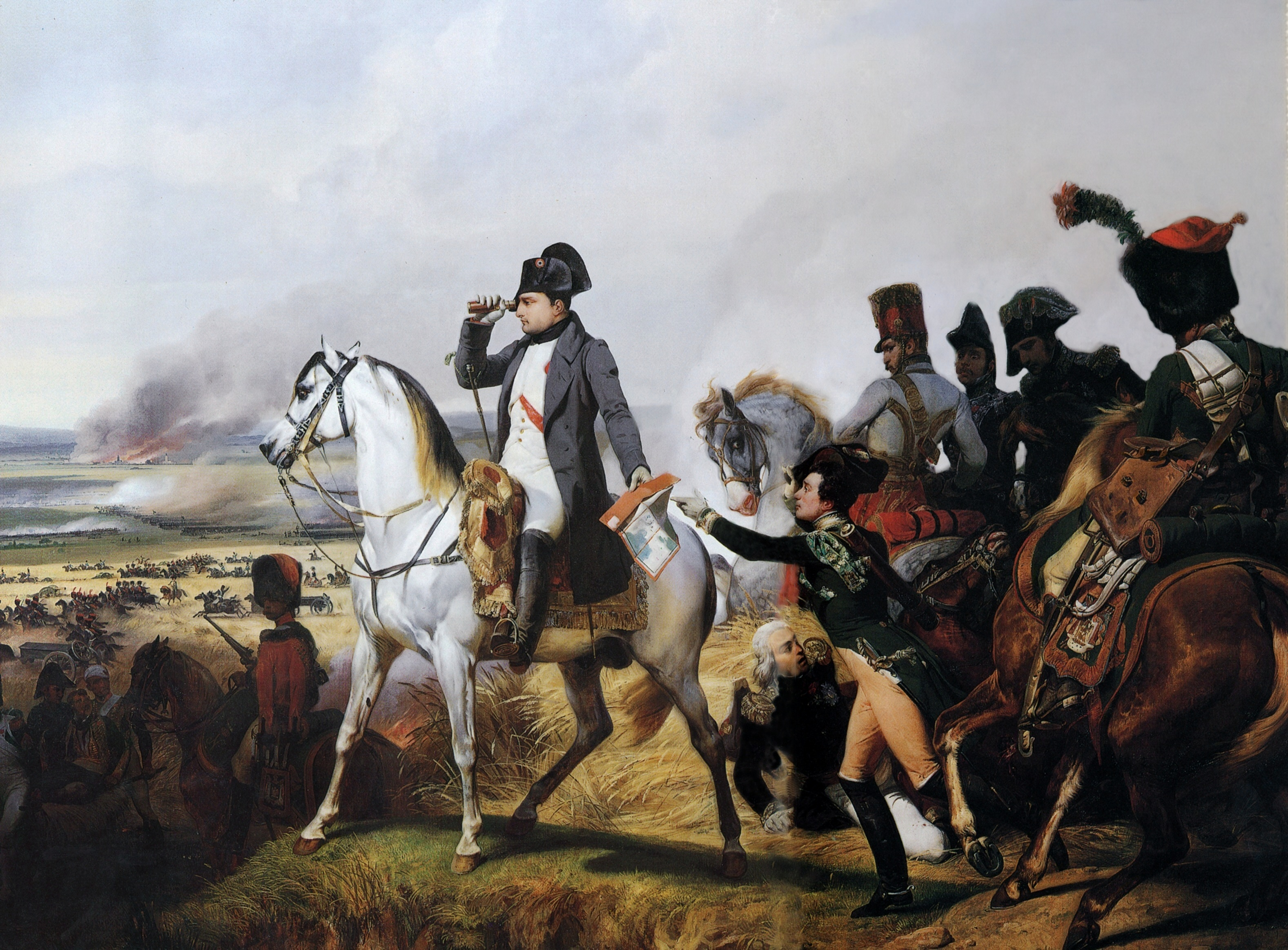
Napoleon în bătălia de la Wagram, 6 iulie 1809.

Răsturnarea Bourbonilor spanioli a provocat alarmă în Austria în legătură cu ambițiile lui Napoleon, în timp ce dificultățile militare ale Franței în Peninsulară au încurajat Austria să intre în război. În dimineața zilei de 10 aprilie 1809, armata austriacă a traversat râul Inn și a invadat Bavaria. Avansul austriac, însă, a fost dezorganizat și nu a reușit să învingă armata bavareză înainte ca francezii să-și poată concentra forțele. Napoleon a sosit de la Paris pe 17 aprilie pentru a conduce campania franceză. În Bătălia de la Eckmühl care a urmat, a fost ușor rănit la călcâi, dar austriecii au fost forțați să se retragă peste Dunăre. Francezii au ocupat Viena pe 13 mai, dar majoritatea populației fugise și armata în retragere distrusese toate cele patru poduri peste râu.
Pe 21 mai, francezii au încercat să traverseze Dunărea, provocând Bătălia de la Aspern-Essling. Ambele părți au provocat aproximativ 23.000 de victime fiecare, iar francezii au fost forțați să se retragă. Bătălia a fost raportată în capitalele europene ca o înfrângere pentru Napoleon și i-a afectat aura de invincibilitate.
După șase săptămâni de pregătiri, Napoleon a făcut o altă încercare de a traversa Dunărea. În Bătălia de la Wagram (5–6 iulie), austriecii au fost forțați să se retragă, dar francezii și austriecii au suferit pierderi de 37.000 până la 39.000 de oameni fiecare, uciși, răniți sau capturați. Francezii i-au ajuns din urmă pe austriecii în retragere la Znaim pe 10 iulie, iar aceștia au semnat un armistițiu pe 12 iulie.
În august, o forță britanică a debarcat în Țările de Jos, dar a pierdut 4.000 de oameni, majoritatea din cauza bolilor, înainte de a se retrage în decembrie.
Tratatul de la Schönbrunn din octombrie 1809 a fost dur pentru Austria, care a pierdut teritorii semnificative și peste trei milioane de subiecți. Franța a primit Carintia, Carniola și porturile adriatice Trieste și Fiume (Rijeka); partea Poloniei anexată de Austria în a treia partiție din 1795, cunoscută atunci ca Galiția de Vest, a fost dată Ducatului Varșoviei condus de polonezi; iar teritoriul fostului Arhiepiscopat de Salzburg a fost atribuit Bavariei. Austria a fost obligată să plătească o indemnizație de 200 de milioane de franci, iar armata sa a fost redusă la 150.000 de oameni.

#### Consolidarea Imperiului

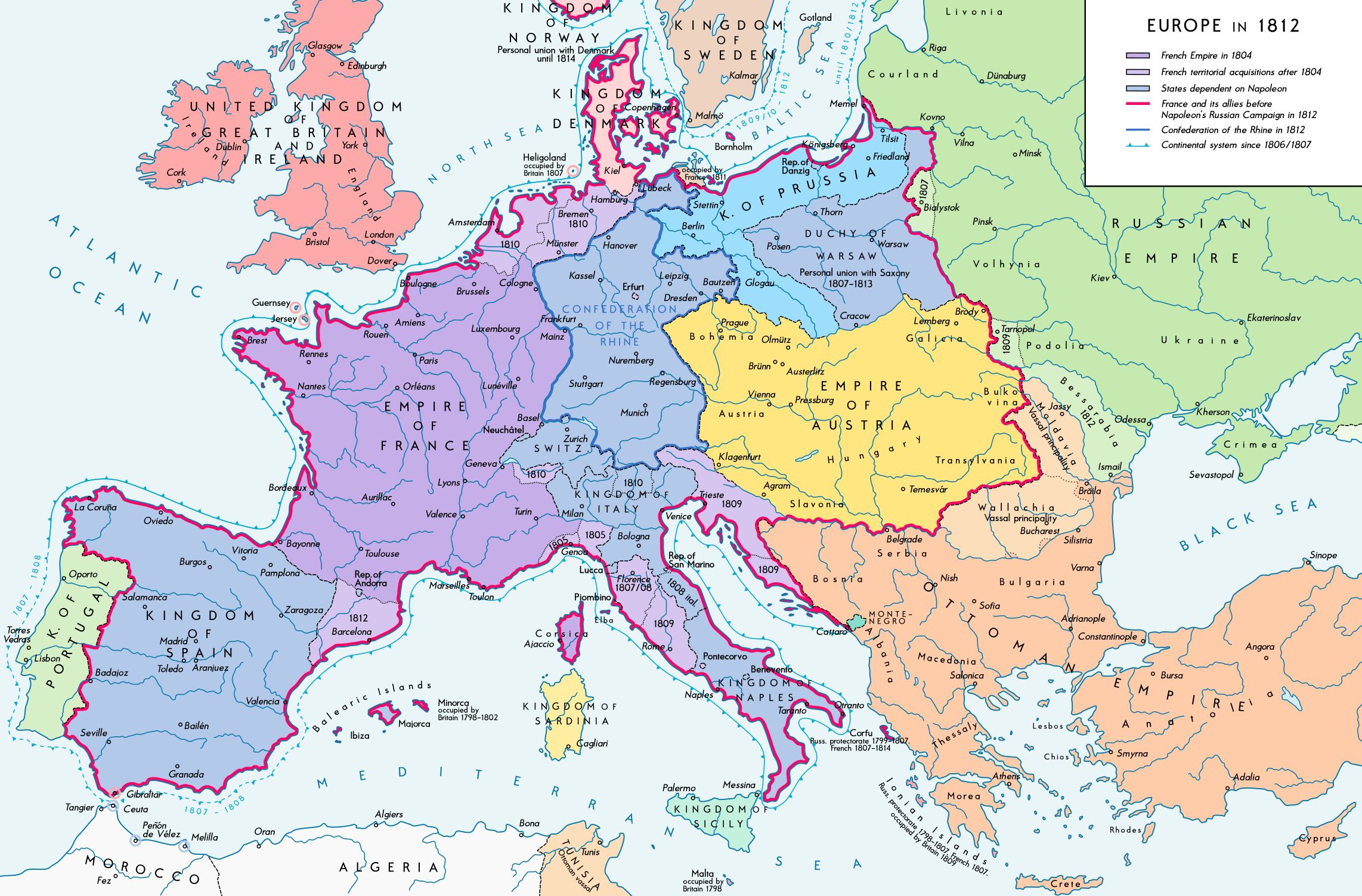
Imperiul francez la cea mai mare extindere a sa în 1812.

Uniunea lui Napoleon cu Joséphine nu produsese un copil, iar el a decis să asigure dinastia și să-i consolideze poziția în Europa printr-o căsătorie strategică cu una dintre marile case regale ale Europei. În noiembrie 1809, el și-a anunțat decizia de a divorța de Joséphine, iar căsătoria a fost anulată în ianuarie 1810. Napoleon începuse deja negocierile pentru căsătoria cu sora țarului Alexandru, Anna, dar țarul a răspuns că aceasta era prea tânără. Napoleon s-a orientat apoi către Austria și o căsătorie cu fiica împăratului austriac, Marie Louise, a fost rapid convenită.
Căsătoria a fost oficializată printr-o ceremonie civilă pe 1 aprilie și o slujbă religioasă la Luvru în ziua următoare. Căsătoria cu Marie Louise a fost văzută pe scară largă ca o schimbare în politica franceză către legături mai puternice cu Austria și o îndepărtare de relația deja tensionată cu Rusia. Pe 20 martie 1811, Marie Louise a născut moștenitorul tronului, François Charles Joseph Napoleon, Regele Romei.
Cu anexarea statelor papale (mai 1809, februarie 1810), a Olandei (iulie 1810) și a regiunilor de coastă nordice ale Westfaliei (august 1810), Franța continentală și-a crescut și mai mult teritoriul. Napoleon conducea acum direct sau indirect, prin regatele sale satelit, aproximativ 40% din populația europeană.

#### Invazia Rusiei

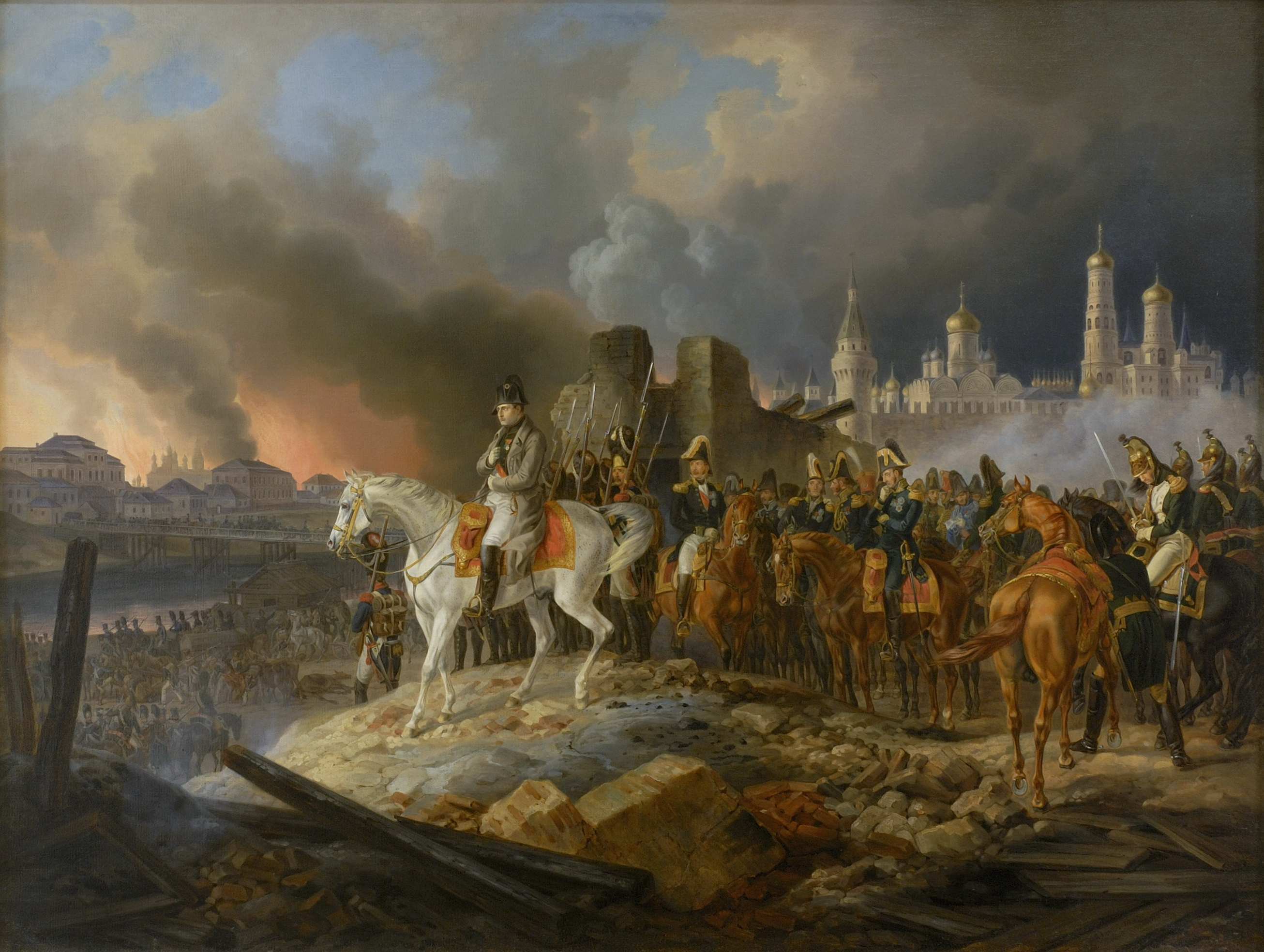
Napoleon privind incendiul de la Moscova în septembrie 1812, de Adam Albrecht (1841).

Retragerea lui Napoleon din Rusia, tablou de Adolph Northen.

Țarul Alexandru a considerat crearea Marelui Ducat al Varșoviei, alianța maritală a lui Napoleon cu Austria și alegerea mareșalului francez Bernadotte ca prinț moștenitor al Suediei ca încercări de a ține sub control Rusia. În decembrie 1810, Napoleon a anexat Ducatul Oldenburg, ceea ce Alexandru a considerat un afront, deoarece unchiul său era ducele. Țarul a răspuns permițând accesul navelor neutre în porturile rusești și interzicând majoritatea importurilor franceze. Rusia se temea că Napoleon intenționa să restaureze Regatul Poloniei, în timp ce Napoleon suspecta Rusia că urmărește o alianță cu Marea Britanie împotriva Franței. La sfârșitul anului 1811, Napoleon a început să planifice o invazie a Rusiei. O alianță franco-prusacă semnată în februarie 1812 a forțat Prusia să furnizeze 20.000 de trupe pentru invazie și, în martie, Austria a fost de acord să furnizeze 30.000 de oameni.
Marea armată multinațională a lui Napoleon cuprindea aproximativ 450.000 de trupe de linie, dintre care aproximativ o treime erau vorbitori nativi de franceză. Napoleon a numit invazia „A Doua Război Polonez”, dar a refuzat să garanteze o Polonie independentă de teama de a-și înstrăina aliații austrieci și prusaci. La 24 iunie, trupele lui Napoleon au început să traverseze râul Nieman în Lituania rusă cu scopul de a ademeni rușii într-una sau două bătălii decisive. Rușii s-au retras 320 de kilometri spre est până la râul Dvina și au implementat o politică de pământ pârjolit, făcând din ce în ce mai dificil pentru francezi să găsească hrană pentru ei înșiși și pentru caii lor. La 18 august, Napoleon a capturat Smolensk cu pierderea a 9.000 de oameni, dar rușii au reușit să se retragă în ordine.
Rușii, acum comandați de Kutuzov, au făcut o oprire la Borodino, în apropiere de Moscova, pe 7 septembrie. Bătălia a dus la 44.000 de morți, răniți sau capturați ruși și 35.000 de francezi, fiind una dintre cele mai sângeroase zile de luptă din Europa până la acea vreme. Rușii s-au retras peste noapte și Napoleon a declarat ulterior: „Cea mai teribilă dintre toate bătăliile mele a fost cea dinaintea Moscovei. Francezii s-au arătat demni de victorie, iar rușii demni de a fi invincibili”. Rușii s-au retras la Tarutino, iar Napoleon a intrat în Moscova pe 14 septembrie. În seara următoare, orașul a fost incendiat la ordinul guvernatorului său, Feodor Rostopchin. Alexandru, aflat la Sankt Petersburg, a refuzat să negocieze o pace, iar după șase săptămâni, armata lui Napoleon a evacuat Moscova.
După ce a capturat Maloyaroslavets cu pierderea a 4.000 până la 10.000 de oameni, Napoleon s-a retras spre Smolensk. Francezii au fost atacați de cazaci și țărani și au suferit din cauza frigului intens, bolilor și lipsei de hrană și apă. Aproximativ 40.000 până la 50.000 de trupe au ajuns la Smolensk pe 9 noiembrie, o pierdere de aproximativ 60.000 în trei săptămâni. Napoleon a aflat, de asemenea, că o tentativă de lovitură de stat a generalului Malet la Paris a eșuat doar la limită.
De la Smolensk, armata lui Napoleon s-a îndreptat spre Vilnius, unde se afla o garnizoană franceză de 20.000 de oameni. La sfârșitul lunii noiembrie, sub atac din toate părțile de forțele ruse, marea armată a reușit să traverseze râul Berezina pe poduri de pontoane în temperaturi ce atingeau −40 °C. Pe 5 decembrie, cu puțin înainte de a ajunge la Vilnius, Napoleon și-a lăsat armata în descompunere pentru a se întoarce la Paris. În săptămânile următoare, rămășițele marii armate, aproximativ 75.000 de trupe, au traversat râul Nieman în teritoriu aliat. Pierderile militare rusești în campanie au fost de până la 300.000 și numărul total al deceselor a ajuns până la un milion.

#### Războiul celei de-a șasea coaliții

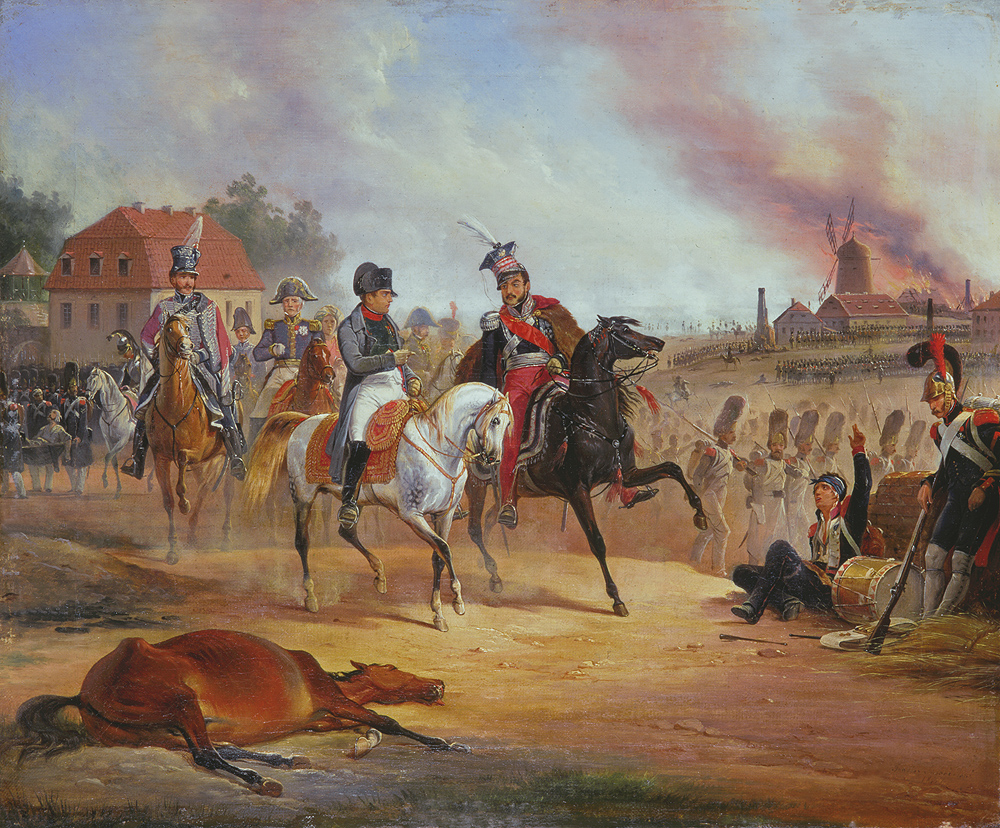
Napoleon și prințul Poniatowski la Leipzig, pictură de January Suchodolski.

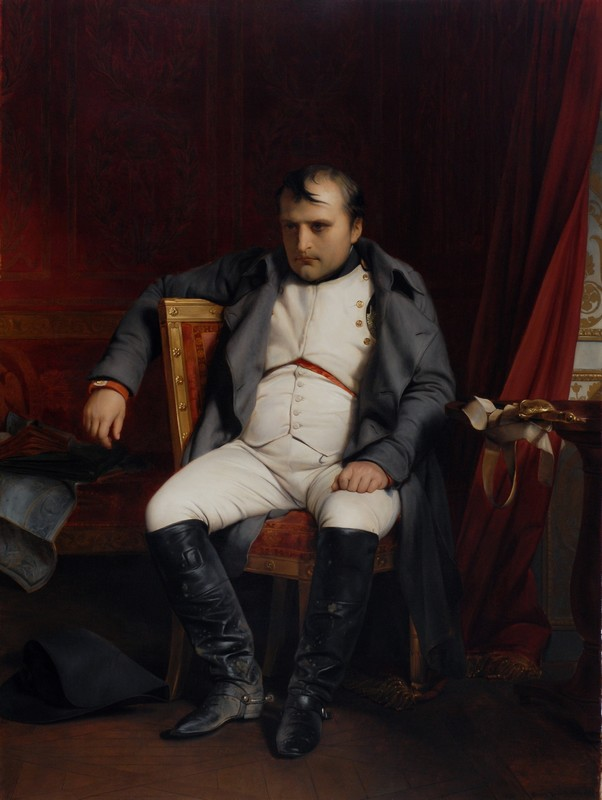
Napoleon după abdicarea sa la Fontainebleau, 4 aprilie 1814, de Paul Delaroche.

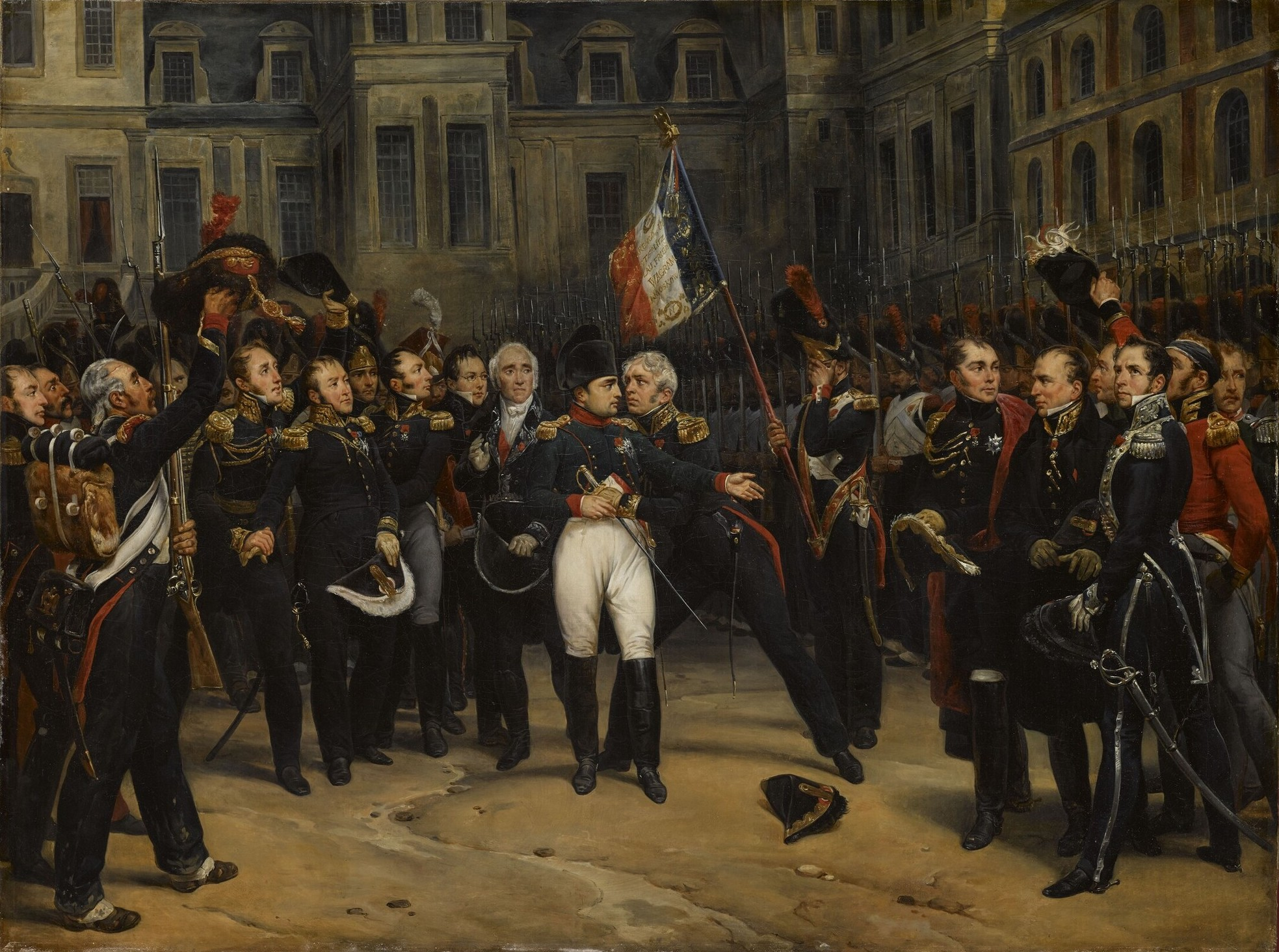
Adio lui Napoleon de la Garda sa imperială, 20 aprilie 1814, de Antoine-Alphonse Montfort.

Francezii, urmăriți de ruși, s-au retras din cea mai mare parte a Poloniei și Prusiei în timpul iernii 1812-1813, în timp ce ambele părți și-au refăcut forțele. Suedia și Prusia au declarat război Franței în martie 1813. În aprilie, Napoleon a preluat comanda unei armate de 200.000 de soldați și a învins coaliția la Lützen și Bautzen. Marea Britanie s-a alăturat oficial coaliției în iunie, urmată de Austria în august, dar aliații au fost din nou învinși în bătălia de la Dresda (august 1813).
Cu toate acestea, coaliția avea un avantaj în creștere în ceea ce privește infanteria, cavaleria, rezervele și armamentul. În cea mai mare bătălie a războaielor napoleoniene, coaliția a fost victorioasă la Leipzig în octombrie. Deși pierderile coaliției au fost de 54.000 de oameni, francezii au pierdut 38.000 de soldați uciși sau răniți și 15.000 luați prizonieri. Până la 50.000 de soldați francezi au fost pierduți din cauza morții, bolilor și dezertărilor în timpul retragerii către Rin.
Propunerile de la Frankfurt au fost termeni de pace oferiți de coaliție în noiembrie 1813, conform cărora Napoleon ar fi rămas împărat, dar Franța ar fi fost redusă la „frontierele naturale.” Aceasta însemna că Franța ar fi păstrat controlul asupra Belgiei, Savoiei și malului vestic al Rinului, dar s-ar fi retras din Spania, Olanda, Italia și Germania. Napoleon nu a acceptat termenii și aliații au traversat Rinul în teritoriul francez la 1 ianuarie 1814. Forțele britanice ale lui Wellington traversaseră deja Pirineii în sud-vestul Franței. În nord-estul Franței, Napoleon a condus aproximativ 70.000 de soldați împotriva unei armate a coaliției de 200.000. După o înfrângere la La Rothière, francezii au obținut o serie de victorii în februarie care au determinat coaliția să ofere pace pe baza frontierelor Franței din 1791. Napoleon, totuși, a decis să continue lupta.
După o serie de bătălii în martie, aliații l-au forțat pe Napoleon să se retragă la bătălia de la Arcis-sur-Aube (20-21 martie). Coaliția s-a îndreptat apoi către Paris, a cărui apărare era sub comanda lui Joseph Bonaparte. La 29 martie, o armată a coaliției de 200.000 de soldați a început atacul asupra înălțimilor Belleville și Montmartre. Împărăteasa Marie Louise a fugit din Paris în acea seară împreună cu fiul ei, Regele Romei. Cu o armată de doar 38.000 de oameni pentru a apăra capitala, Joseph a autorizat pe mareșalul francez Auguste de Marmont să capituleze pe 31 martie. A doua zi, aliații l-au acceptat pe Charles-Maurice de Talleyrand-Périgord ca șef al unui guvern provizoriu. La 2 aprilie, Senatul l-a detronat pe Napoleon.
Între timp, Napoleon se afla la Fontainebleau cu o armată de 40.000 până la 60.000 de soldați. El a contemplat un marș asupra Parisului, dar la 4 aprilie, comandanții săi superiori l-au convins să abdice în favoarea fiului său, cu Marie Louise ca regentă. Țarul Alexandru a cerut însă o abdicare necondiționată și Napoleon a acceptat cu reticență pe 6 aprilie.

### Exil în Elba

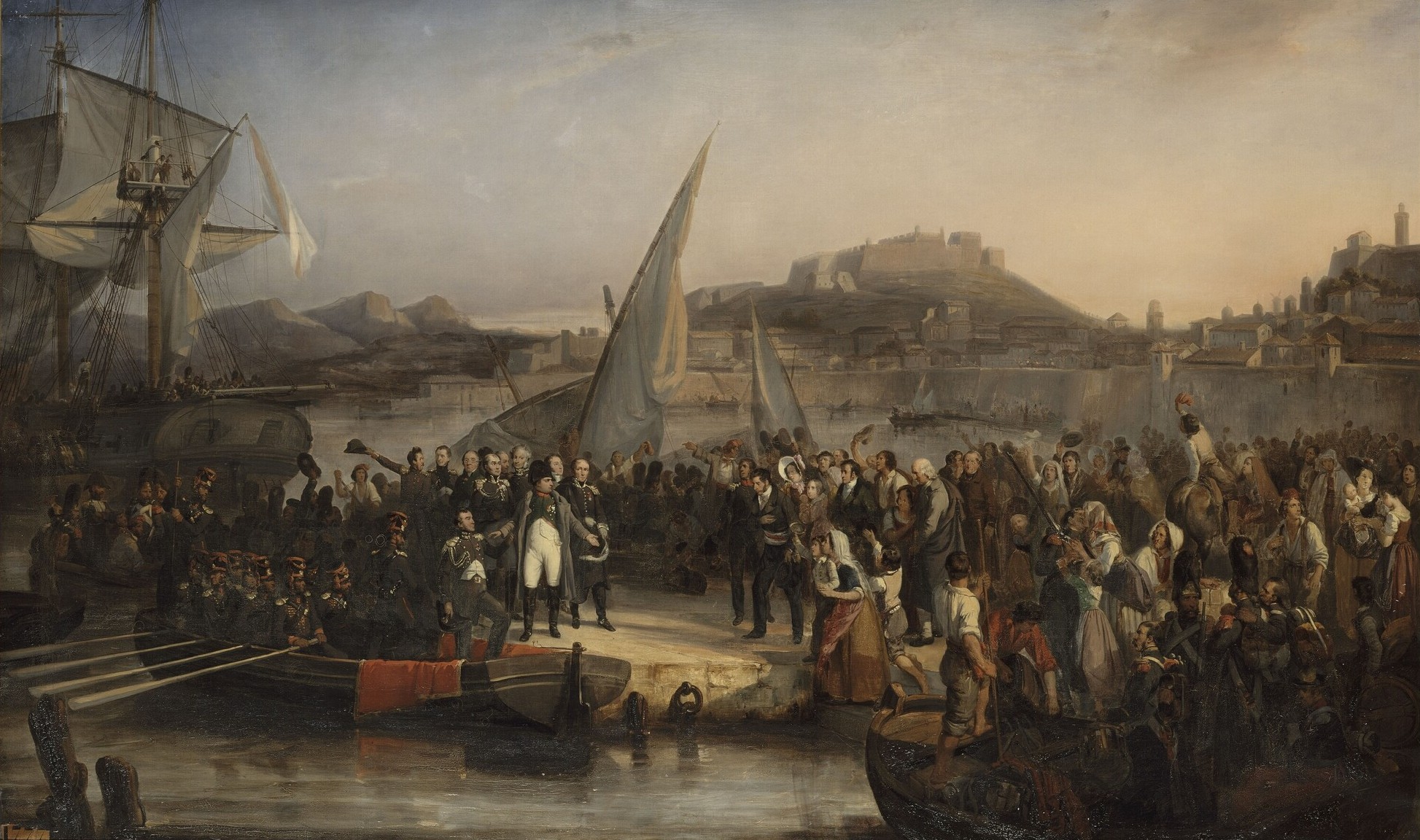
Napoleon părăsind Elba la data de 26 februarie 1815, de Joseph Beaume (1836).

Odată cu Tratatul de la Fontainebleau din 11 aprilie 1814, aliații l-au exilat pe Napoleon în Elba, o insulă de 12.000 de locuitori din Marea Mediterană, la 10 km (6 mile) în largul coastei toscane, unde l-au făcut suveran. În noaptea următoare, Napoleon a încercat să se sinucidă cu otrava pe care o transportase după ce aproape că a fost capturat de ruși în timpul retragerii de la Moscova. Cu toate acestea, potența sa slăbise odată cu vârsta și el a supraviețuit pentru a fi exilat, în timp ce soția și fiul său s-au refugiat în Austria. El a fost transportat pe insulă pe HMS Undaunted și a debarcat la Portoferraio la 4 mai 1814. În primele câteva luni pe Elba, a întocmit planuri pentru reforme administrative, lucrări de drumuri și construcții și îmbunătățiri ale minelor și agriculturii insulei, dar rezultatele au fost limitate de lipsa fondurilor. Când Napoleon a aflat că Joséphine a murit în Franța la 29 mai, a fost supărat și s-a închis în camera lui timp de două zile. Napoleon a înțeles că regele francez Ludovic al XVIII-lea era nepopular. Dându-și seama că soția și fiul său nu i se vor alătura în exil, tăiați din alocația garantată prin Tratatul de la Fontainebleau (1814) și conștient de zvonurile că era pe cale să fie alungat pe o insulă îndepărtată din Oceanul Atlantic, Napoleon a scăpat din Elba în brigantul Inconstant la 26 februarie 1815 cu aproximativ 1.000 de oameni și o flotilă de șapte vase.

### O sută de zile

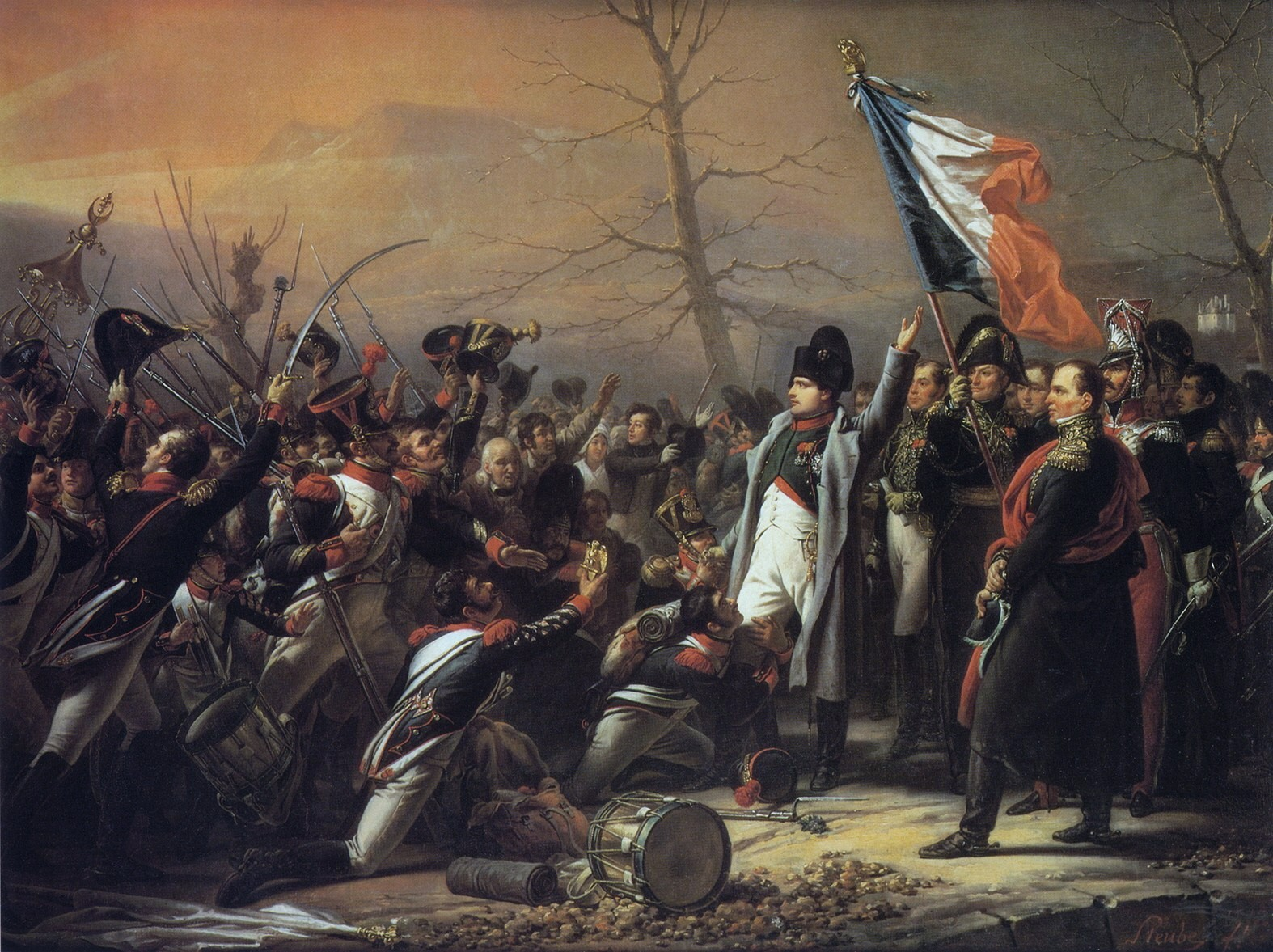
Întoarcerea lui Napoleon din Elba, de Charles de Steuben, anul 1818.

La 1 martie 1815, Napoleon și adepții săi au debarcat pe continentul francez la Golfe-Juan și s-au îndreptat spre Grenoble prin poalele Alpilor, pe traseul cunoscut acum sub numele de Route Napoléon. La 7 martie, Regimentul 5 l-a interceptat chiar la sud de Grenoble. Napoleon s-a apropiat singur de batalion și le-a strigat: „Iată-mă. Ucideți-vă împăratul, dacă doriți!” Soldații au răspuns cu „Vive l'empereur!” și s-au alăturat oamenilor lui Napoleon. Șase zile mai târziu, 5.000 de trupe sub comanda lui Michel Ney, care se lăudase că îl va aduce pe Napoleon la Paris într-o cușcă de fier, s-au alăturat și ele lui Napoleon.
La 13 martie, puterile de la Congresul de la Viena l-au declarat pe Napoleon proscris. Patru zile mai târziu, Marea Britanie, Rusia, Austria și Prusia s-au angajat fiecare să trimită câte 150.000 de oameni pe câmpul de luptă pentru a pune capăt domniei lui. Totuși, Louis XVIII a fugit din Paris spre Belgia în dimineața zilei de 20 martie, după ce și-a dat seama că nu avea suficiente trupe de încredere pentru a i se opune lui Napoleon. Napoleon a intrat în Paris în acea seară.
Napoleon a numit un guvern și a introdus schimbări constituționale care au fost aprobate prin plebiscit în mai. O Cameră a Reprezentanților a fost, de asemenea, aleasă indirect în acea lună, pe baza unui sistem electoral foarte restrictiv. Prioritatea lui Napoleon era să strângă o armată pentru a face față coaliției, dar legea nu permitea recrutarea obligatorie și a reușit să strângă doar aproximativ 300.000 de oameni, majoritatea recruți noi și gărzi naționale.
La 12 iunie, Napoleon a condus aproximativ 124.000 de oameni, cunoscuți sub numele de Armata Nordului, în Belgia, cu scopul de a crea o despărțire între armata lui Wellington de 112.000 de soldați britanici, germani și olandezi și forța lui Gebhard Leberecht von Blücher de 130.000 de prusaci și saxoni. După angajamentele de la Bătălia de la Ligny și Bătălia de la Quatre Bras, Napoleon l-a înfruntat pe Wellington la Bătălia de la Waterloo pe 18 iunie. Armata lui Wellington a rezistat repetatelor atacuri ale francezilor până când, târziu în după-amiaza acelei zile, prusacii lui Blücher au sosit în forță pe flancul drept al lui Napoleon. Forțele coaliției au străpuns liniile lui Napoleon, provocând o înfrângere devastatoare.
Napoleon s-a întors la Paris și a constatat că legislativul i s-a întors împotrivă. Realizând că poziția sa era de nesusținut, a abdicat pe 22 iunie în favoarea fiului său. A părăsit Parisul trei zile mai târziu și s-a stabilit la fostul palat al Joséphinei, la Château de Malmaison. Până pe 28 iunie, armata prusacă se afla la Senlis, chiar la nord de Paris.
Când Napoleon a aflat că trupele prusace aveau ordine să-l captureze mort sau viu, a fugit la Rochefort, Charente-Maritime, având în vedere o evadare în Statele Unite ale Americii. Cu toate acestea, când a constatat că nave britanice blocau portul, s-a predat lui Frederick Lewis Maitland pe HMS Bellerophon pe 15 iulie 1815.

## Exil pe Sfânta Elena

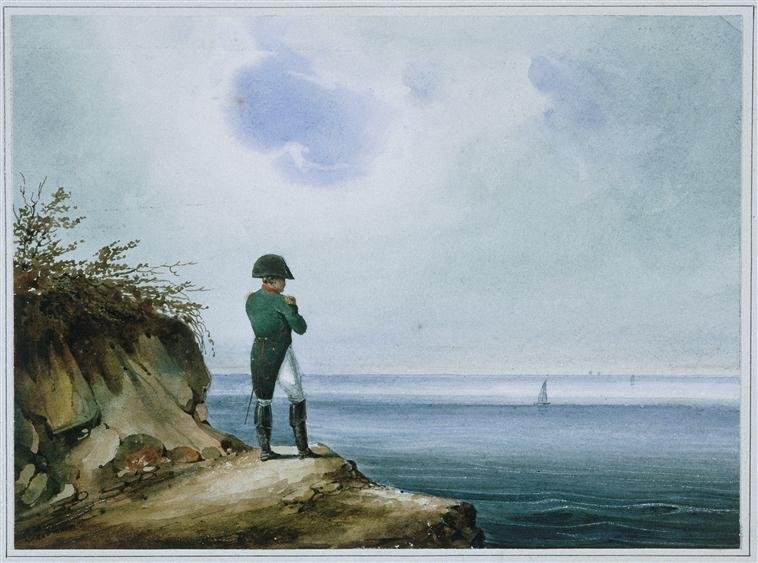
Napoleon pe Sfânta Elena, pictat în acuarelă de Franz Josef Sandmann, c. 1820.

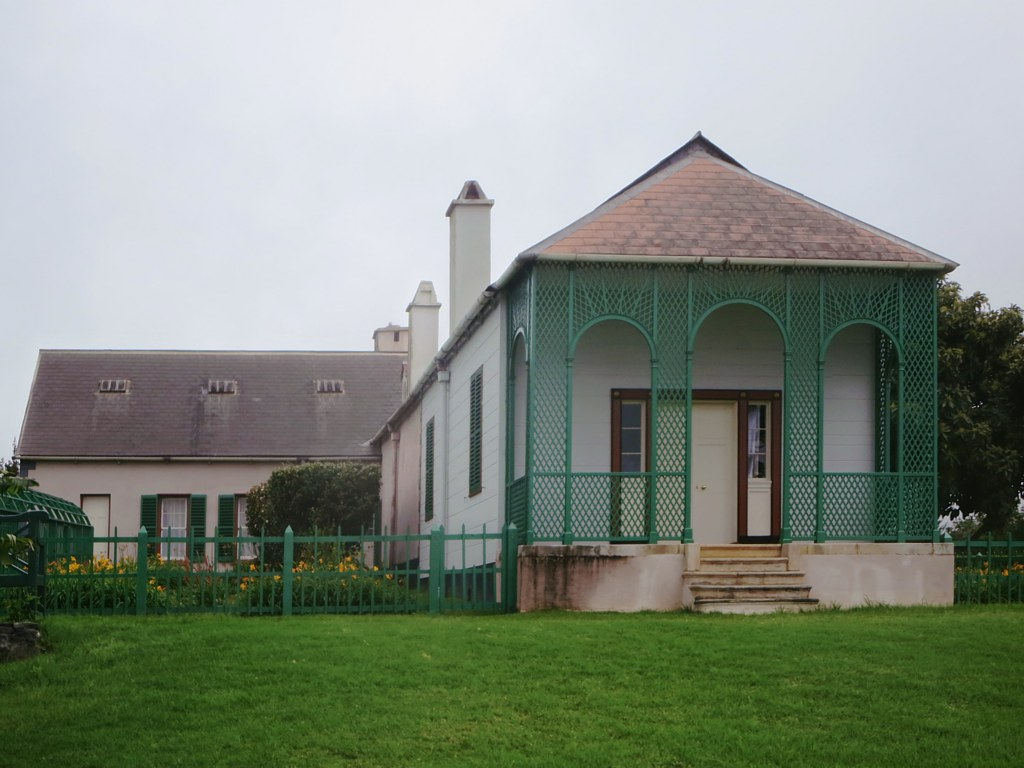
Casa Longwood, Sfânta Elena, locul captivității lui Napoleon.

Napoleon a fost ținut în custodia britanică și transferat pe insula Sfânta Elena în Oceanul Atlantic, la 1.870 km de coasta vestică a Africii. Napoleon și 27 de adepți au ajuns la Jamestown, Sfânta Elena, în octombrie 1815, la bordul HMS Northumberland. Prizonierul a fost păzit de o garnizoană de 2.100 de soldați, în timp ce o escadrilă de 10 nave patrula continuu apele pentru a preveni evadarea. În anii următori, au circulat zvonuri despre comploturi de evadare, dar nu au fost făcute încercări serioase.
Napoleon a stat timp de două luni într-un pavilion la Briars, înainte de a fi mutat la Longwood House, un bungalow din lemn cu 40 de camere. Locația și interiorul casei erau umede, expuse vânturilor, infestate de șobolani și nesănătoase. The Times a publicat articole insinuând că guvernul britanic încerca să-i grăbească moartea. Napoleon se plângea adesea de condițiile de trai în scrisori adresate guvernatorului insulei, Hudson Lowe, în timp ce însoțitorii săi se plângeau de „răceli, cataruri, podele umede și provizii proaste”.
Napoleon insista asupra formalităților imperiale. Când organiza o cină, bărbații erau așteptați să poarte uniformă militară, iar femeile să apară în rochii de seară și cu bijuterii. Acest lucru era o negare explicită a circumstanțelor captivitații sale. El primea formal vizitatori, citea și își dicta memoriile și comentariile asupra campaniilor militare. A studiat limba engleză cu Emmanuel, conte de Las Cases, timp de câteva luni, dar a renunțat deoarece nu era talentat la limbi străine.
Napoleon a răspândit, de asemenea, rapoarte despre tratamentul său prost în speranța că opinia publică va forța aliații să-i revoce exilul pe Sfânta Elena. Sub instrucțiunile guvernului britanic, Lowe i-a redus cheltuielile, a refuzat să-l recunoască drept fost împărat și i-a făcut pe susținătorii săi să semneze o garanție că vor rămâne cu prizonierul pe termen nedefinit. Relatările despre maltratare au dus, în martie 1817, la o dezbatere în parlament și la apelul lui Henry Vassall-Fox, al 3-lea baron Holland, pentru o anchetă.
La mijlocul anului 1817, sănătatea lui Napoleon s-a înrăutățit. Medicul său, Barry O'Meara, a diagnosticat hepatită cronică și l-a avertizat pe Lowe că Napoleon ar putea muri din cauza climei nefavorabile și a lipsei de exerciții fizice. Lowe a crezut că O'Meara exagera și l-a concediat în iulie 1818.
În noiembrie 1818, aliații au anunțat că Napoleon va rămâne prizonier pe Sfânta Elena pe viață. Când a aflat vestea, a devenit deprimat și mai izolat, petrecând perioade mai lungi în camerele sale, ceea ce i-a afectat și mai mult sănătatea. O parte dintre membrii anturajului său au părăsit, de asemenea, Sfânta Elena, inclusiv Las Cases în decembrie 1816, generalul Gaspard Gourgaud în martie 1818 și Albine de Montholon, care era posibil amanta lui Napoleon, în iulie 1819.
În septembrie 1819, doi preoți și un nou medic, François Carlo Antommarchi, s-au alăturat suitei lui Napoleon.

### Moarte

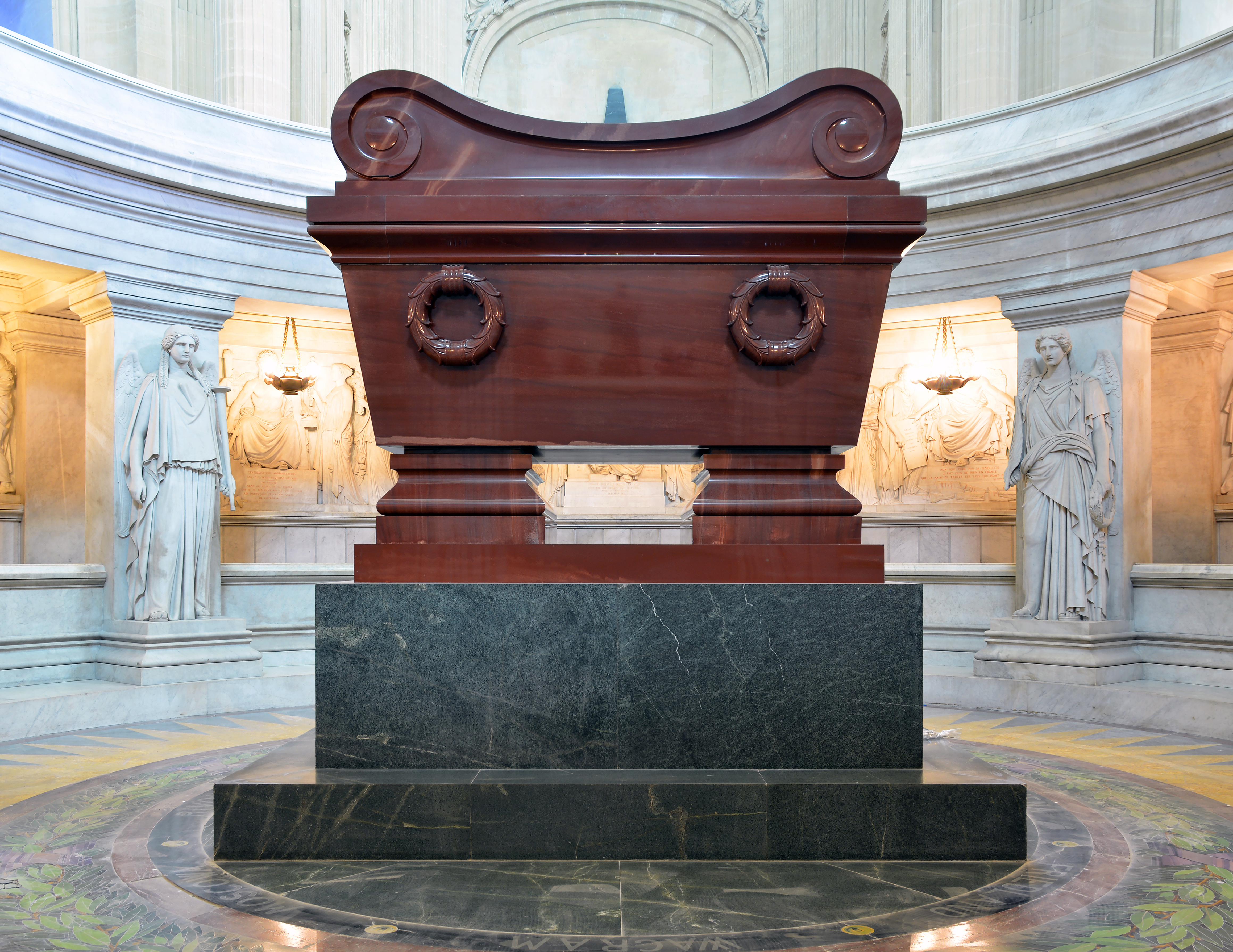
Mormântul lui Napoleon la Les Invalides din Paris.

Sănătatea lui Napoleon a continuat să se înrăutățească și, în martie 1821, a fost țintuit la pat. În aprilie, a scris două testamente în care declara că a fost asasinat de britanici, că Bourbonii vor cădea și că fiul său va conduce Franța. Și-a lăsat averea la 97 de legatari și a cerut să fie înmormântat pe malul Senei.
Pe 3 mai a primit ultima împărtășanie, dar nu a putut lua comuniunea din cauza bolii sale. A murit pe 5 mai 1821 la vârsta de 51 de ani. Ultimele sale cuvinte, consemnate diferit de cei prezenți, au fost fie „Franța, armata, șeful armatei, Joséphine” (France, l'armée, tête d'armée, Joséphine), fie „cine se retrage... la conducerea armatei” (qui recule...à la tête d'armée) sau „Franța, fiul meu, armata” (France, mon fils, l'armée).
Antommarchi și britanicii au scris rapoarte separate de autopsie, fiecare concluzionând că Napoleon a murit din cauza unei hemoragii interne cauzate de cancerul de stomac, boala care l-a ucis pe tatăl său. O teorie ulterioară, bazată pe concentrații mari de arsenic găsite în mostre de păr ale lui Napoleon, susținea că acesta a murit de otrăvire cu arsenic. Cu toate acestea, studii ulterioare au găsit, de asemenea, concentrații mari de arsenic în mostre de păr din copilăria lui Napoleon și de la fiul său și de la Joséphine. Arsenicul era utilizat pe scară largă în medicamente și produse precum cremele pentru păr în secolul al XIX-lea. Un studiu din 2021 realizat de o echipă internațională de patologi gastro-intestinali a concluzionat din nou că Napoleon a murit de cancer de stomac.
Napoleon a fost înmormântat cu onoruri militare în Valea Mușcatelor. Inima și intestinele lui Napoleon au fost îndepărtate și sigilate în sicriul său. Se spune că penisul lui Napoleon a fost îndepărtat în timpul autopsiei, vândut și expus. În 1840, guvernul britanic i-a dat permisiunea lui Louis Philippe I să returneze rămășițele lui Napoleon în Franța. Trupul lui Napoleon a fost exhumat și s-a constatat că era bine conservat, fiind sigilat în patru sicrie (două de metal și două de mahon) și plasat într-un mormânt de zidărie. Pe 15 decembrie 1840, a avut loc o înmormântare de stat la Paris, cu 700.000-1.000.000 de participanți care au împânzit traseul procesiunii funerare către capela Les Invalides. Sicriul a fost ulterior plasat în cupola din Capela Sfântului Jérôme, unde a rămas până când mormântul lui Napoleon, proiectat de Louis Visconti, a fost finalizat. În 1861, în timpul domniei lui Napoleon al III-lea, rămășițele sale au fost îngropate într-un sarcofag în cripta de sub domul de la Les Invalides.

## Religie

### Credința religioasă

Reorganizarea geografiei religioase: Franța este împărțită în 59 de eparhii și 10 provincii ecleziastice.

Napoleon a fost botezat în Ajaccio pe 21 iulie 1771 și a fost crescut ca romano-catolic. A început să-și pună la îndoială credința la vârsta de 13 ani, în timp ce era la Brienne. Biografii l-au descris în moduri diferite din acea perioadă ca fiind deist, adept al "religiei naturale" a lui Rousseau sau credincios în destin. El și-a exprimat constant credința într-un Dumnezeu sau creator.
Înțelegea puterea religiei organizate în afacerile sociale și politice și ulterior a căutat să o folosească pentru a-și susține regimul. Atitudinea sa față de religie este adesea descrisă ca utilitaristă. În 1800, a declarat: „M-am făcut catolic pentru a câștiga războiul în Vendée, m-am făcut musulman pentru a mă stabili în Egipt, m-am făcut ultramontan pentru a întoarce inimile oamenilor către mine în Italia. Dacă ar trebui să conduc o națiune de evrei, aș reconstrui Templul lui Solomon.”
Napoleon a avut o căsătorie civilă cu Joséphine în 1796 și, la insistența papei, o ceremonie religioasă privată cu ea cu o zi înainte de încoronarea sa ca împărat în 1804. Această căsătorie a fost anulată de tribunalele sub controlul lui Napoleon în ianuarie 1810. În aprilie 1810, Napoleon s-a căsătorit cu prințesa austriacă Marie Louise într-o ceremonie catolică. Napoleon a fost excomunicat de papa prin bula Quum memoranda în 1809. Testamentul său din 1821 declara: „Mor în religia apostolică romană, în sânul căreia m-am născut acum mai bine de cincizeci de ani.”
Napoleon a citit Coranul în traducere și avea un interes pentru Islam și Orient. De asemenea, l-a apărat pe Mahomed („un mare om”) împotriva operei Mahomet a lui Voltaire.

### Concordatul

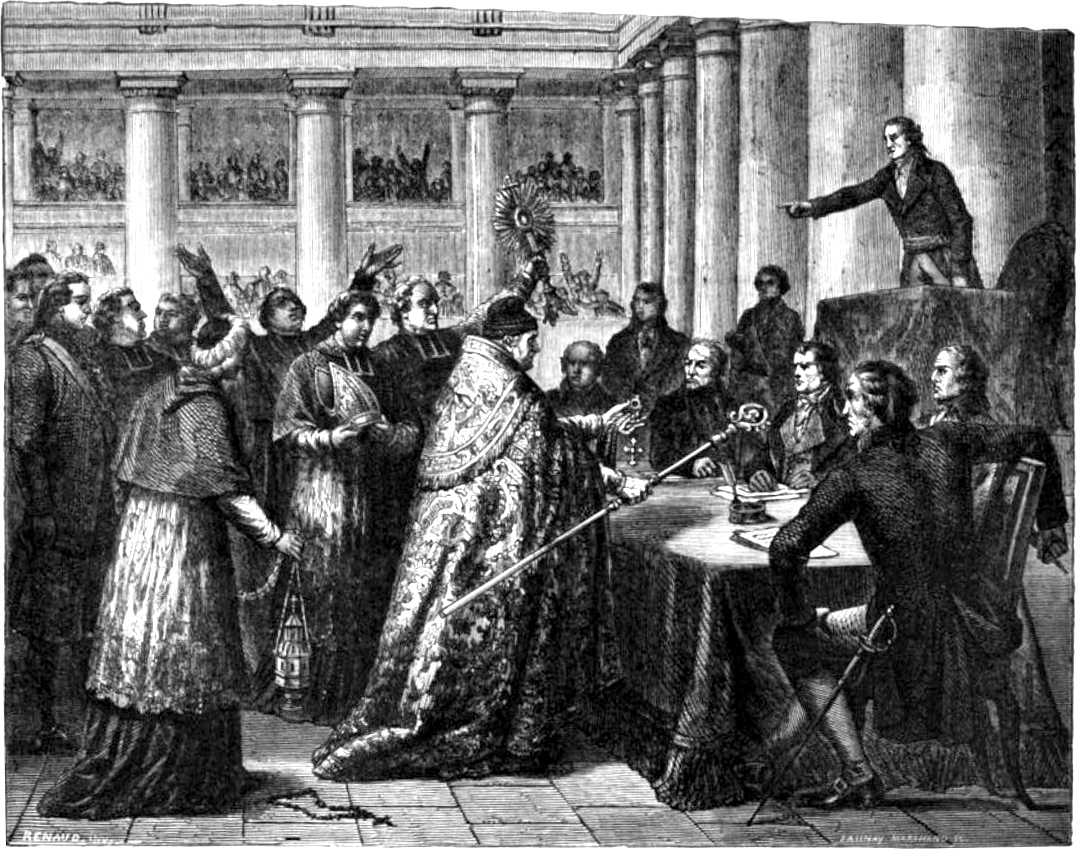
Liderii Bisericii Catolice depun jurământul civil cerut de Concordatul din 1801.

În căutarea reconcilierii naționale între revoluționari și catolici, Napoleon și Papa Pius al VII-lea au convenit asupra Concordatului din 1801. Acordul recunoștea Biserica Catolică ca biserica majoritară a Franței și, în schimb, Biserica recunoștea regimul lui Napoleon, subminând astfel mult din sprijinul regaliștilor. Concordatul confirma confiscarea terenurilor și dotărilor Bisericii din timpul revoluției, dar reintroducea salariile de stat pentru cler. Guvernul controla, de asemenea, nominalizarea episcopilor pentru investitură de către papă. Episcopii și alți clerici erau obligați să depună un jurământ de loialitate față de regim.
Când Concordatul a fost publicat pe 8 aprilie 1802, Napoleon a prezentat un alt set de legi numite Articolele Organice, care au sporit și mai mult controlul statului asupra Bisericii Franceze. Acorduri similare au fost făcute cu Biserica în teritoriile controlate de Napoleon, în special în Italia și Germania.

### Arestarea Papei Pius al VII-lea
Napoleon a ocupat și a anexat progresiv Statele Papale din 1805. În iulie, oficialii francezi l-au arestat pe papa la Vatican și l-au exilat la Savona. În 1812, pontiful a fost transferat la Palatul Fontainebleau din Franța. În ianuarie 1813, Napoleon a făcut presiuni pe papă să semneze un nou „Concordat de Fontainebleau”, care a fost în curând repudiat de pontif. Papa a fost eliberat până în 1814.

### Emanciparea religioasă
În februarie 1795, Convenția Națională a proclamat egalitatea religioasă pentru bisericile protestante și alte religii din Franța. În aprilie 1802, Napoleon a publicat legi care creșteau controlul statului asupra congregațiilor calviniste și directoarelor luterane, cu pastorii lor fiind plătiți de stat. Odată cu victoriile militare ale lui Napoleon, egalitatea religioasă formală și drepturile civile pentru minoritățile religioase s-au răspândit în teritoriile cucerite și statele satelit, deși implementarea lor a variat în funcție de autoritățile locale.
Evreii din Franța au primit drepturi civile depline în septembrie 1791 și egalitate religioasă în 1795. Regimurile revoluționar și napoleonian au abolit ghetourile evreiești în teritoriile pe care le-au cucerit. Napoleon dorea să asimileze evreii în societatea franceză și a convocat o adunare a notabililor evrei în 1806 în acest scop. În 1807, a convocat un Sanhedrin pentru a adapta legea lui Moise la legile imperiului. Un decret imperial din martie 1808 a organizat cultul evreiesc în consistorii, a limitat camăta și a încurajat evreii să adopte un nume de familie, căsătoriile mixte, căsătoriile civile și divorțurile. Cu toate acestea, evreii au fost încă supuși discriminării în multe părți ale imperiului și statele satelit.

## Personalitate
Pieter Geyl a scris în 1947: „Este imposibil ca doi istorici, mai ales doi istorici care trăiesc în perioade diferite, să vadă orice personalitate istorică în aceeași lumină.” Nu există nicio dispută că Napoleon era ambițios, deși comentatorii nu sunt de acord dacă ambiția lui era în principal pentru propria sa putere și glorie sau pentru bunăstarea Franței. Istoricii sunt de acord că Napoleon era foarte inteligent, cu o memorie excelentă, și un organizator superior care putea lucra eficient ore îndelungate. În luptă, putea dicta rapid o serie de comenzi complexe subordonaților săi, având în vedere unde erau așteptate să fie unitățile majore în fiecare moment viitor.
Era un lider inspirat care putea obține ce e mai bun de la soldații și subordonații săi. Arthur Wellesley, primul duce de Wellington, a spus că prezența sa pe câmpul de luptă valora 40.000 de soldați. Putea să îi încânte pe oameni când avea nevoie, dar putea și să îi umilească public și era cunoscut pentru furia sa când planurile îi erau frustrate. Istoricul McLynn îl vede ca pe un misogin cu o latură crudă, pe care o manifesta adesea față de femei, copii și animale.
Există dezbateri dacă Napoleon era un outsider care nu s-a simțit niciodată acasă în Franța sau cu alți oameni. Hippolyte Taine a spus că Napoleon îi vedea pe ceilalți doar ca pe niște instrumente și era lipsit de sentimente de admirație, simpatie sau milă. Arthur Lévy a răspuns că Napoleon o iubea cu adevărat pe Joséphine și adesea a arătat umanitate și compasiune față de dușmanii săi sau față de cei care l-au dezamăgit. Avea virtuțile normale ale clasei de mijloc și înțelegea omul de rând.

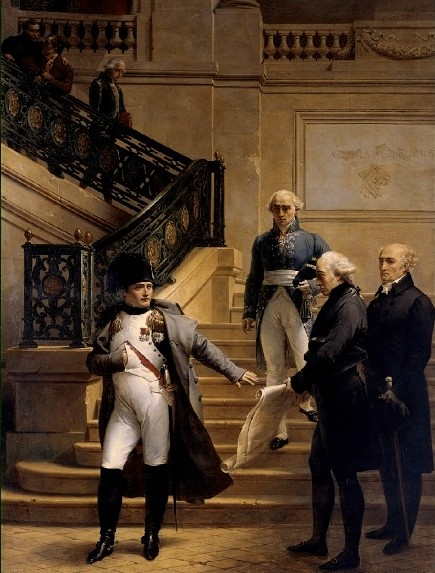
Napoleon vizitând Tribunatul.

În mod similar, istoricii sunt împărțiți asupra faptului dacă Napoleon era constant nemilos când puterea sa era amenințată sau surprinzător de indulgent în unele cazuri. Cei care susțin o personalitate nemiloasă indică episoade precum suprimarea violentă a revoltelor din Franța și teritoriile cucerite, execuția ducelui de Enghien și complotiștilor împotriva domniei sale și masacrul prizonierilor turci de război din Siria în 1799. Alții subliniază tratamentul său blând față de subordonații neloiali, cum ar fi Charles XIV John, Talleyrand și Fouché.
Mulți istorici îl văd pe Napoleon ca fiind pragmatic și realist, cel puțin în primii ani ai domniei sale. El nu era condus de ideologie și promova oameni capabili indiferent de background-ul lor politic și social, atâta timp cât erau loiali. Fiind un expert în probleme militare, aprecia expertiza tehnică și asculta sfaturile experților din alte domenii. Cu toate acestea, există un consens că, odată ce a dominat Europa, a devenit mai intolerant față de alte opinii și s-a înconjurat de oameni care îi spuneau doar ceea ce voia să audă. Spre sfârșitul domniei sale, și-a pierdut realismul și capacitatea de a face compromisuri.
Unii istorici vorbesc despre natura duală a lui Napoleon: un raționalist cu o puternică latură romantică. A luat cu el o echipă de savanți, artiști și ingineri în Egipt pentru a studia științific cultura și istoria țării, dar în același timp a fost fascinat de „orientalismul” romantic. „Eram plin de vise,” a declarat el. „Mă vedeam fondând o religie, marșând în Asia, călărind un elefant, cu un turban pe cap și în mână un nou Coran pe care l-aș fi compus pentru a se potrivi nevoilor mele.”
Napoleon era superstițios. Credea în semne, numerologie, destin și stele norocoase, și întreba întotdeauna despre generalii săi: este norocos? Dwyer afirmă că victoriile lui Napoleon de la Austerlitz și Jena din 1805–06 l-au făcut și mai sigur de destinul și invincibilitatea sa. „Sunt din rasa care fondează imperii”, s-a lăudat el odată, considerându-se un moștenitor al vechilor romani.
Diferite personalități din domeniul psihologiei au încercat să explice personalitatea lui Napoleon. Alfred Adler l-a citat pe Napoleon pentru a descrie un complex de inferioritate în care persoanele scunde adoptă un comportament agresiv pentru a compensa lipsa înălțimii; acest lucru a inspirat termenul „complexul lui Napoleon”. Adler, Erich Fromm și Wilhelm Reich au atribuit energia nervoasă a lui Napoleon disfuncțiilor sexuale. Harold T. Parker a speculat că rivalitatea cu fratele său mai mare și hărțuirea când s-a mutat în Franța l-au determinat să dezvolte un complex de inferioritate care l-a făcut dominator.

## Aspectul și Imaginea

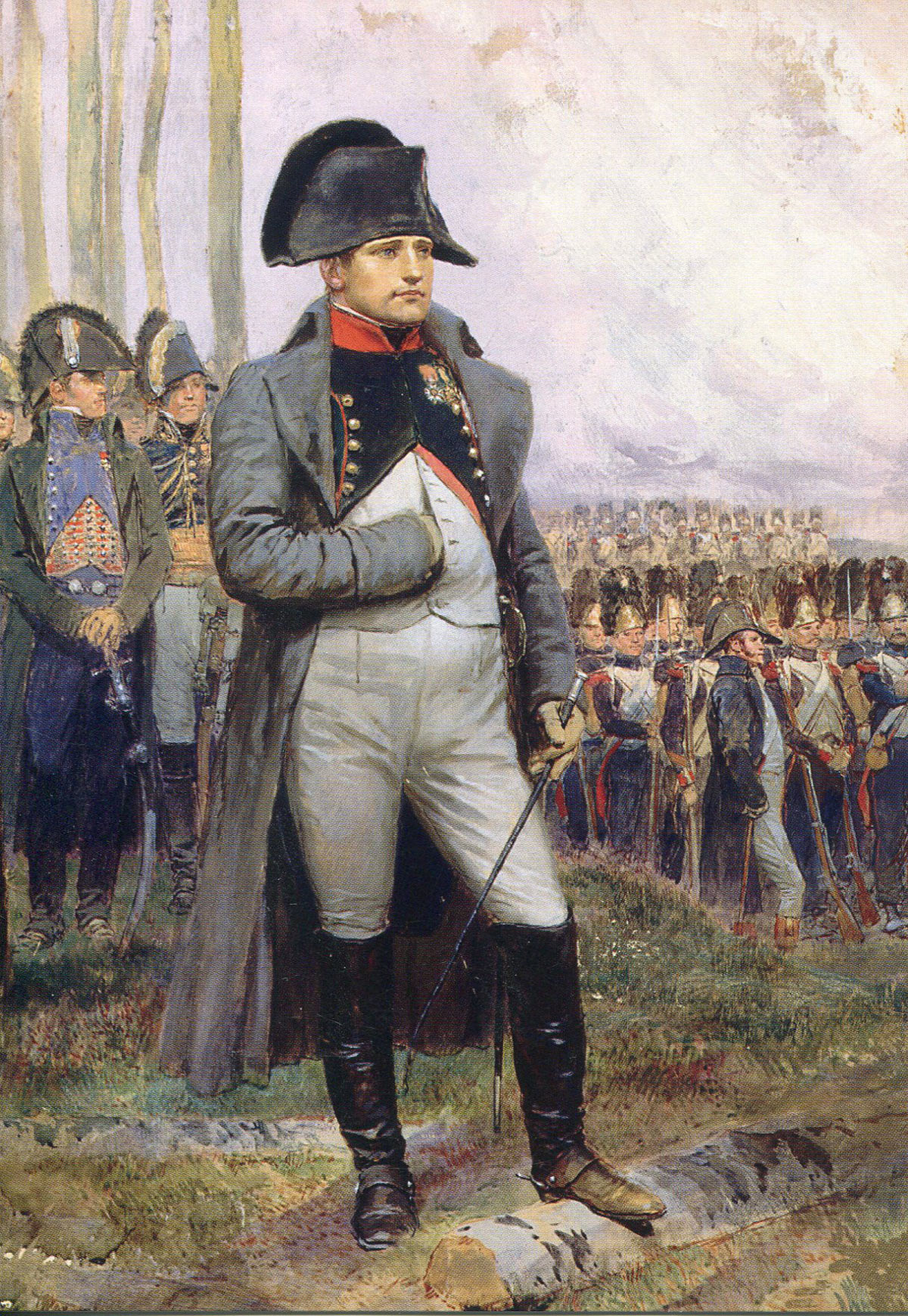
Napoleon este adesea reprezentat în uniforma sa verde de colonel de Chasseur à Cheval al Gărzii Imperiale.

Mulți dintre cei care l-au întâlnit pe Napoleon au fost surprinși de aspectul său fizic neimpresionant, în contrast cu faptele și reputația sa semnificative. În tinerețe, era descris constant ca fiind mic și slab. Pictorul englez Joseph Farington, care l-a întâlnit în 1802, a spus: „Samuel Rogers stătea puțin mai departe de mine și... părea dezamăgit de aspectul chipului [lui Napoleon] și a spus că era acela al unui mic italian.” Farington a mai spus că ochii lui Napoleon erau „mai deschiși și mai gri decât m-aș fi așteptat din cauza tenului său”, că „persoana lui era sub înălțimea medie” și că „aspectul său general era mai blând decât credeam înainte.”
Un prieten care l-a întâlnit pentru prima dată când era tânăr a spus că Napoleon era notabil doar „pentru culoarea închisă a tenului său... pentru privirea sa pătrunzătoare și scrutătoare și pentru stilul conversației sale”. De asemenea, a spus că Napoleon era serios și sumbru. Johann Ludwig Wurstemberger, care l-a însoțit pe Napoleon în 1797 și 1798, a observat că „Bonaparte era destul de slab și părea emaciat; fața lui era, de asemenea, foarte subțire, cu un ten închis... părul său negru, nepudrat, atârna uniform pe ambii umeri”, dar că, în ciuda aspectului său ușor și neîngrijit, „privirea și expresia sa erau serioase și puternice.”
Denis Davydov l-a considerat pe Napoleon obișnuit ca aspect:
„Fața lui era ușor măslinie, cu trăsături regulate. Nasul său nu era foarte mare, dar drept, cu o ușoară, abia vizibilă curbă. Părul de pe cap era blond-roșcat închis; sprâncenele și genele erau mult mai întunecate decât culoarea părului, iar ochii săi albaștri, scoși în evidență de genele aproape negre, îi dădeau o expresie foarte plăcută ... Omul pe care l-am văzut avea o statură scundă, puțin peste cinci picioare, destul de greu deși avea doar 37 de ani.”
În timpul războaielor napoleoniene, presa britanică l-a descris ca pe un tiran periculos, gata să invadeze. O poezie pentru copii îi avertiza pe aceștia că Bonaparte mănâncă oameni obraznici; „bau-baul”. Era ridiculizat ca un om mic și irascibil și era poreclit „Micul Boney într-o criză puternică”. De fapt, la aproximativ 170 cm (5 picioare 7 inci), era de înălțime medie.
În ultimii săi ani, s-a îngrășat și avea un ten gălbui. Romancierul Paul de Kock, care l-a văzut în 1811, l-a numit pe Napoleon „galben, obez și umflat”. Un căpitan britanic care l-a întâlnit în 1815 a afirmat: „Am fost foarte dezamăgit, la fel cum cred că au fost toți ceilalți, de aspectul său... Este gras, ceea ce noi numim pot-bellied, și, deși piciorul său este bine proporționat, este destul de grosolan... Este foarte gălbui, cu ochi gri deschiși și păr maro subțire, gras și, în general, un tip foarte urât, cu aspect de preot.”
Este adesea portretizat purtând o pălărie mare bicorn—pe lateral—cu un gest de mână în vestă—o referință la tabloul produs în 1812 de Jacques-Louis David.

## Reforme

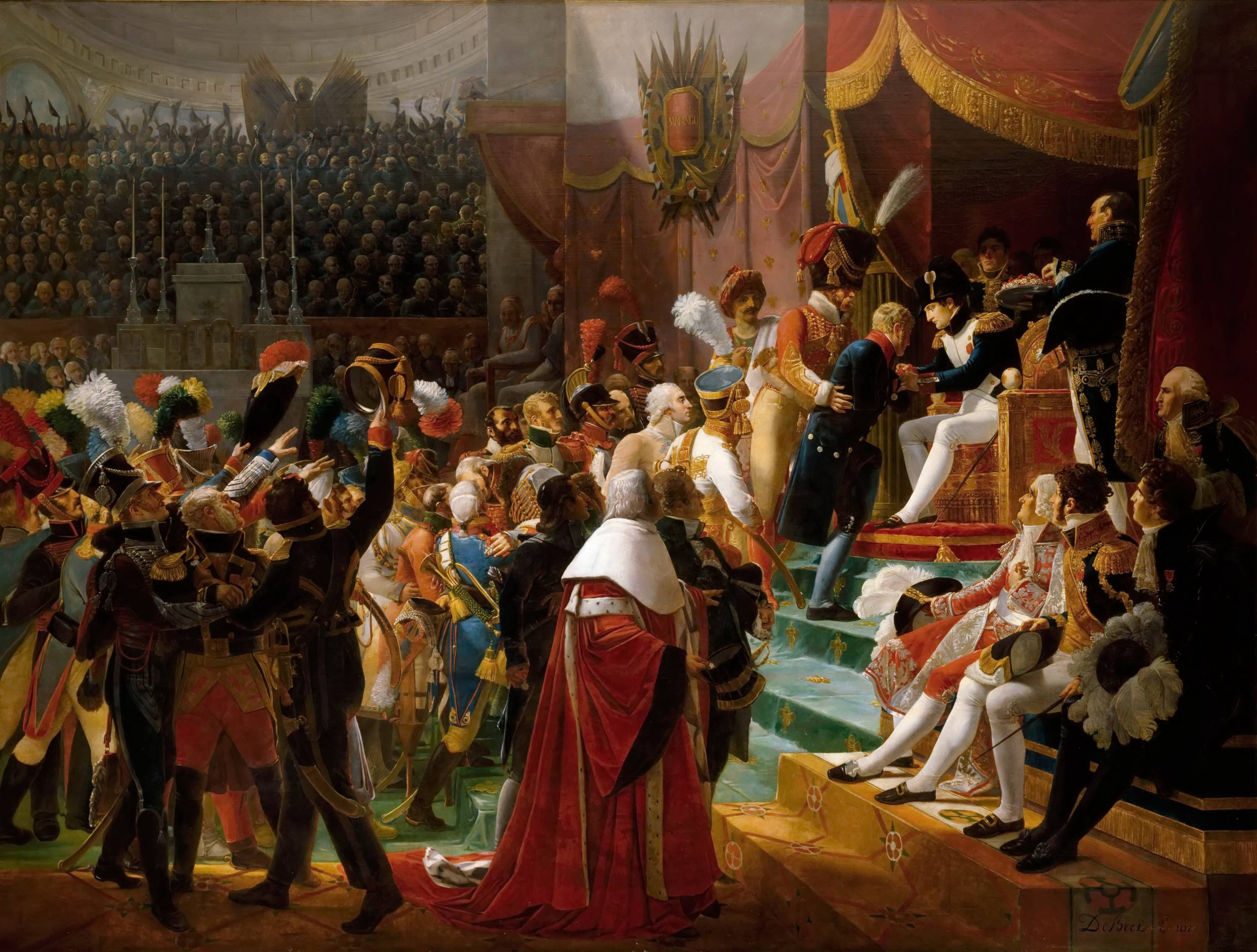
Prima emitere a Legiunii de Onoare, 15 iulie 1804, la Saint-Louis des Invalides, de Jean-Baptiste Debret (1812).

Napoleon a instituit numeroase reforme, dintre care multe au avut un impact durabil asupra Franței, Europei și lumii. El a reformat administrația franceză, a codificat legea franceză, a implementat un nou sistem educațional și a înființat prima bancă centrală franceză, Banque de France. A negociat Concordatul din 1801 cu Biserica Catolică, care a încercat să reconcilieze populația majoritar catolică cu regimul său. Acesta a fost prezentat alături de Articolele Organice, care au reglementat cultul public în Franța. De asemenea, a implementat egalitatea civilă și religioasă pentru protestanți și evrei. În mai 1802, a instituit Legiunea de Onoare pentru a încuraja realizările civile și militare. Ordinul este încă cea mai înaltă decorație din Franța. A introdus trei constituții franceze care au culminat cu reintroducerea unei monarhii și nobilimi ereditare.

### Administrație
Napoleon a introdus o serie de reforme administrative centralizatoare la scurt timp după preluarea puterii. În 1800, el a instituit prefecți numiți pentru a conduce departamentele regionale ale Franței, sub-prefecți pentru a conduce districtele și primari pentru a conduce orașele. Corpurile reprezentative locale au fost păstrate, dar puterile lor au fost reduse și alegerile directe au fost înlocuite cu alegeri indirecte cu o calificare înaltă de proprietate. Adevărata putere în regiuni era acum în mâinile prefecților, care erau evaluați după modul în care îndeplineau principalele priorități ale guvernului lui Napoleon: administrare eficientă, lege și ordine, stimularea economiei locale, strângerea de voturi pentru plebiscite, recrutarea de soldați și aprovizionarea armatei.
O reformă de durată a fost înființarea, în decembrie 1799, a Consiliului de Stat, un organ consultativ de experți care putea de asemenea să elaboreze legi pentru a fi supuse organului legislativ. Napoleon și-a atras mulți dintre miniștri și ambasadori din consiliu. Consiliul a fost cel care a întreprins codificarea legii franceze.
După mai multe încercări ale guvernelor revoluționare, Napoleon a introdus oficial sistemul metric în Franța în 1801 și acesta a fost răspândit în vestul Europei de către armatele sale. Noul sistem era nepopular în unele cercuri, așa că în 1812 a introdus un sistem de compromis în comerțul cu amănuntul numit mesures usuelles (unități tradiționale de măsură). În decembrie 1805, Napoleon a abolit calendarul revoluționar, cu săptămâna sa de zece zile, care fusese introdus în 1793.

### Codul napoleonian

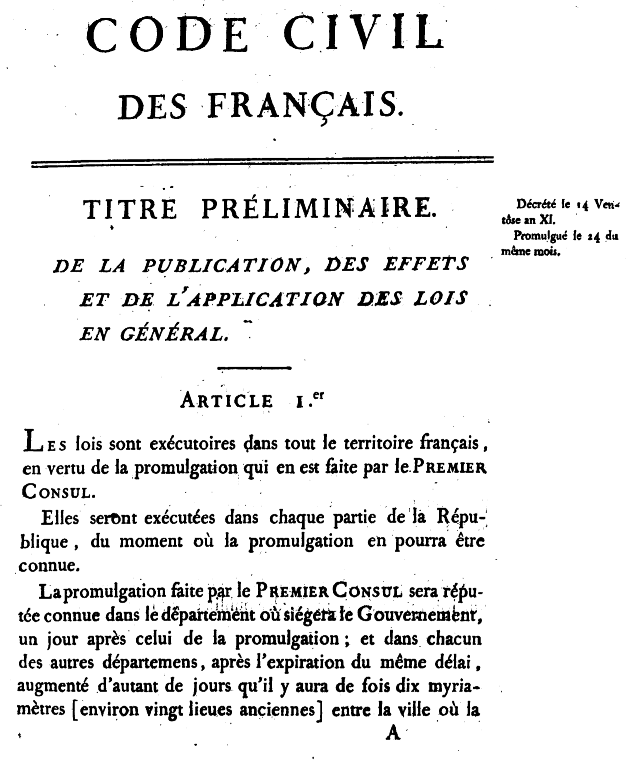
Prima pagină a ediției originale din 1804 a Codului civil.

Codul civil al lui Napoleon, cunoscut din 1807 sub denumirea de Codul napoleonian, a fost implementat în martie 1804. A fost pregătit de comitete de experți juridici sub supravegherea lui Jean Jacques Régis de Cambacérès, al Doilea Consul. Napoleon a participat activ la sesiunile Consiliului de Stat care au revizuit proiectele. Codul a introdus un set clar și accesibil de legi naționale pentru a înlocui diversele sisteme regionale și de drept cutumiar care funcționaseră în Franța.
Codul civil a consacrat principiile egalității în fața legii, toleranței religioase, drepturilor de proprietate sigure, moștenirii egale pentru toți copiii legitimi și abolirii vestigiilor feudalismului. Cu toate acestea, a redus și drepturile femeilor și copiilor și a restricționat sever motivele pentru divorț.
Un cod penal a fost promulgat în 1808 și, în cele din urmă, sub Napoleon au fost introduse șapte coduri de legi. Codul napoleonian a fost răspândit de armatele lui Napoleon în toată Europa și a influențat legislația în multe părți ale lumii. Cobban l-a descris drept „cea mai eficientă agenție pentru propagarea principiilor de bază ale Revoluției Franceze.”

### Război

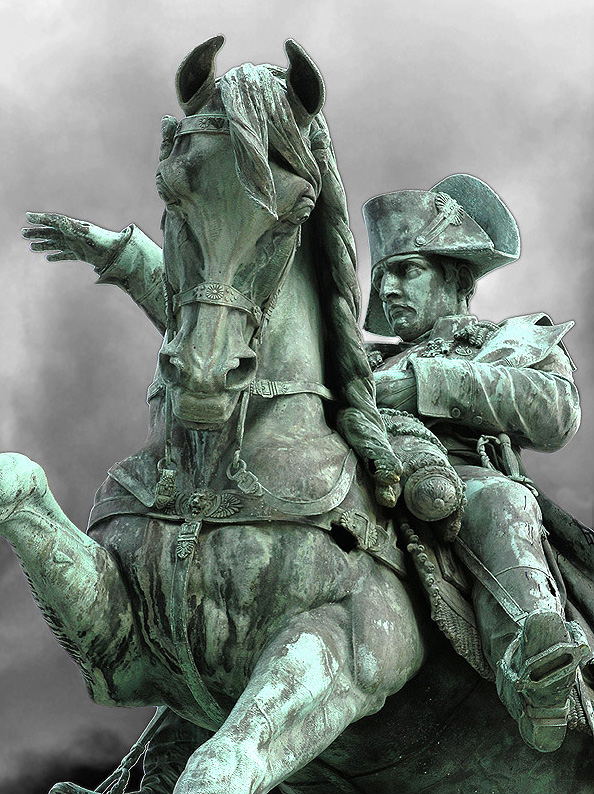
Statuie din Cherbourg-Octeville dezvelită de Napoleon al III-lea în 1858.

În domeniul organizării militare, Napoleon s-a inspirat de la teoreticieni anteriori, precum Jacques Antoine Hippolyte, Comte de Guibert, și din reformele guvernelor franceze precedente, dezvoltând ceea ce era deja în vigoare. El a continuat politicile revoluționare de recrutare și promovare bazate în principal pe merit.
Corpurile de armată au înlocuit diviziile ca cele mai mari unități ale armatei, artileria mobilă a fost integrată în baterii de rezervă, sistemul de stat major a devenit mai fluid, iar cavaleria a revenit ca o formațiune importantă în doctrina militară franceză. Aceste metode sunt acum considerate caracteristici esențiale ale războiului napoleonic.
Napoleon era considerat de influentul teoretician militar Carl von Clausewitz un geniu în arta războiului, iar mulți istorici îl consideră un mare comandant militar. Wellington l-a considerat cel mai mare comandant militar din toate timpurile, iar Henry Vassall-Fox l-a numit „cel mai mare om de stat și cel mai abil general al timpurilor antice sau moderne.” Cobban afirmă că și-a arătat geniul prin deplasarea rapidă a trupelor și concentrarea lor în puncte strategice. Principiile sale erau să-și mențină forțele unite, să nu lase niciun punct slab neapărat, să ocupe rapid punctele importante și să profite de ocazii. Owen Connelly, totuși, afirmă că „tacticile personale ale lui Napoleon sfidează analiza.” El își folosea intuiția, își angaja trupele și reacționa în funcție de evoluția situației.
Sub Napoleon, accentul s-a mutat către distrugerea armatelor inamice, mai degrabă decât pur și simplu manevrarea acestora. Războaiele au devenit mai costisitoare și decisive, deoarece invaziile în teritoriul inamic aveau loc pe fronturi mai largi. Impactul politic al războiului a crescut, deoarece înfrângerea unei puteri europene însemna acum mai mult decât pierderea unor teritorii izolate. Condițiile de pace erau adesea punitive, uneori implicând schimbări de regim, ceea ce a intensificat tendința către războiul total încă din era revoluționară.

### Educație
Reformele educaționale ale lui Napoleon au pus bazele unui sistem modern de educație secundară și terțiară în Franța și în mare parte din Europa. El a sintetizat elemente academice din Vechiul Regim, Iluminism și Revoluție. Legile sale educaționale din 1802 au lăsat cea mai mare parte a educației primare în mâinile școlilor religioase sau comunale, care învățau alfabetizarea și calculul de bază pentru o minoritate a populației. El a desființat școlile centrale revoluționare și le-a înlocuit cu școli secundare și licee de elită, unde curriculumul se baza pe citire, scriere, matematică, latină, istorie naturală, clasici și istorie antică.
El a păstrat sistemul revoluționar de învățământ superior, cu grandes écoles în profesii precum dreptul, medicina, farmacia, ingineria și învățământul școlar. A introdus grandes écoles în istorie și geografie, dar s-a opus uneia în literatură deoarece nu era vocațională. A fondat, de asemenea, Academia Militară Saint-Cyr. A promovat centrele avansate, cum ar fi École polytechnique, care ofereau atât expertiză militară, cât și cercetare avansată în știință.
În 1808, a fondat Universitatea Imperială, un organism de supraveghere cu control asupra curriculumului și disciplinei. Anul următor, a introdus bacalaureatul. Sistemul a fost conceput pentru a produce birocrați, tehnicieni, profesioniști și ofițeri militari eficienți, de care statul napoleonian avea nevoie. A depășit performanțele omologilor săi europeni, mulți dintre aceștia împrumutând elemente din sistemul francez.
Educația femeilor, în contrast, a fost concepută să fie practică și religioasă, bazată pe știința gospodăriei, catehism, alfabetizare și calcul de bază, și suficientă știință pentru a eradica superstiția.

## Memorie și evaluare

### Critică

Rezistenții spanioli executați de trupele franceze.

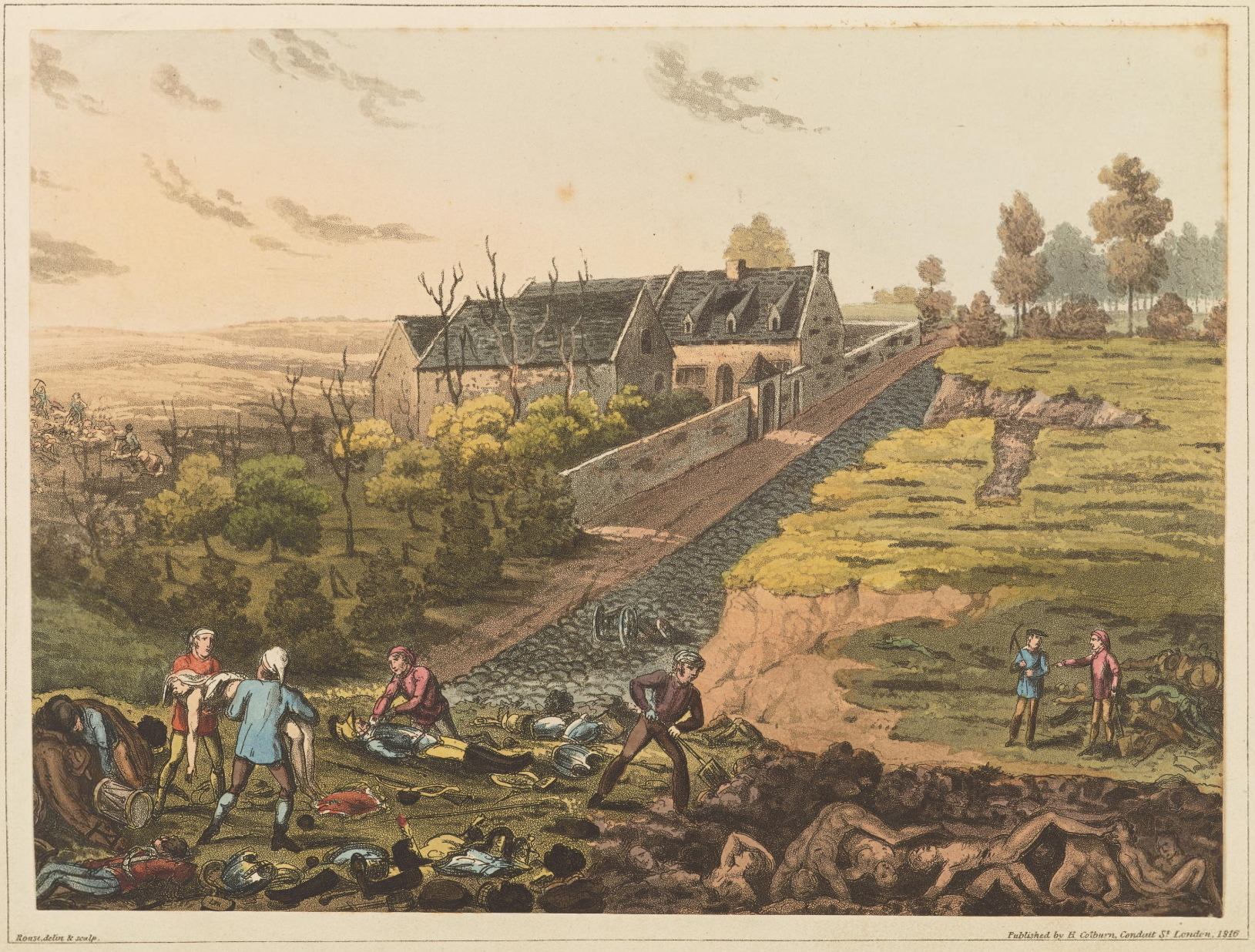
O groapă comună de soldați uciși în bătălia de la Waterloo.

Există dezbateri cu privire la faptul dacă Napoleon a fost "un despot luminat care a pus bazele Europei moderne" sau "un megaloman care a adus mai multă suferință decât oricine înainte de venirea lui Hitler." Pieter Geyl l-a comparat cu Adolf Hitler în 1947, iar Claude Ribbe în 2005. Cu toate acestea, majoritatea criticilor moderni ai lui Napoleon resping comparația cu Hitler, argumentând că Napoleon nu a comis genocid și nu s-a angajat în uciderea în masă și încarcerarea oponenților săi politici. Cu toate acestea, Bell și McLynn condamnă uciderea a 3.000-5.000 de prizonieri de război turci în Siria.
Un număr de istorici au argumentat că politica sa externă expansionistă a fost un factor major în războaiele napoleoniene, care au costat șase milioane de vieți și au cauzat perturbări economice pentru o generație. McLynn și Barnett sugerează că reputația lui Napoleon ca geniu militar este exagerată. Cobban și Conner susțin că Napoleon a avut un respect insuficient pentru viețile soldaților săi și că tacticile sale de luptă au dus la pierderi excesive.
Criticii citează, de asemenea, exploatarea teritoriilor cucerite de către Napoleon. Pentru a-și finanța războaiele, Napoleon a mărit taxele și a impus recrutări de trupe din teritoriile anexate și statele satelit. El a introdus, de asemenea, politici tarifare discriminatorii care promovau comerțul francez în detrimentul aliaților și statelor satelit. A instituționalizat jafurile: muzeele franceze conțin artă furată de forțele lui Napoleon din toată Europa. Artefactele au fost aduse la Musée du Louvre pentru un mare muzeu central; un exemplu care ar fi urmat ulterior de alții.
Mulți istorici au criticat conducerea autoritară a lui Napoleon, în special după 1807, care a inclus cenzura, închiderea ziarelor independente, eludarea alegerilor directe și a guvernării reprezentative, demiterea judecătorilor care arătau independență și exilarea criticilor regimului. Istoricii îl mai învinuiesc pe Napoleon pentru reducerea drepturilor civile ale femeilor, copiilor și persoanelor de culoare și pentru reintroducerea pedepselor legale de moarte civilă și confiscarea proprietății. Reintroducerea de către el a unei monarhii ereditare și a nobilimii rămâne controversată. Rolul său în Revoluția haitiană și decizia de a reinstaura sclavia în coloniile franceze din Caraibe și Oceanul Indian afectează negativ reputația sa.

### Propaganda si memorie

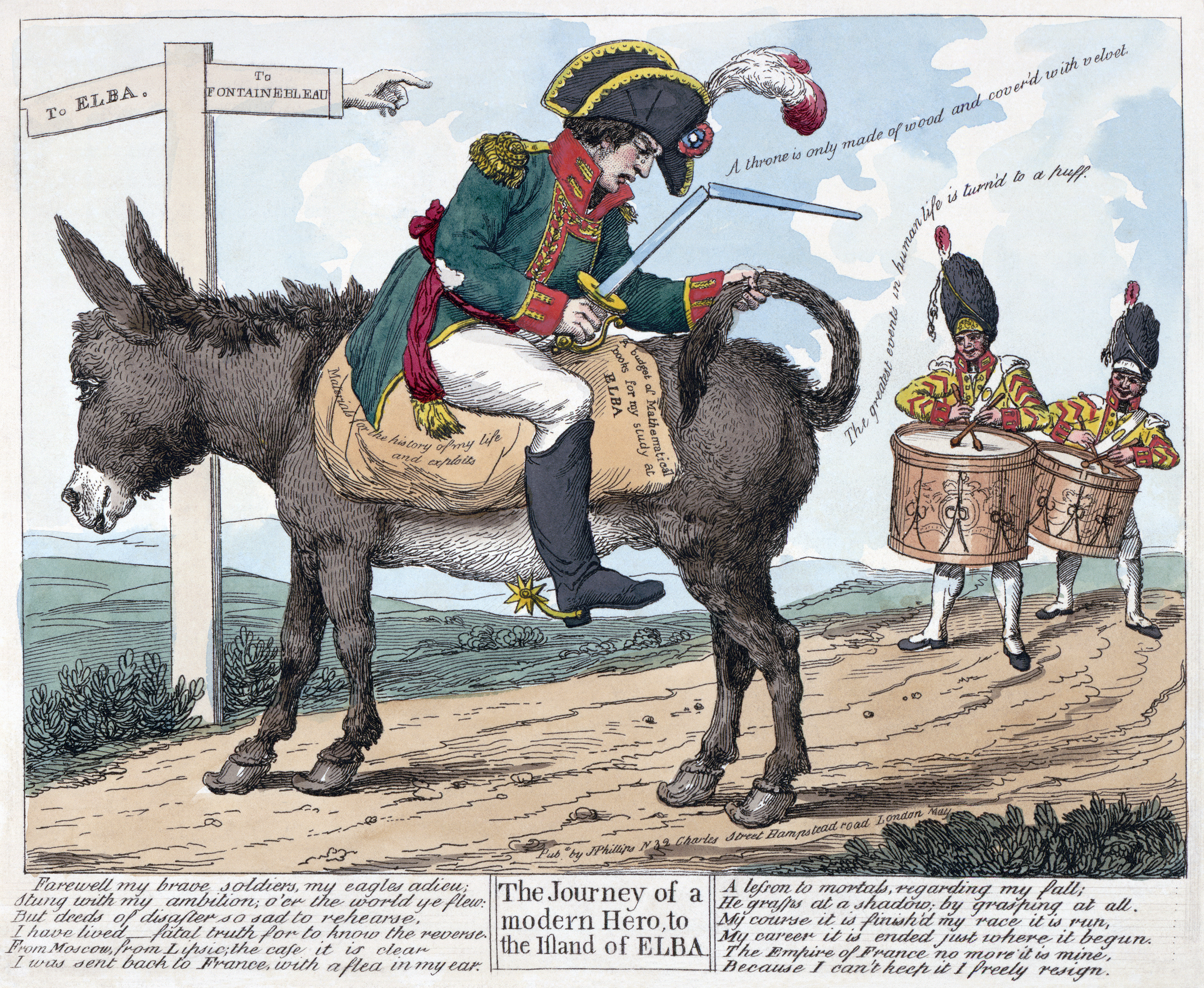
Anul 1814. Caricatură engleză a lui Napoleon exilat în Elba.

Utilizarea propagandei de către Napoleon a contribuit la ascensiunea sa la putere, a legitimat regimul său și a stabilit imaginea sa pentru posteritate. Cenzura strictă și controlul presei, cărților, teatrului și artei au fost parte din schema sa de propagandă, menită să-l prezinte ca aducător de pace și stabilitate în Franța. Propaganda s-a concentrat pe rolul său, mai întâi ca general, apoi ca lider civil și împărat. El a cultivat relații cu artiști, comandând și controlând diverse forme de artă pentru a se potrivi obiectivelor sale de propagandă.
Propaganda napoleoniană a supraviețuit exilului său în insula Sfânta Elena. Las Cases, care a fost cu Napoleon în exil, a publicat „Memorialul Sf. Elena” în 1822, creând o legendă a lui Napoleon ca un susținător liberal, vizionar al unificării europene, înlăturat de elementele reacționare ale Ancien Régime. Napoleon a rămas o figură centrală în arta și literatura romantică din anii 1820 și 1830.
Legenda napoleoniană a jucat un rol cheie în sfidarea politică colectivă a monarhiei restaurate Bourbon între 1815-1830. Oameni din diferite medii și regiuni ale Franței, în special veteranii napoleonieni, au apelat la moștenirea napoleoniană și la legăturile acesteia cu idealurile Revoluției din 1789. Sfidarea s-a manifestat prin materiale sedițioase, afișarea tricolorului și a rozetelor. Au existat și activități subversive care celebrau aniversările vieții și domniei lui Napoleon și perturbau sărbătorile regale.
Bell consideră că repatrierea rămășițelor lui Napoleon în Franța în 1840 a fost o încercare a lui Louis-Phillipe de a-și sprijini regimul nepopular asociindu-l cu Napoleon și că regimul lui Napoleon al III-lea a fost posibil doar datorită rezonanței continue a legendei napoleoniene.
Venita Datta susține că, după prăbușirea militarismului boulangist la sfârșitul anilor 1880, legenda napoleoniană a fost separată de politica de partid și a fost reînviată în cultura populară. Scriitorii și criticii din Belle Époque au exploatat legenda napoleoniană în scopuri politice și culturale diverse.
În secolul al XXI-lea, Napoleon apare regulat în ficțiunea populară, dramă și publicitate. Napoleon și epoca sa rămân subiecte majore de cercetare istorică, cu o creștere accentuată a cărților istorice, articolelor și simpozioanelor în anii bicentenarului, din 1999 până în 2015.

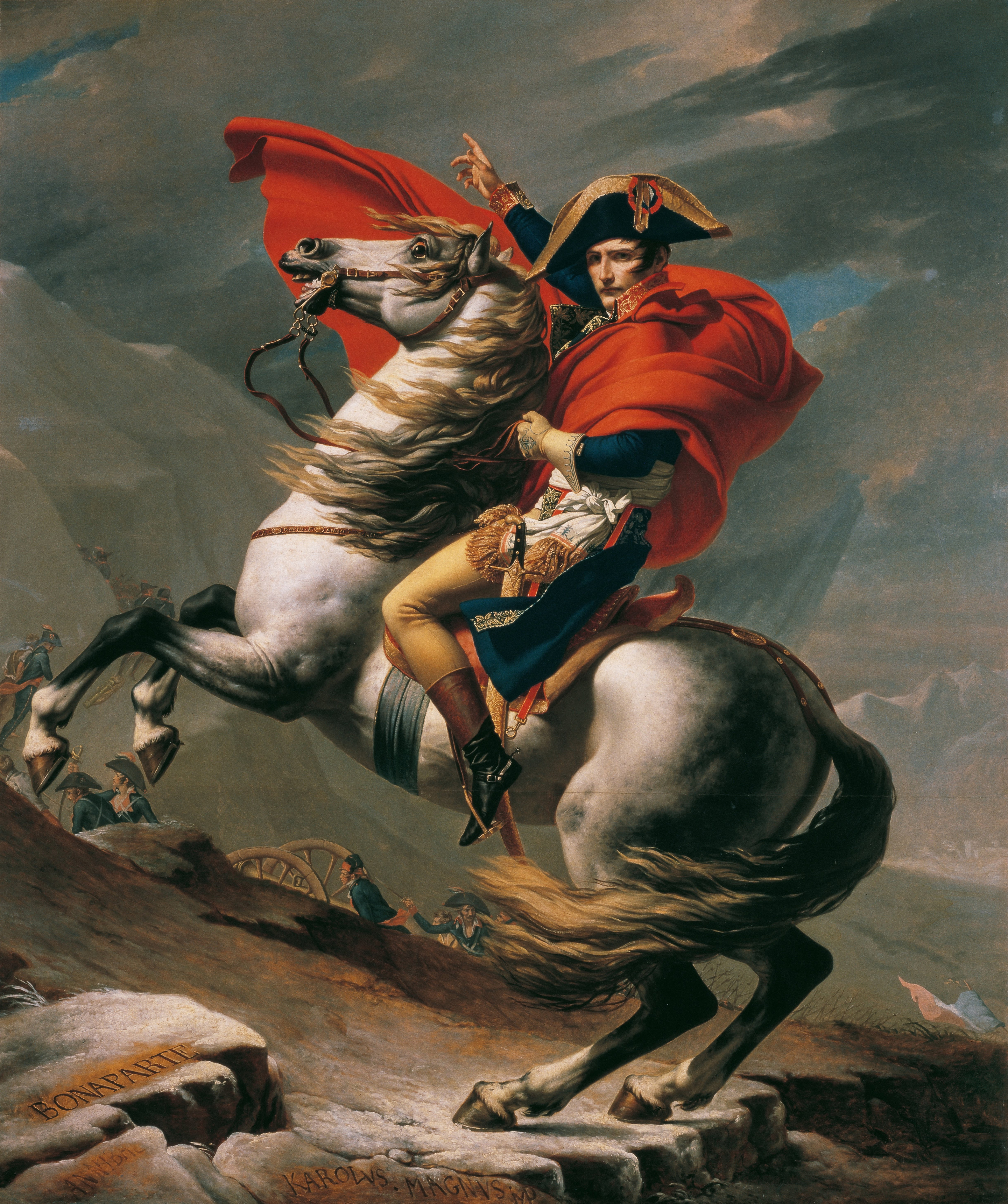
Napoleon traversând Alpii, versiune romantică de Jacques-Louis David (1805)
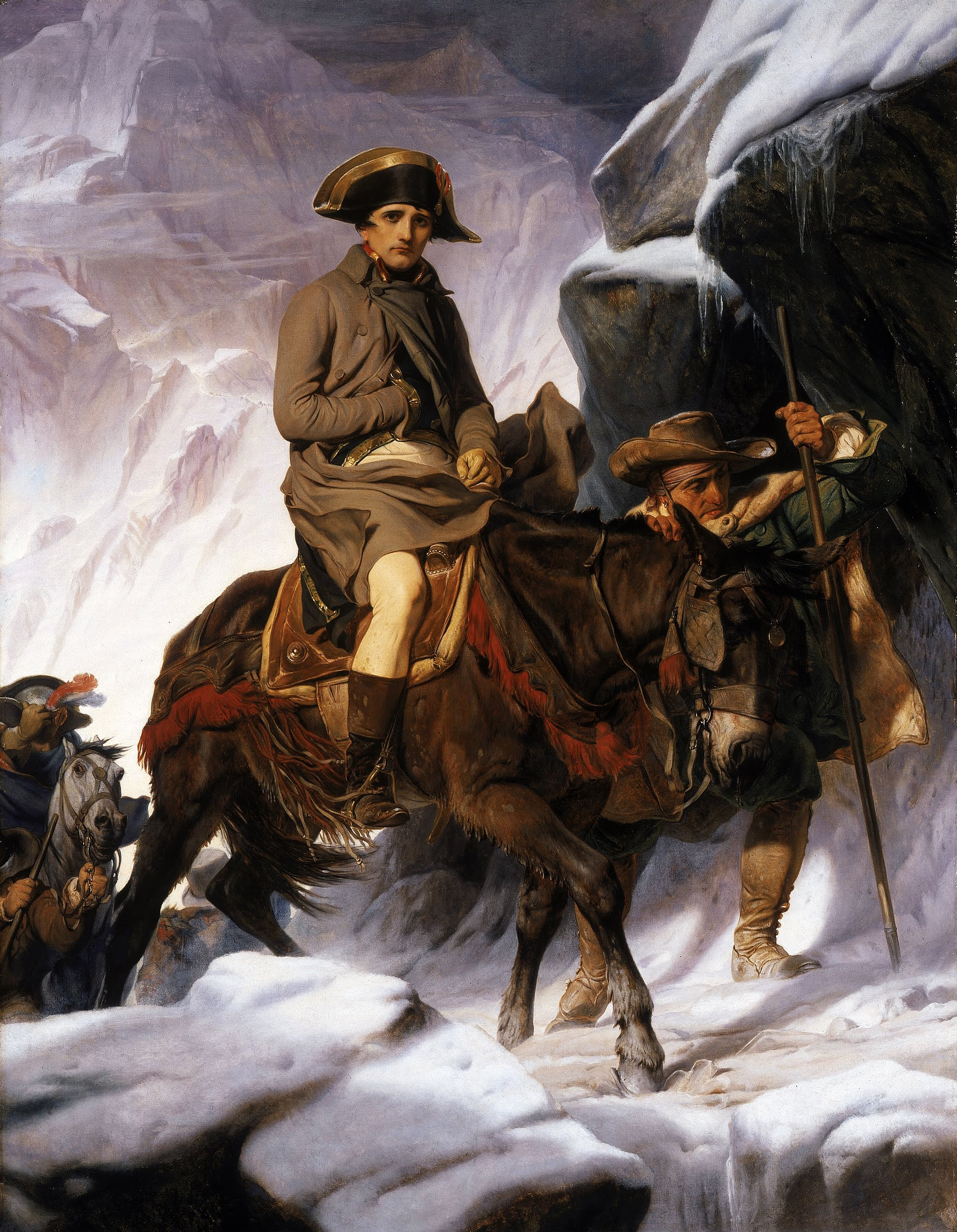
Bonaparte traversând Alpii, versiune realistă de Paul Delaroche în 1848
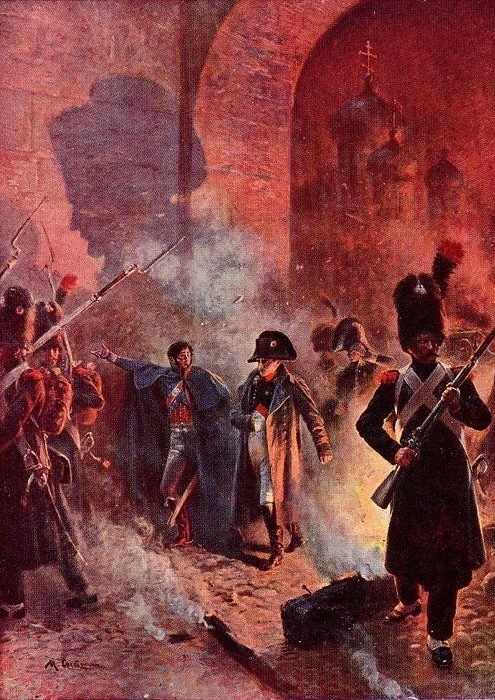
1812: Napoleon părăsind Kremlinul din Moscova, pictură de Maurice Orange.

### Influență pe termen lung în afara Franței

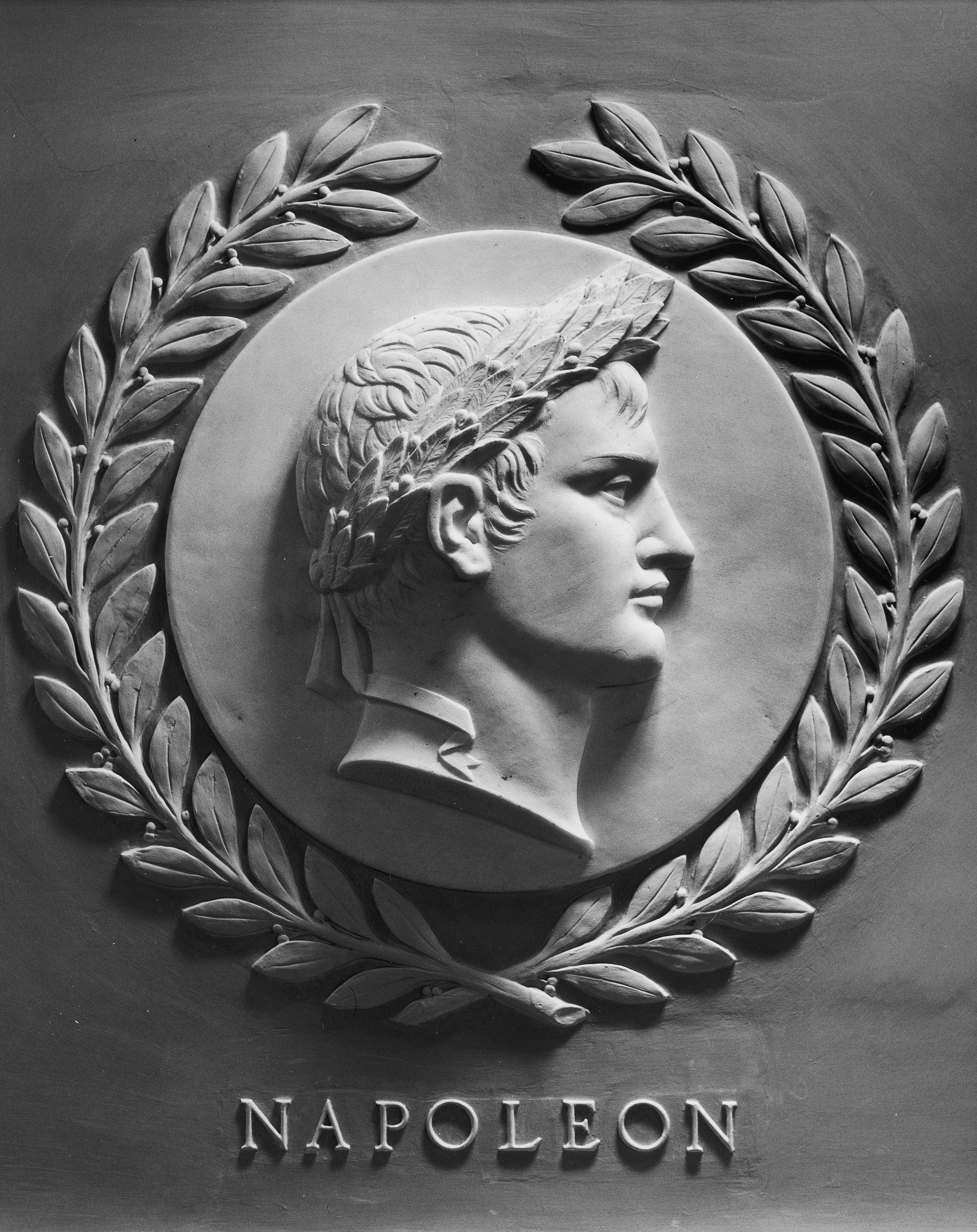
Basorelieful lui Napoleon în Camera Reprezentanților Statelor Unite.

Napoleon a fost responsabil pentru răspândirea multor valori ale Revoluției Franceze în alte țări, în special prin Codul napoleonian. După căderea lui Napoleon, acesta a continuat să influențeze legislația în Europa de Vest și în alte părți ale lumii, inclusiv în America Latină, Republica Dominicană, Louisiana și Québec.
Regimul lui Napoleon a abolit rămășițele feudalismului în teritoriile cucerite și în statele sale satelit. A liberalizat legile de proprietate, a pus capăt sistemului manorial, a abolit breasla negustorilor și meșteșugarilor pentru a facilita antreprenoriatul, a legalizat divorțul, a închis ghetourile evreiești și a încheiat Inchiziția Spaniolă. Puterea instanțelor bisericești și autoritatea religioasă au fost drastic reduse și egalitatea în fața legii a fost proclamată pentru toți bărbații.
Napoleon a reorganizat ceea ce fusese Sfântul Imperiu Roman, format din aproximativ trei sute de mici state, într-o Confederație a Rinului mai simplificată, de patruzeci de state; acest lucru a contribuit la promovarea Confederației Germane și la unificarea Germaniei în 1871, declanșând un nou val de naționalism german care s-a opus intervenției franceze.
Mișcarea către unificarea Italiei a fost, de asemenea, declanșată de domnia napoleoniană. Aceste schimbări au contribuit la dezvoltarea naționalismului și a statului națiune.
Invazia napoleoniană a Spaniei și înlăturarea monarhiei Bourbon din Spania au avut un impact semnificativ asupra Americii Spaniole. Multe elite locale au căutat să guverneze în numele lui Ferdinand al VII-lea al Spaniei, pe care îl considerau monarhul legitim. Napoleon a început indirect procesul de independență a Americii Latine când vidul de putere a fost umplut de lideri politici locali precum Simón Bolívar și José de San Martín. Acești lideri au îmbrățișat sentimente naționaliste influențate de naționalismul francez și au condus mișcări de independență de succes în America Latină.
Reputația lui Napoleon este în general favorabilă în Polonia, care este singura țară din lume care îl evocă în imnul său național, „Polonia încă nu este pierdută”.

## Copii

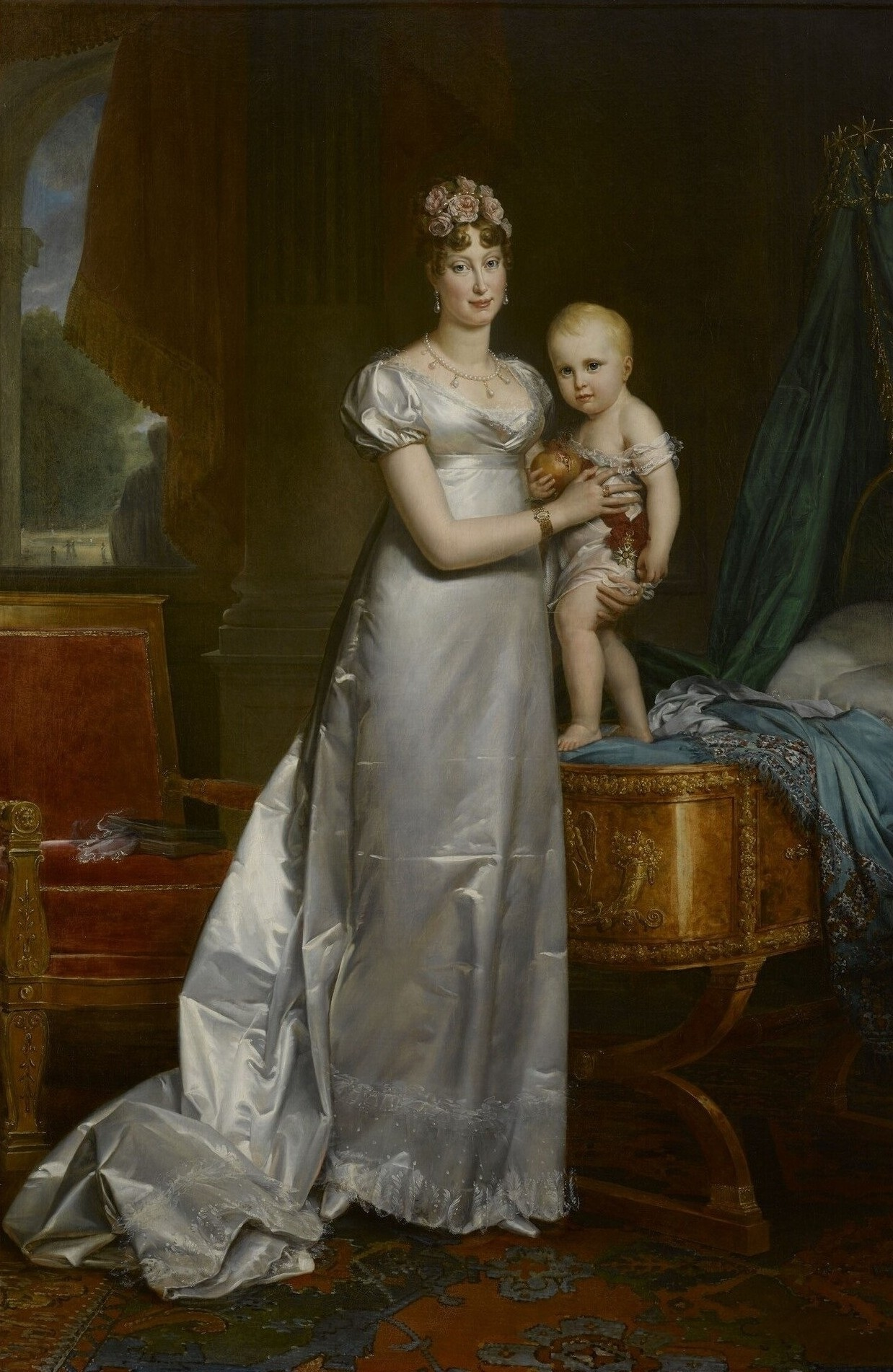
Împărăteasa Marie Louise, ducesă de Parma și fiul ei Napoleon.

Napoleon s-a căsătorit cu Joséphine în 1796, dar căsătoria nu a produs copii. În 1806, el și-a adoptat fiul vitreg, Eugène de Beauharnais (1781–1824), și verișoara sa de gradul doi, Stéphanie de Beauharnais (1789–1860), și a aranjat căsătorii dinastice pentru ei.
Căsătoria lui Napoleon cu Marie Louise a produs un copil, Napoléon François Joseph Charles (Napoleon al II-lea, 1811–1832), cunoscut de la naștere ca „Regele Romei”. Când Napoleon a abdicat în 1815, și-a numit fiul succesorul său, ca „Napoleon al II-lea”, dar aliații au refuzat să-l recunoască. El a fost învestit cu titlul de Duce de Reichstadt în 1818 și a murit de tuberculoză la vârsta de 21 de ani, fără copii.
Napoleon a recunoscut un fiu nelegitim: Charles Léon⁠(d) (1806–1881) cu Eléonore Denuelle de La Plaigne⁠(d). Alexandre Walewski (1810–1868), fiul amantei sale poloneze Maria Walewska, a fost de asemenea larg cunoscut ca fiind copilul său, fapt confirmat de dovezi ADN. Este posibil să fi avut și alți copii nelegitimi.
Bonapartismul implică restaurarea Casei Bonaparte, succesorii lui Napoleon la tronul Franței.